# Ignace-François Bonhommé
Ne doit pas être confondu avec François Bonhomme.
«  Bonhommé » redirige ici. Pour les autres significations, voir Bonhomme.
Ignace-François Bonhommé, aussi connu sous le nom de François Bonhommé, dit aussi «le Forgeron», est né à Paris le 14 mars 1809. Il meurt dans la même ville le 1er octobre 1881. C'est un peintre, aquarelliste et lithographe français qui marqua la postérité en délivrant dans ses œuvres un témoignage visuel saisissant du monde des mines et des forges.
Après une formation à l’École des Beaux-Arts de Paris et un début de carrière artistique conventionnel, il entame, dès la deuxième moitié des années 1830, une série d’œuvres prenant pour sujet les établissements métallurgiques alors en plein essor. Cette prédilection pour les sujets de forges, de mines et de fonderies, qui le différencie de la majorité de ses contemporains, lui vaudra d’être surnommé « le Forgeron ». Il signe parfois ses œuvres « Bonhommé, dit le Forgeron. » 
Ignace-François Bonhommé expose régulièrement au Salon durant toute sa carrière, de 1833 jusqu’à sa mort, en 1881. Il participe également à plusieurs Expositions universelles, notamment celle de 1855, qui se déroule à Paris. Il y obtient  une médaille de troisième classe dans la catégorie «peinture de genre», marquant l'apogée de la reconnaissance officielle de son art.
Il reçoit quelques grandes commandes de la part de l'État français, notamment pour le décor mural de la salle de dessin de l'École Impériale des Mines de Paris en 1855. Ce décor est détruit par le Directeur de l'École en 1905.
Malgré ses quelques succès, le peintre reste méconnu du grand public, à son époque comme aujourd'hui. Une grande partie de son œuvre a disparu.

## Biographie

### Jeunesse, formation et début de carrière artistique (1809-1837)

#### Jeunesse et formation à l'École des Beaux-Arts
Ignace-François Bonhommé est né le 14 mars 1809 dans le 4e arrondissement de Paris,au sein d’un milieu modeste. Il est le fils de Louise-Françoise Béraud et de François Bonhommé, peintre-décorateur de voitures. Aidant dans l’atelier paternel, il se forme, dès son plus jeune âge au maniement du pinceau et prend l’habitude et le goût de l’ouvrage soigneusement accompli.
François Bonhommé ne souhaite pas rester dans l’atelier de son père, et décide de passer le concours de l’École des Beaux-Arts. Présenté par le peintre Guillaume Guillon Lethière, il est admis à l’École le 2 avril 1828, après avoir été reçu au concours 93e sur 114. Il rentre d’abord dans l’atelier du peintre Horace Vernet, où il effectue ses premiers essais devant modèle. Apparemment déçu par l’enseignement du maître, il décide de rejoindre l’atelier du peintre Paul Delaroche, où il fait face à d’autres déceptions. Plus tard, il racontera que Delaroche, après avoir appris que le père de Bonhommé était peintre en voiture, s’était écrié : « Pourquoi diable n’êtes-vous pas resté avec lui ?». Malgré tout, Bonhommé reçoit grâce à ses maîtres une bonne formation pour le dessin, comme pour la composition de peintures de genres et de paysages. Bien qu’il ne soit pas l’élève le plus en vue de l’École, il connaît quelques modestes succès. Il obtient, en 1829, une première mention au concours de perspective, et remporte également deux concours durant l’année 1837 : le premier en mars dans la section « peinture historique », grâce à ses Filles de Pélias trompées par Médée, thème inspiré par les Métamorphoses d’Ovide et le second, en octobre, dans la catégorie « paysages historiques » avec Le chêne et le roseau, une composition inspirée par la fable de Jean de La Fontaine.
Déjà durant ses jeunes années l'artiste commence à s'éloigner un peu des «compositions déclamatoires de l'École», se sentant plus attiré par les «spectacles que lui offre la rue». Lors de la Révolution de Juillet 1830, il court voir les barricades, et s’inspire de l’exemple d'Eugène Delacroix, qui expose au Salon de 1831 son 28 juillet ou la Liberté guidant le peuple, en « [quittant] les Grecs et les Romains pour s’occuper de plus modernes héros » comme l'explique Jacques-Félix Schnerb, son premier biographe, dans un article publié en 1913. Bonhommé se sent concerné par la réalité socio-politique de la société qui l’entoure dès ses jeunes années étudiantes mais cet intérêt met quelques années à se manifester pleinement dans sa production artistique.

#### Début de carrière et tournant vers la peinture de scènes industrielles

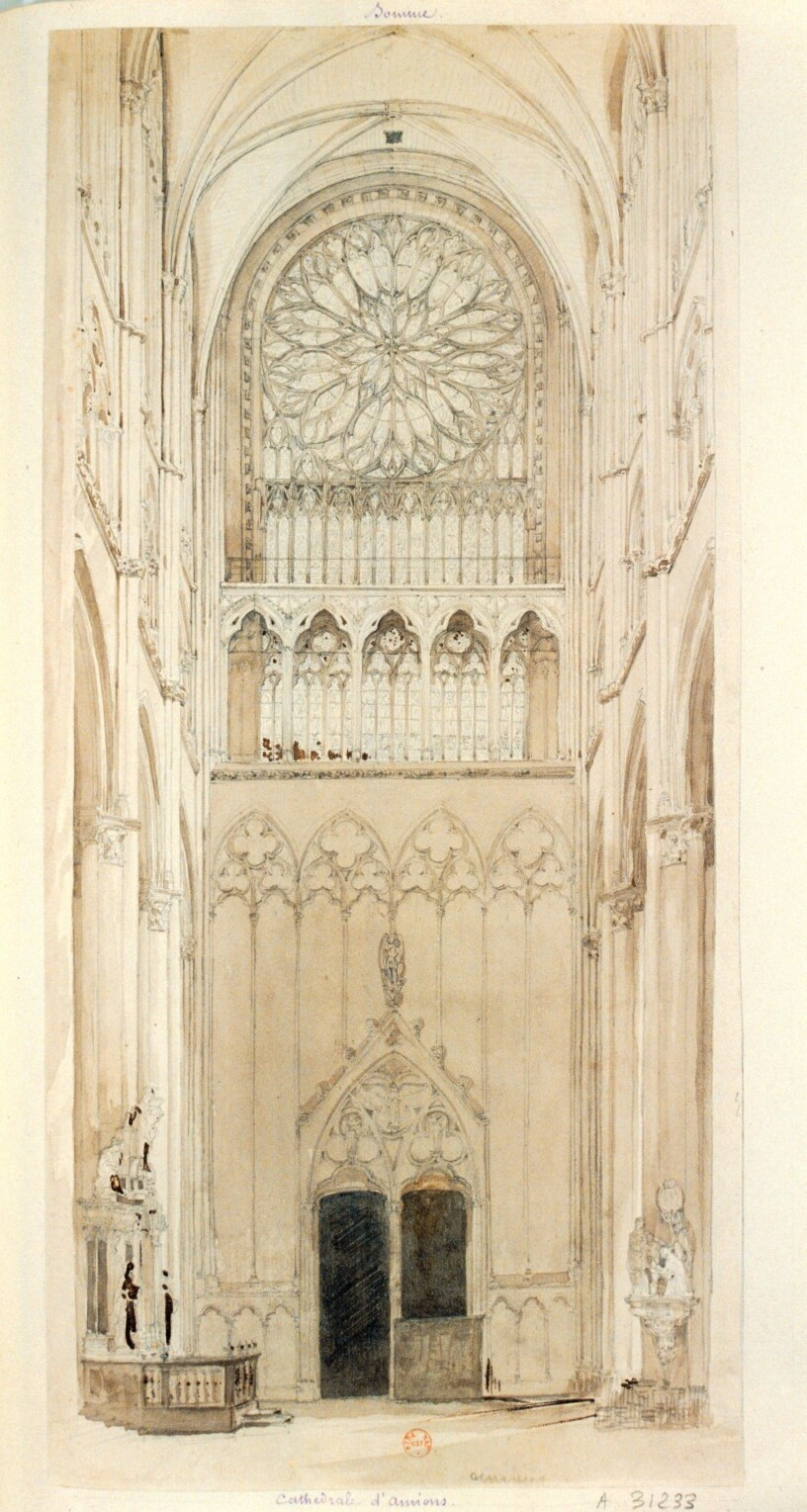
Ignace-François Bonhommé, Vue du transept Sud de la cathédrale d'Amiens, v.1835-1837, dessin, Bibliothèque Nationale de France, Paris

Ignace-François Bonhommé, va avoir, à ses débuts, une carrière «très  classique ». Comme beaucoup d’artistes de son époque, il va essayer d’obtenir le Prix de Rome. Il tente sa chance par deux fois, sans succès, dans la section « peinture historique ». Son premier essai en 1830, lui permet de se classer 14e sur 39 avec une composition sur le thème Hector reprochant à Pâris sa lâcheté. Il n'est cependant pas admis à l’issue du second tour, à présenter la version définitive de l’œuvre. Il tente de nouveau sa chance en 1837, avec le sujet Achille reconnu par Ulysse, qui lui permet de se classer second sur 75 candidats mais il échoue à la deuxième étape, avec le Sacrifice de Noé. Il n’y a pas eu de troisième tentative.
Malgré ces échecs, le peintre va réussir à se construire un modeste début de carrière. Il expose pour la première fois au Salon en 1833, dans la section « peinture », avec un tableau intitulé Chien de Terre-Neuve,. C’est aussi à cette époque qu’il réalise des portraits à l’aquarelle et au pastel — également disparus — dessinés pour Alexandre Dumas père, avec qui il entretiendra une profonde et fidèle amitié.
En 1836, il entame une série de dessins, d'aquarelles, et de gravures représentant des événements commémoratifs à Paris ou en province; on lui doit aussi une série de dessins sur des monuments — des façades et intérieurs d'églises, notamment la cathédrale d'Amiens. Il exécute également, entre 1831 et 1838, une série de planches pour illustrer des volumes consacrés au Languedoc et à la Picardie dans la série de recueils Voyages pittoresques et romantiques dans l’ancienne France, série initiée par l’écrivain et académicien Charles Nodier, ainsi que par le baron Isidore Taylor, dramaturge pionnier du mouvement romantique,.
Bonhommé lie des liens étroits avec le baron Taylor, qui sera l’un des témoins de son mariage avec Marie-Claudine-Émilie Séron (Amiens, 8 avril 1807 – 14 avril 1841) le 6 août 1835. Il aura deux enfants avec elle, Émilie, née en août 1836 et François-Hilaire, né en septembre 1838.
Avant même de se consacrer aux sujets industriels, l’artiste s'intéresse aux prouesses techniques de son temps comme l’érection de l'obélisque de Louxor sur la place de la Concorde le 25 octobre 1836, rendue possible grâce aux procédés inventés par l’ingénieur Apollinaire Lebas. Bonhommé va produire deux planches lithographiées sur ce sujet, qu’il exécute à partir de vues prises sur le vif à midi et à trois heures, montrant le déroulement de l’opération.
Cette même année 1836, François Bonhommé visite une usine à Philippeville, en Belgique. Il assiste , «fasciné», à une coulée de fonte, et décide de «consacrer sa vie» à la représentation du « feu et de son industrie ». Vingt-trois ans plus tard Alexandre Dumas père décrit ce tournant majeur dans la vie de son ami pour le journal L’Indépendance belge: 
« François Bonhommé […] a commencé par faire la peinture de tout le monde. Mais un jour, par accident, pendant un voyage en Belgique, il entra dans les forges de Philippeville. Là, il fut frappé tout à la fois par le mouvement, la vie et la lumière particulière à ces sortes d'établissements. [...] Il lui parut dès lors que ce côté de la lutte de l'homme contre la matière était trop négligé par l'art. »
Alexandre Dumas père, pour un article publié dans L’Indépendance belge, 1859

Bonhommé réalise une aquarelle en 1836, intitulée Vieille forge belge, marteau frontal à drome, ancien procédé du fer affiné au charbon de bois, aujourd’hui disparue. Elle a appartenu à Édouard Muel-Doublat, propriétaire des Forges d’Abainville qui ouvre les portes de son usine au jeune peintre en 1837. Cette invitation achève de transformer sa carrière; il décide alors de se consacrer presque exclusivement aux thèmes de la forge, de l’usine et de l’industrie. Le « Forgeron » est né. 

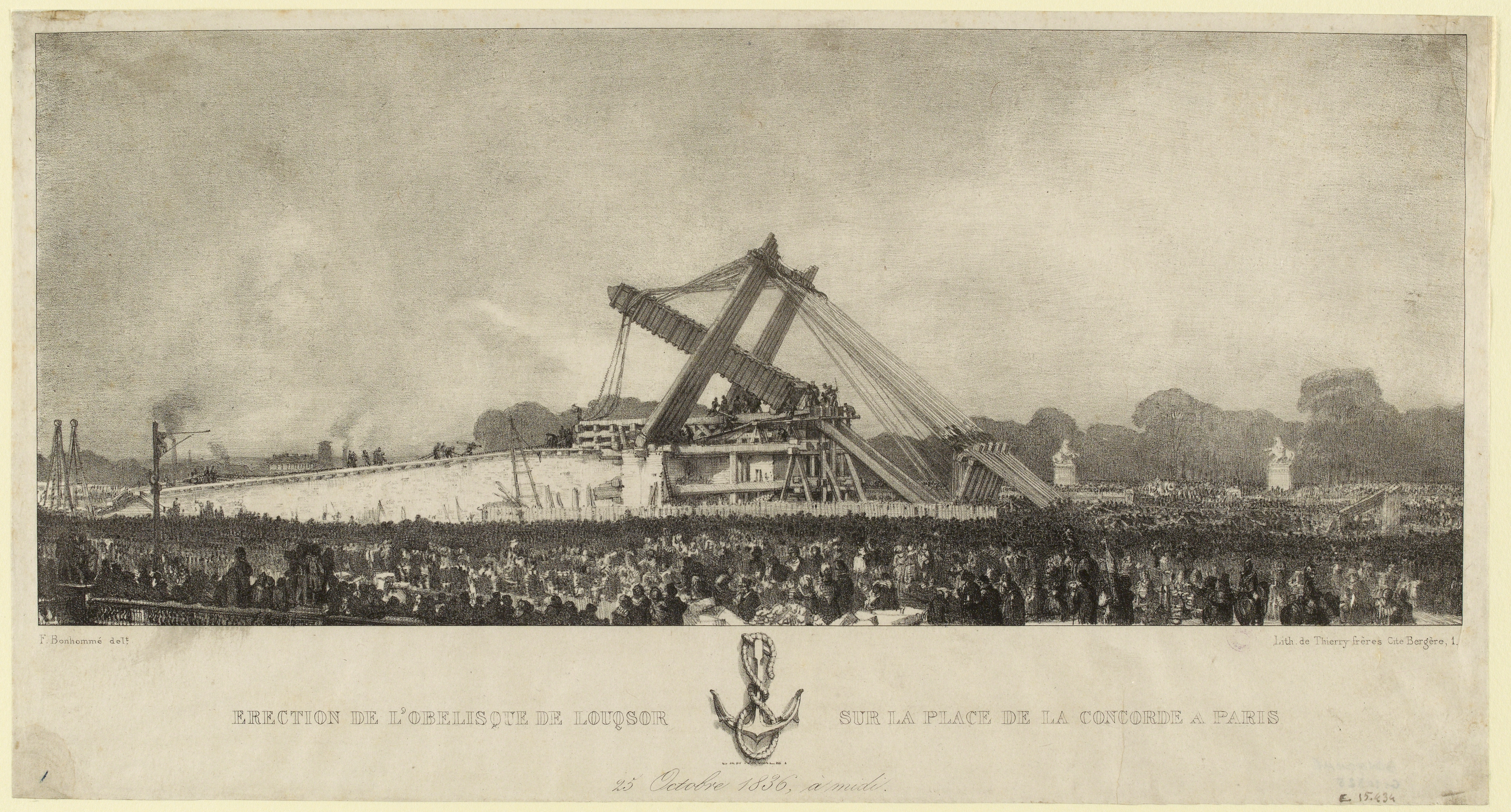
Ignace-François Bonhommé, Érection de l'Obélisque de Louxor sur la place de la Concorde à Paris, 25 octobre 1836, à midi, 1836, lithographie, musée Carnavalet, Paris
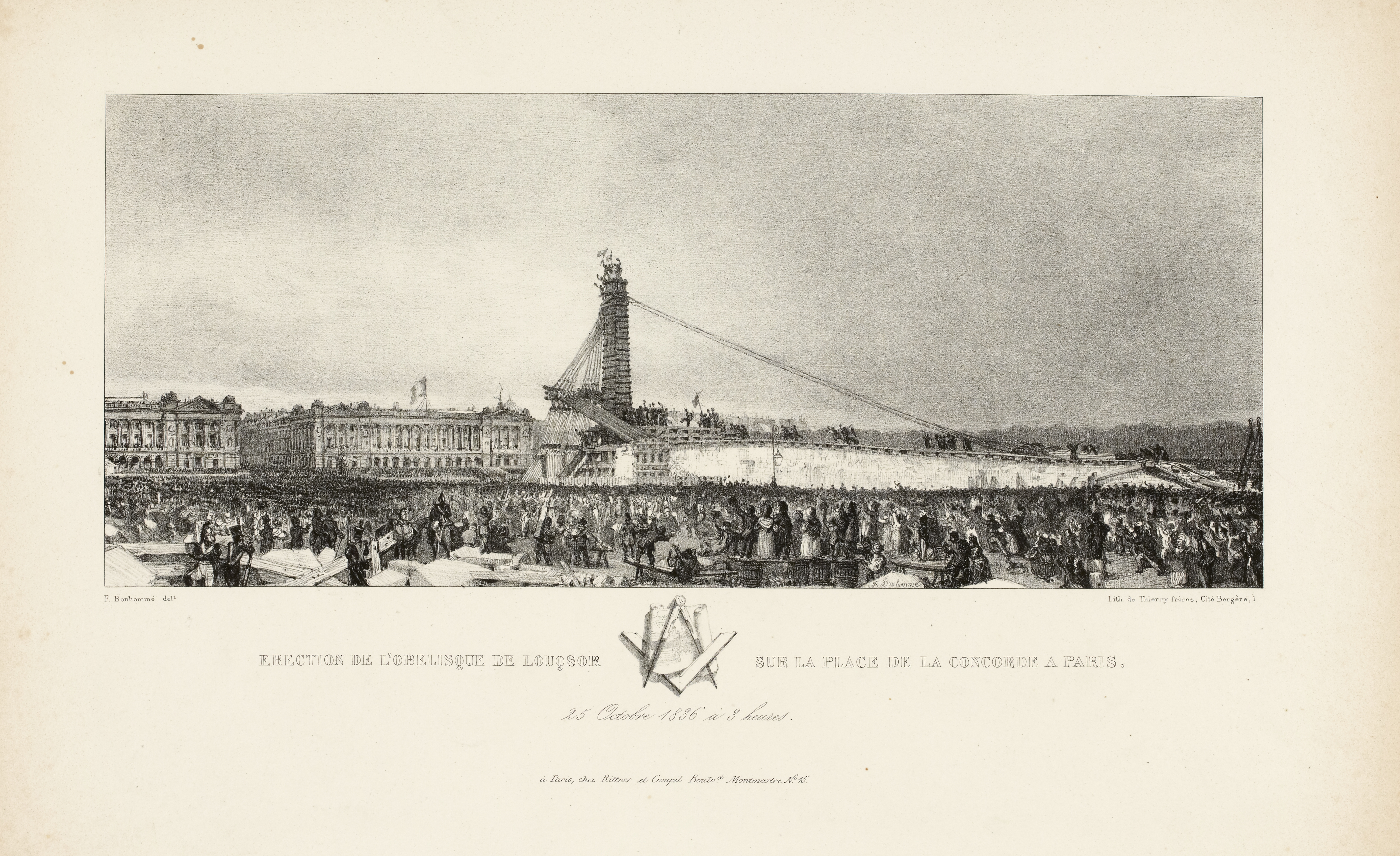
Ignace-François Bonhommé, Érection de l'Obélisque de Louxor sur la place de la Concorde à Paris, 25 octobre 1836, à 3 heures, 1836, lithographie, musée Carnavalet, Paris
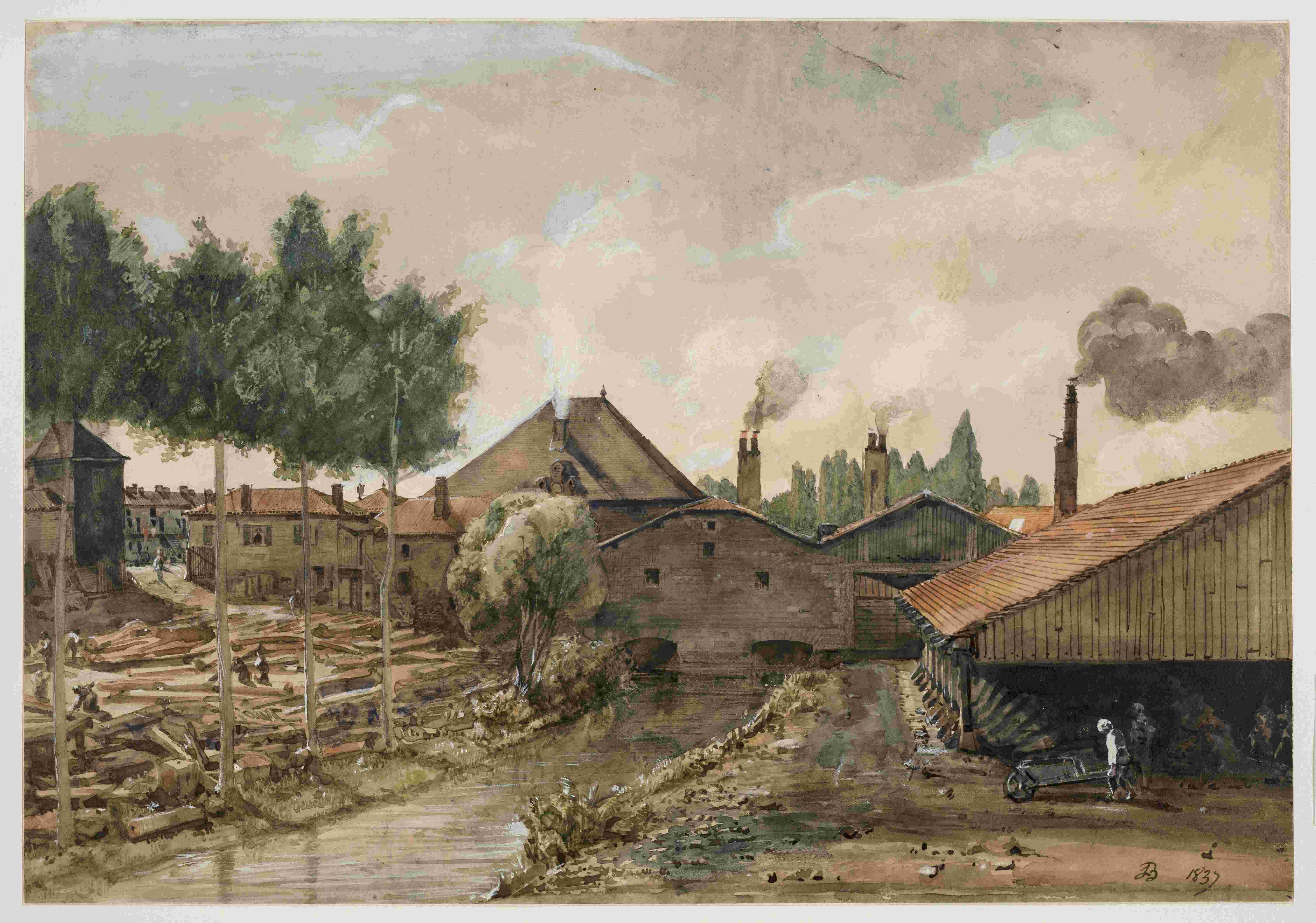
Ignace-François Bonhommé, Vue extérieure des bâtiments de la forge d'Abainville, 1837, dessin, Féru des Sciences, Jarville

### La carrière du «Forgeron» sous la Monarchie de Juillet (1837-1848)

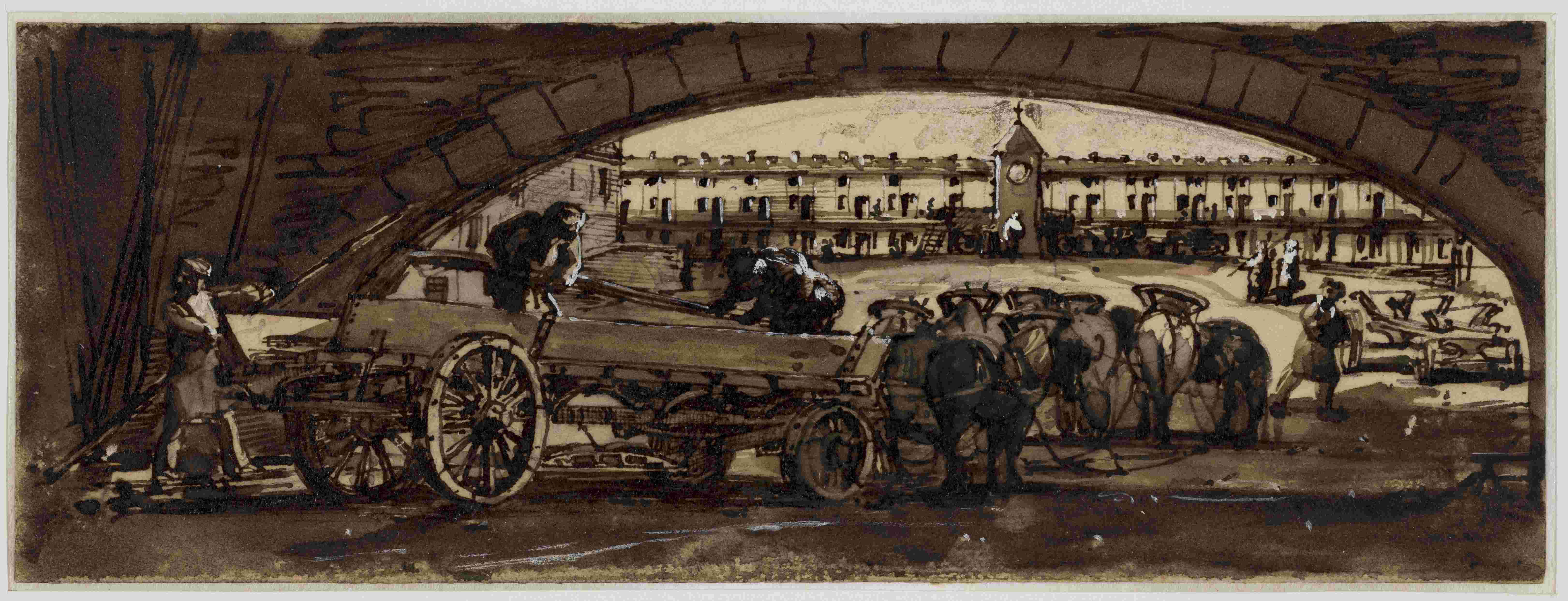
Ignace-François Bonhommé, Abainville - Chargement du fer en barres,1837, dessin, Féru des Sciences, Jarville

François Bonhommé place le début de sa carrière artistique sous prisme de la peinture et des dessins industriels. En 1837, Édouard Muel Doublat, directeur des forges d’Abainville, le convie à venir dans ses forges. Pendant cette année, il va y réaliser soixante-seize dessins, véritable panorama de la première forge de la Meuse à être modernisée à l’anglaise. Ce reportage sert d’étude préparatoire pour Tôlerie des forges d’Abainville, exposée au Salon de 1838, premier tableau montrant un sujet industriel à avoir été présenté par Bonhommé à l’occasion d’un Salon.

Après Abainville, c’est à Fourchambault que Bonhommé réalise de nombreux dessins. Tout commence quand Georges Dufaud, directeur de la forge, cherche un peintre pour représenter son établissement industriel. Paul Delaroche va alors donner le nom de son élève. L’artiste produit un grand nombre de croquis et dessins entre 1838 et 1849 de ces forges à l’anglaise, et parmi toutes ces œuvres, il y a notamment plusieurs Vue intérieure des forges de Fourchambault datant de 1840. Une est exposée au Salon de 1840 et une offerte par Louis Bouigues, propriétaire des forges, à Georges Dufaud.

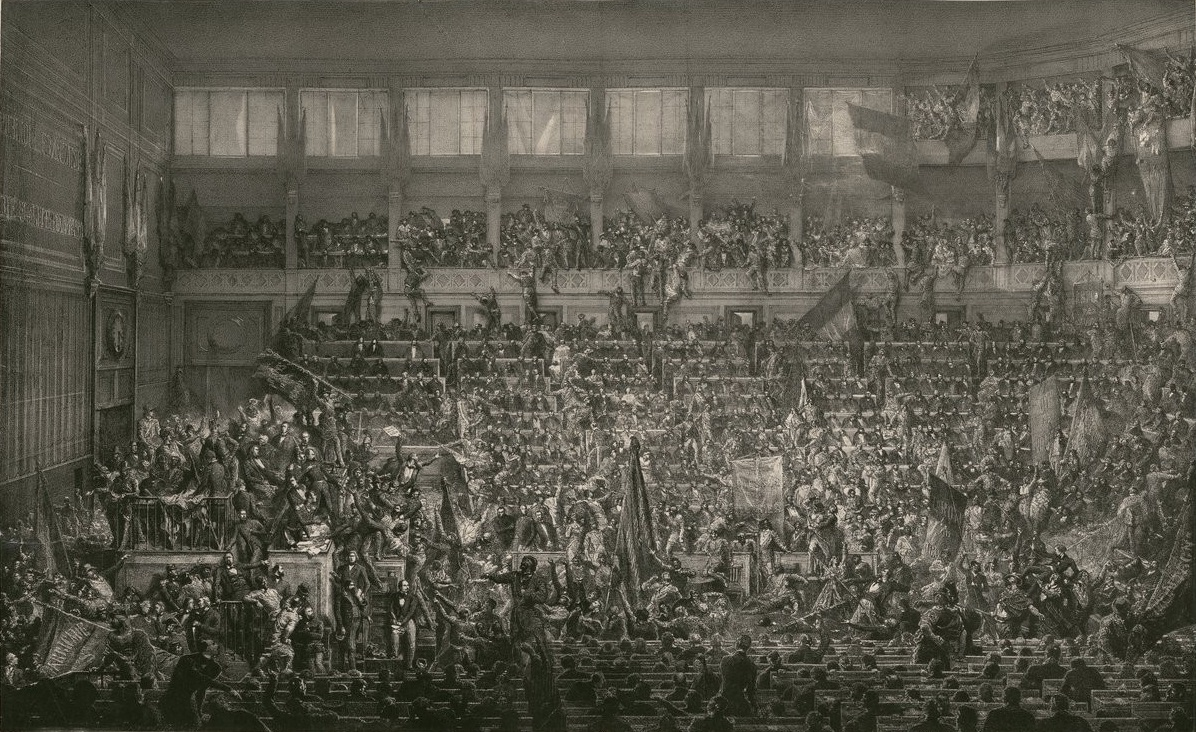
Ignace-François Bonhommé, 15 mai 1848, l’envahissement de l’Assemblée nationale par les radicaux, 1848, lithographie, Bibliothèque Nationale de France, Paris

Mise à part ces deux grandes destinations, Bonhommé se rend également dans d’autres forges et autres établissements industriels, et y réalise quelques dessins: les établissements Halette à Arras dans le Pas-de-Calais, les mines et carrières d’argile de Montchanin en Saône-et-Loire, les mines de la Vieille-Montagne en Belgique, les forges d’Indret en Loire-Atlantique, les mines de Blanzy en Saône-et-Loire, et enfin au Creusot dans le même département.
Mais un évènement vient mettre en pause ses activités industrielles: la Révolution de 1848.Il s'engage activement, participant aux journées de juin et recevant une médaille commémorative. Marqué par ces événements, il réalise plusieurs lithographies, dont 15 mai 1848, l’envahissement de l’Assemblée nationale par les radicaux, qui est exposée au Salon de 1849, et La barricade du canal Saint-Martin, le 23 juin 1848, témoignant de son regard sur les soulèvements populaires. Il envisage également un recueil de portraits des représentants du peuple, mais le coup d’État du 2 décembre 1851 met un terme à son projet et à ses activités politiques.

### Le «Forgeron» sous le Second Empire (1852-1871)

#### Le décor pour L’École Impériale des Mines (1854-1859)
En 1852, l’État passe commande à François Bonhommé d’un décor mural pour la salle de dessin de l'École Impériale des Mines, un projet d'envergure, tant par sa durée que  son ampleur. D'une part, il s'étale sur une période relativement longue : les premières études sont réalisées en 1854 tandis que le projet est achevé en 1859. D'autre part, la commande consiste en deux ensembles de trois panneaux se faisant face et chacun mesurant 1,45 x 7 m. Le premier ensemble illustrait l’extraction de la houille et la fonte du fer au Creusot, avec la représentation du Marteau pilon, des Laminoirs à rails et de La houille, la fonte, le fer et les machines. Le second, se concentrait sur l’extraction de la calamine et le travail du zinc dans l’usine de la Vieille-Montagne, avec une Vue générale de l’usine de la Vieille-Montagne, une Vue intérieure d’une laverie mécanique mue par la vapeur, et une Vue intérieure d’une halle de traitement des minerais travaillés et préparés pour la fonte à la méthode liégeoise.
Malheureusement, ces panneaux sont détruits sur ordre du directeur de l'École en 1905, les jugeant obsolètes donc ayant perdu leur aspect pédagogique. Pour s’imaginer à quoi ressemblait l’ensemble de nos jours, il ne reste que quelques photographies et des aquarelles préparatoires.  

Cette commande s’inscrivait dans un projet plus global de réalisation d’une Histoire pittoresque de la métallurgie, pouvant être considéré comme l'aboutissement d'années de travail sur le thème de l’industrie. En plus de ces panneaux réalisés pour l’École des Mines, il regroupait des œuvres issues de commandes publiques et privées. L'objectif de François Bonhommé était alors de représenter l’ensemble du processus de travail métallurgique depuis l’extraction du minerai jusqu’à sa transformation.

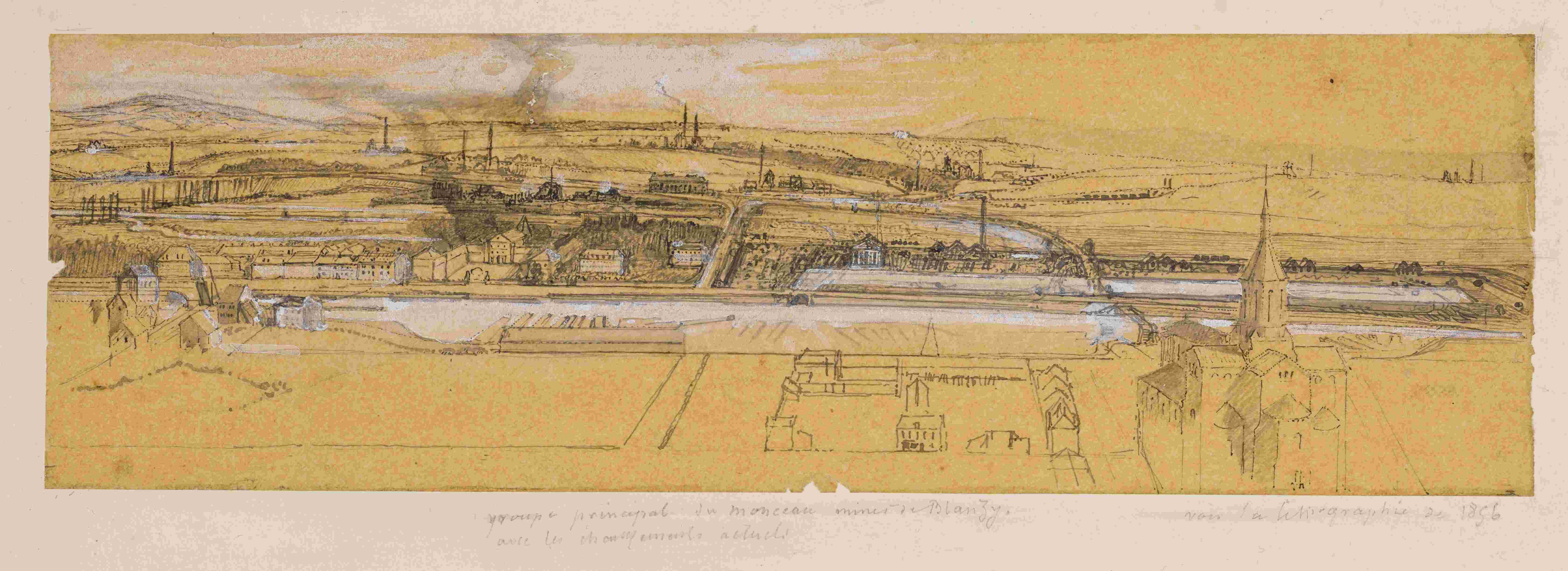
Ignace-François Bonhommé, Mines de Blanzy. Groupe du Montceau, v. 1863 ?, dessin, Féru des Sciences, Jarville

En parallèle de la commande pour l’École des Mines, le «Forgeron» veille à rester présent au Salon. En effet, en 1853, il expose une unique œuvre dans la section «peinture»: Intérieur d'usine, fonderie de fer; coulée de grande pièces d'industrie. Il intensifie ensuite sa participation en 1857 et 1859, soumettant plusieurs œuvres dans cette même section. En 1857, il présente plusieurs aquarelles illustrant des sites industriels : Mines et usines du Creuzot, Mines de houille de Montchanin (les Brosses) et Mines de houille de Blanzy qui regroupe Groupe de Lucy et du Magny, Groupe général du Montceau et Groupe de Theuré-Montmaillot. En 1859, il envoie une partie de son Histoire pittoresque de la métallurgie, issue du décor de l’École des Mines et correspondant à l’ensemble sur le Creusot: Le marteau-pilon, La houille, la fonte, le fer et les machines, ainsi que Les laminoirs à rails.

#### L'Exposition universelle de Paris (1855)
Créée par décret impérial le 8 mars 1853, l’Exposition universelle de 1855 est la première Exposition universelle française. C’est la réponse de Napoléon III au succès de la première Exposition universelle de l’histoire, qui s’était déroulée à Londres en 1851. Un second décret impérial, daté au 22 juin 1853, va y joindre une Exposition universelle des Beaux-Arts. Les auteurs du décret affirment qu'il « appartient spécialement à la France, dont l’industrie doit tant aux beaux-arts, de leur assigner, dans la prochaine Exposition universelle, la place qu’ils méritent». Le travail de Bonhommé a donc toute sa place dans cette Exposition qui lui offrait «un cadre unique pour montrer des œuvres qui concrétisaient l’effort industriel du pays ».

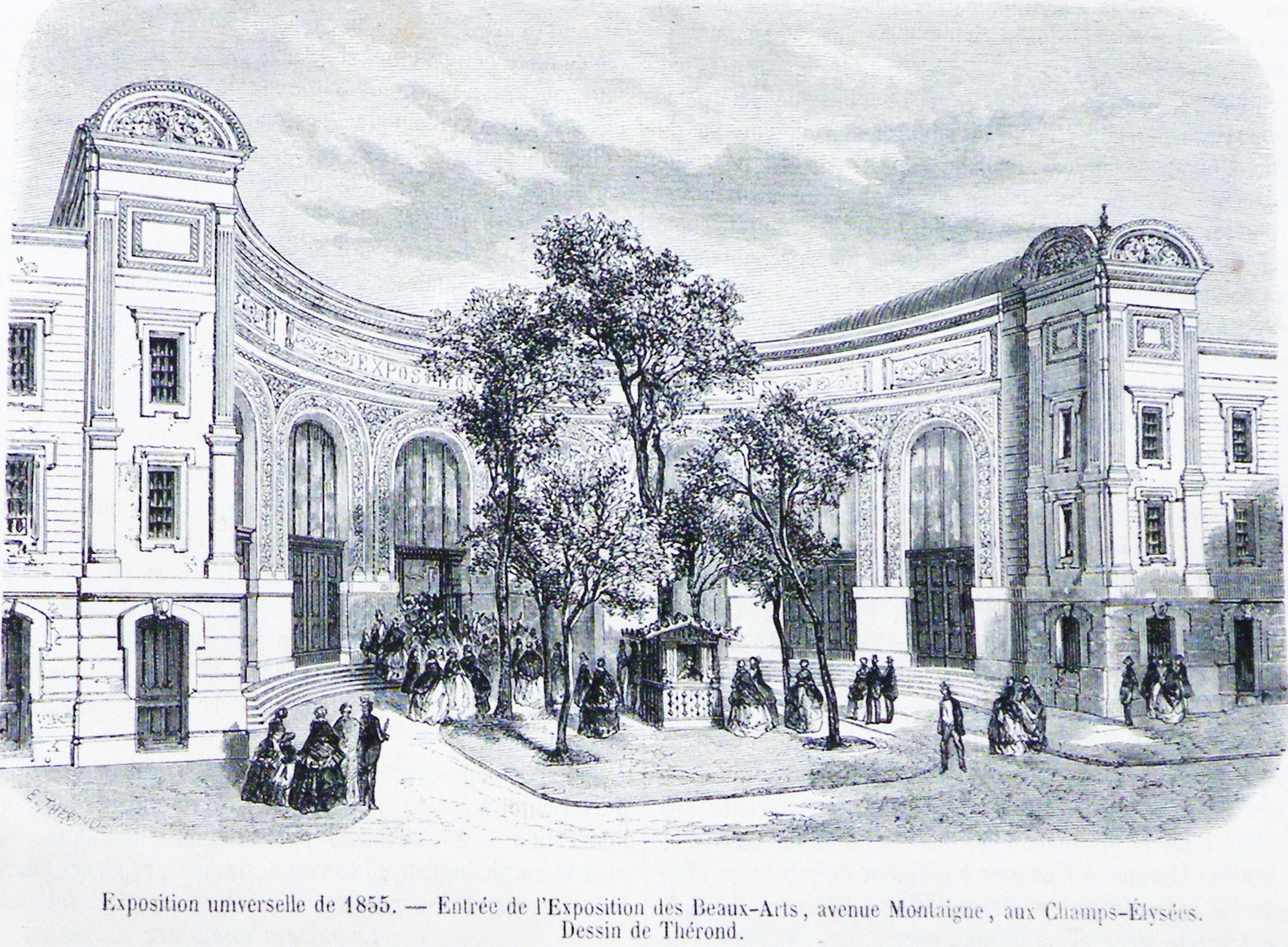
Émile Thérond, Exposition Universelle de 1855 - Entrée de l'Exposition des Beaux-Arts, Avenue Montaigne, aux Champs-Élysées, 1855, dessin, localisation inconnue

L’artiste y présente quatre toiles. Il envoie, en plus d’une toile intitulée Amour dont le sujet reste obscur, trois grandes scènes métallurgiques. La première est une Vue intérieure des forges d’Abbainville [sic], appartenant à Eugène Flachat, qui avait déjà été exposée au Salon de 1838. La deuxième scène métallurgique est une autre Vue intérieure des forges d’Abbainville [sic] appartenant également à Flachat, présentée au Salon de 1840. La troisième, Intérieur d’usine (Berri), fonderie de fer, coulée de grandes pièces d’industrie, qui appartenait alors à « Monsieur Schneider » avait été présentée lors du Salon de 1853.
Dans ce « contexte favorable à la promotion conjointe des arts et de l’industrie », François Bonhommé reçoit une médaille de troisième classe dans la catégorie « peinture de genre ». Cette  récompense marque l’apogée de la reconnaissance officielle de l’art de Bonhommé et des sujets industriels en général pendant la période du Second Empire.
En plus des tableaux exposés au sein de l’Exposition universelle de 1855, l’œuvre d’Ignace-François Bonhommé se diffuse également grâce à des lithographies réalisées pour l’occasion. De larges vues du Creusot et de la Vieille Montagne (57 x 108 cm), lithographiées par Eugène Cicéri d’après les panoramas conçus par Bonhommé pour le décor de l’École impériale des Mines, vont être imprimées par Lemercier, et diffusées par l’éditeur Goupil & Cie.

#### Le Salon de 1861

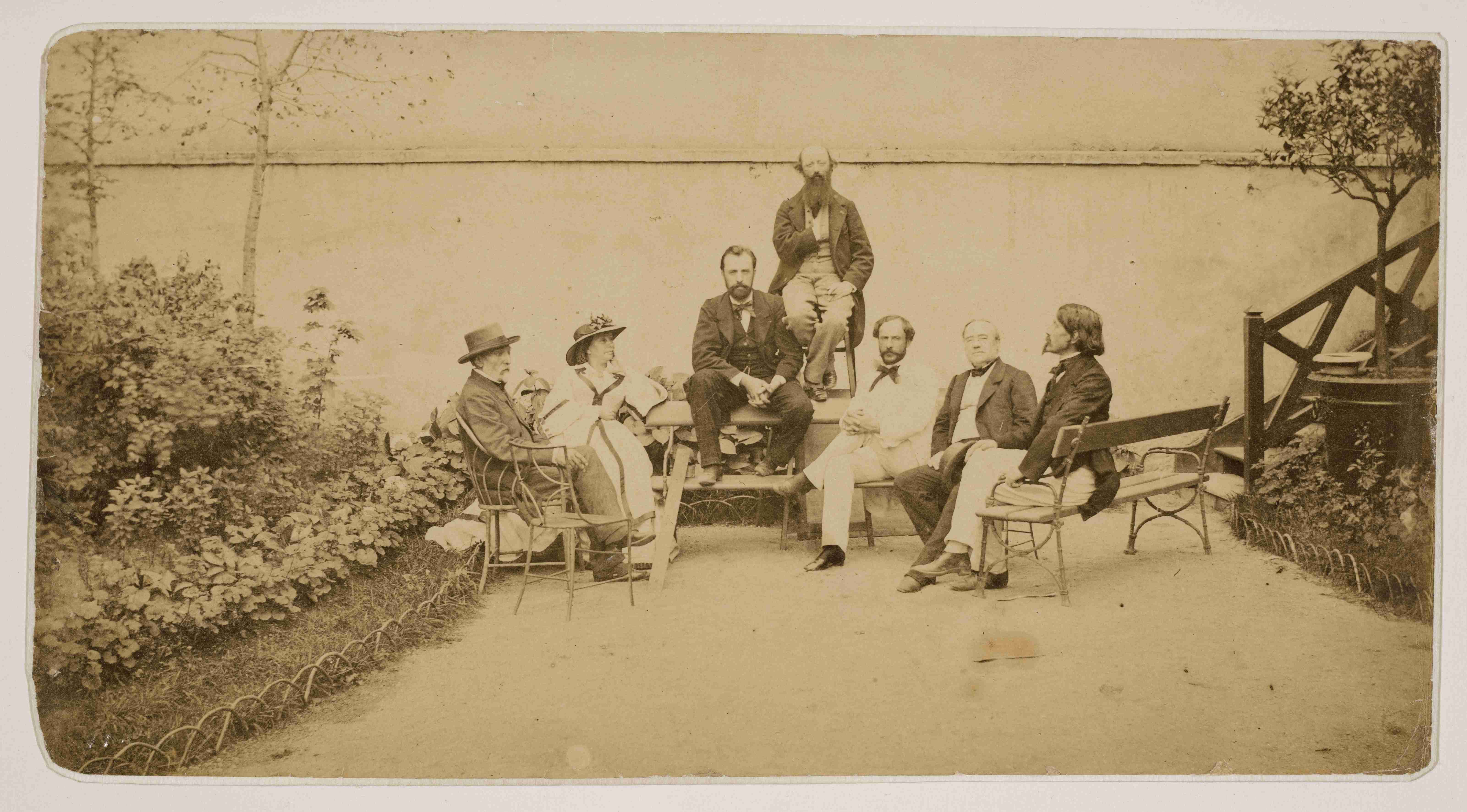
Photographie montrant Bonhommé (premier homme à la droite de l'image, vu de profil) et anonymes, v. 1860, photographie, Féru des Sciences, Jarville

Pour François Bonhommé, 1861 est une année productive, marquée par un grand nombre d'envois au Salon, répartis en deux sections distinctes. Dans la section “peinture”, sont exposées Les fondeurs berrichons et de nouveau une partie de son Histoire de la métallurgie composée des aquarelles suivantes: La calamine et le zinc, Laverie de calamine, et Fonderie de calamine. Ces dernières correspondent au décor de l’École des Mines, mais cette fois-ci il s’agit de l’ensemble représentant la Vieille-Montagne en Belgique. Il expose également cinq autres œuvres: Aspect géologique et vue de l'exploitation à ciel ouvert d'un gisement de calamine, Aspect de la même exploitation après plusieurs années de travaux, Vue générale de la même exploitation en hiver, Vue intérieure d'une galerie contenant de la calamine en roche. Un ingénieur et son chef mineur tiennent conseil pour diriger la galerie à l'aide de la boussole. Effet de lampe, et Mineurs remontant dans la benne d'un puits d'extraction d'un charbonnage.
L’artiste est également présent dans la section «monuments publics, peinture», section correspondant aux œuvres exécutées ou placées dans les monuments publics depuis le précédent Salon, avec La calamine et le zinc, appartenant une nouvelle fois, au décor de l’École des Mines.

#### L'Exposition universelle de Londres et l’École Normale de Génie maritime de Paris (1862)

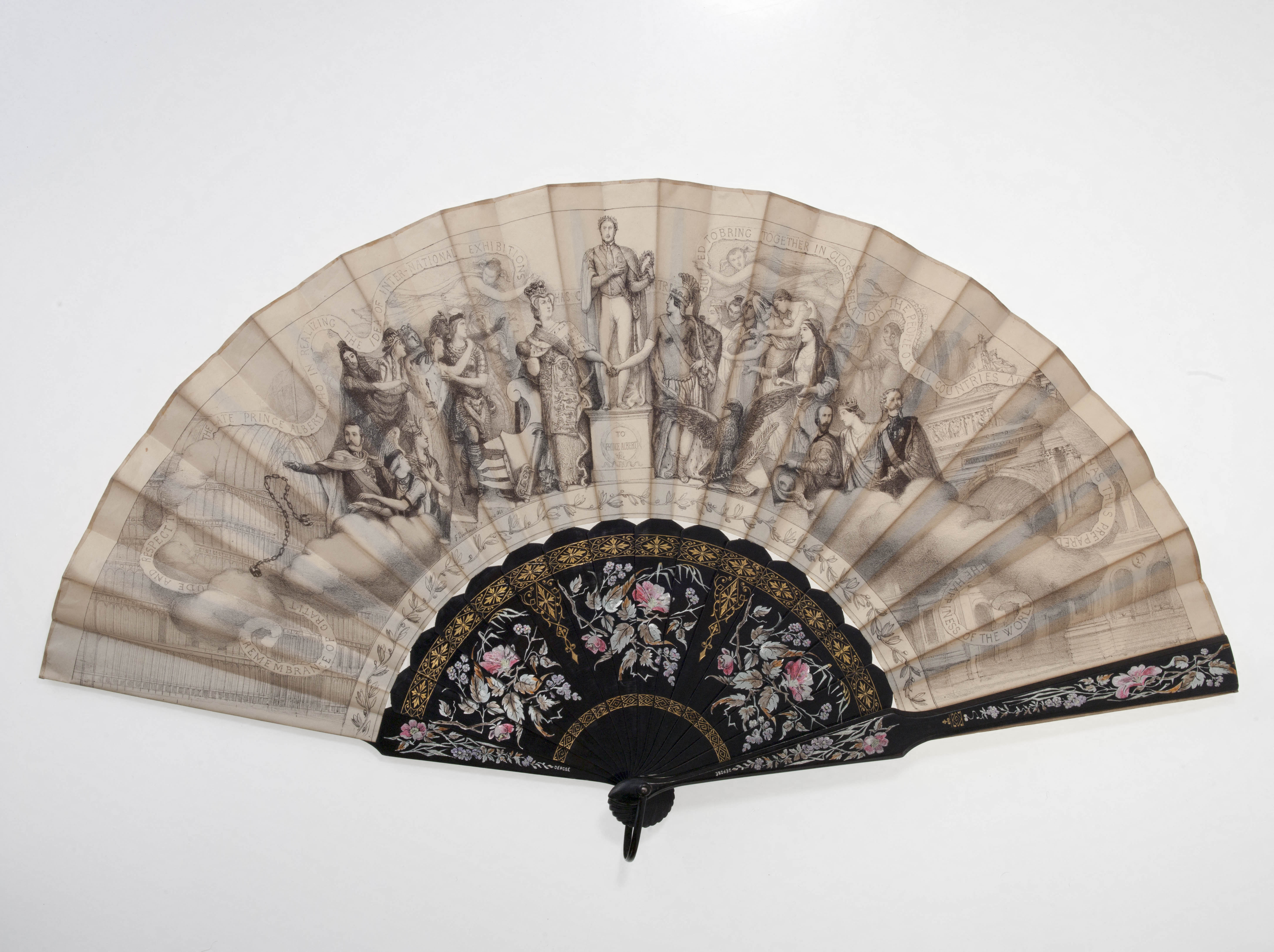
Ignace-François Bonhommé, Éventail dont la feuille une lithographie d'Ignace-François Bonhommé dédiée au Prince Albert d’Angleterre, 1862, lithographie sur éventail, musée Carnavalet, Paris

François Bonhommé participe à l’Exposition universelle de Londres en 1862. Il y expose, dans la section française, sous-section « Tabletterie et dessins industriels », des Dessins à effets de mines et d’usines métallurgiques,. Bonhommé compose aussi une œuvre en relation directe avec cette Exposition, une lithographie en forme d'éventail qu’il dédie au feu Prince Albert d’Angleterre, qui avait grandement contribué à l’organisation de l’Exposition universelle de 1851,. Le Metropolitan Museum de New York en conserve une version sous forme de planche non découpée. Le Victoria & Albert Museum de Londres et le Musée Carnavalet de Paris possèdent tous deux un éventail commémoratif qui utilise cette lithographie pour leurs feuilles. Bonhommé souhaite affirmer le caractère unificateur et pacificateur des Expositions universelles. Derrière la composition une banderole porte sa dédicace au Prince ; il y est écrit, en anglais: « En Souvenir de, Gratitude et Respect pour le feu Prince Albert qui en Réalisant une Exposition universelle A Contribué à Rapprocher les Peuples de Tous les Pays, et à Préparer Ainsi le Bonheur du Monde »,.

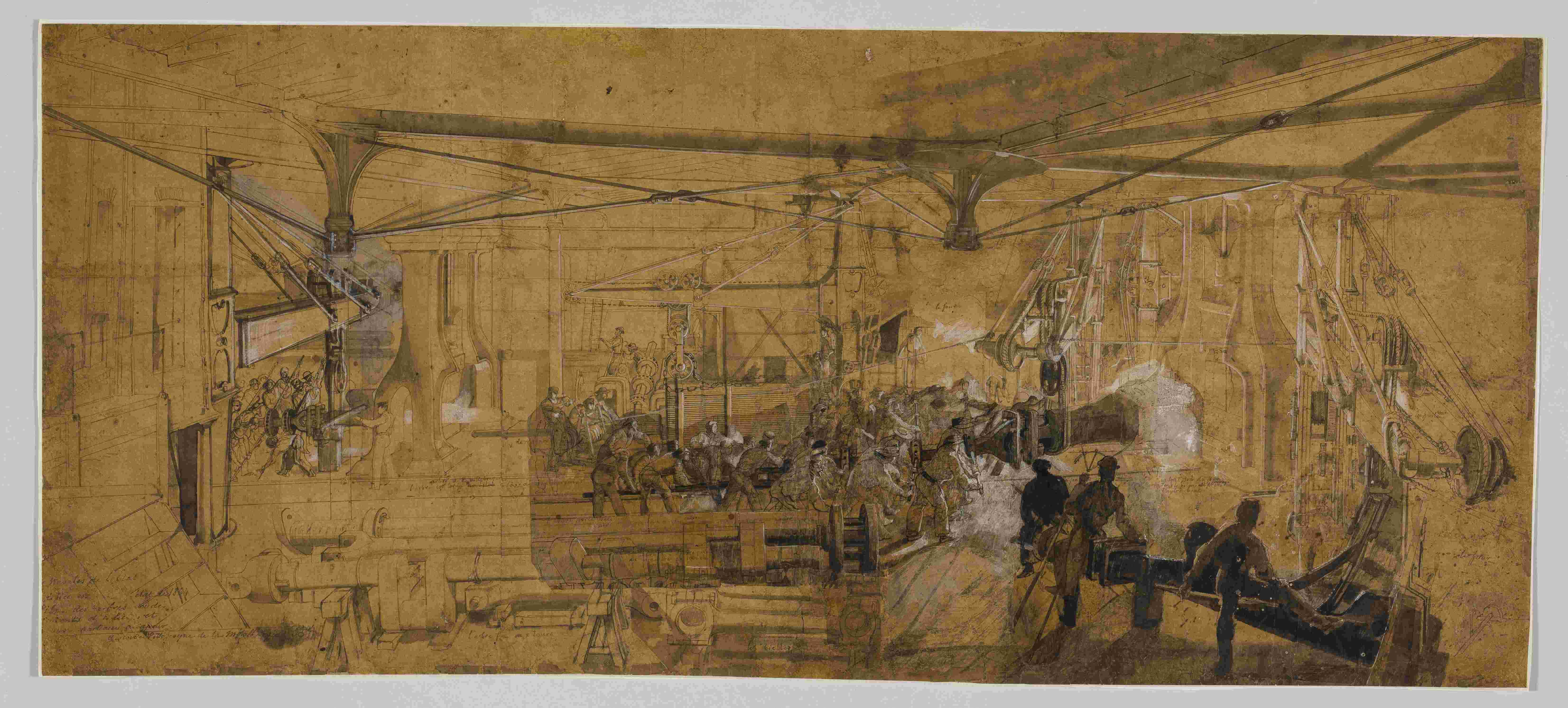
Ignace-François Bonhommé, étude pour l'huile sur toile Forgeage au marteau-pilon dans les ateliers d'Indret de l'arbre coudé d'une frégate à hélice de 600 chevaux, v. 1864, dessin, Féru des Sciences, Jarville

En 1862, François Bonhommé sollicite également une commande d'œuvres représentant les lieux de fabrication du matériel naval. Il souhaite ainsi voyager et découvrir les principaux arsenaux français pour les peindre dans leur aspect pittoresque et technique. Il obtient alors une commande officielle pour la décoration de la salle d’étude du dessin de l’École normale de Génie maritime de Paris. Pour ces décors, il se concentre sur l’arsenal d’Indret, et réalise notamment Arsenal d’Indret qui présente une vue extérieure de l’établissement, et quelques dessins de l’intérieur de la forge. Il profitera de son passage à Indret pour produire un tableau à destination d’Eugène Schneider, directeur des forges du Creusot: Forgeage au marteau-pilon dans les ateliers d’Indret de l’arbre coudé d’une frégate à hélice de 600 chevaux.
François Bonhommé se rend également aux arsenaux de Brest et Toulon, où il réalise le dessin Coulée de bronze, nouvelle fonderie de l’arsenal de Toulon, et la gravure Fonderie de Toulon. En 1869, ces dessins de l’arsenal de Toulon vont même recevoir les félicitations d’Henri Dupuy de Lôme, émérite ingénieur de la Marine.

##### Le “Forgeron” de passage au Creusot (1864-1866)

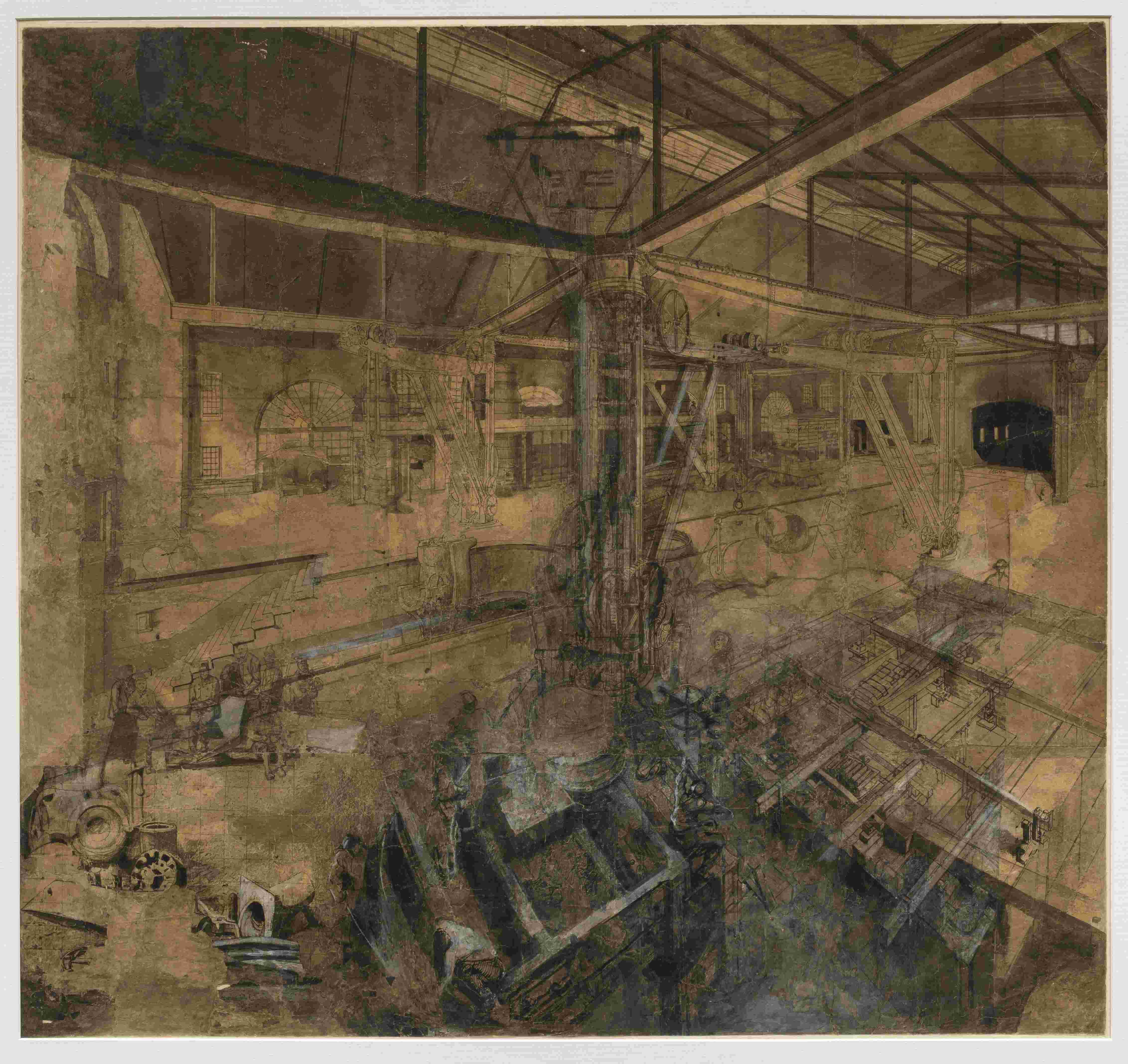
Ignace-François Bonhommé, Fonderie au Creusot, v. 1864, dessin, Féru des Sciences, Jarville

Après avoir visité les forges de Fourchambault et d'Abainville, c’est au Creusot que François Bonhommé se rend et réalise de nombreux dessins. Il collabore sur place avec Eugène Schneider qui gère les installations industrielles de la ville. Ils vont notamment travailler ensemble dans les années 1850 au sujet du décor de l’École des Mines qui consacrait un panneau entier au Creusot.
Bonhommé revient sur place entre 1864 et 1866, réaliser de nombreux dessins représentant les mines (Le monde souterrain. Descente d’un cheval dans la mine. Le Creusot), la fonderie (Fonderie au Creusot) ou encore les différents corps de métiers (Le Creusot. Le maître mineur Galoisy), dans le but de délivrer un panorama complet de ces installations industrielles.

#### Une présence notable sur la scène artistique jusqu'à la fin de l'Empire (1867-1870)
Depuis la fin des années 1830, le nom de Bonhommé revient à presque toutes les sessions du Salon, jusqu’à la chute de l’Empire le 2 septembre 1870. Il continuera d’envoyer des œuvres les années qui suivent, mais de manière beaucoup moins notable. La période 1867-1870 représente donc une période florissante pour l'artiste qui est présent à toutes les sessions. Il s’agit de la seule fois où il expose au Salon autant d’années de suite.
En 1867, il expose à la fois à l'Exposition universelle qui se déroule à Paris et au Salon. C’est la troisième et dernière fois qu’il prend part à une Exposition universelle de son vivant. Il n’existe que très peu d’informations sur sa participation. Ce n’est pas dans la section « Beaux-Arts » que Ignace-François Bonhommé expose ses œuvres, mais dans la catégorie « Instruction Publique ». Selon un rapport sur l’Exposition universelle fait par le bureau du Comité de Seine-et-Oise, il expose dans la sous-classe 90 «Bibliothèque et matériel de l’enseignement donné aux adultes, dans la famille, l’atelier, la commune ou la corporation». Les œuvres présentées sont des «Dessins métallurgiques pouvant servir à l’étude de la technologie». Pour ce qui est du Salon, il expose dans la section “dessin” deux aquarelles: Vue d'ensemble d'un paysage géologique, d'une cité et d'un grand établissement français spécialement houiller et ferronnier, œuvre qui appartient à Mr Schneider, et La même cité, le même établissement après le traité de libre-échange, qui elle fait partie de son Histoire pittoresque de la métallurgie.
L’année suivante, en 1868, il expose dans la section “lithographie” avec Deux lithographies, même numéro et Les soldats de l’industrie, qui servira de couverture à un album portant le même titre. Il expose également dans la section “gravure” avec deux gravures typographiques portant le même numéro et qui représentent La nouvelle fonderie de Toulon.
En 1869, Bonhommé est toujours présent au Salon, cette fois-ci dans la section “dessin” avec deux œuvres: La coulée de la fonte de fer au bois, un jour de fête et Un atelier de fonderie dans les chantiers de la marine impériale.
Enfin, en 1870, il envoie également deux œuvres pour la section “dessin”, tous deux provenant des décors de l’École de Génie maritime de Paris et s’inscrivant dans L’Histoire pittoresque de la métallurgie de l’artiste. Il s’agit donc de Forges d’Indret ; forgeage de l’arbre coudé d’une machine navale de 1200 chevaux, au moment d’une chaude et Fonderies d’Indret : coulée d’un cylindre en fonte de fer d’une machine navale de 1200 chevaux.

#### Ignace-François Bonhommé au-delà de l’industrie
Si François Bonhommé, dit “Le Forgeron”, est connu pour ses nombreuses représentations et dessins sur l’industrie et la métallurgie, il a également réalisé quelques œuvres ne portant pas sur ce thème. En effet, en 1841, il réalise le Portrait du cardinal Richelieu pour la salle des séances du Conseil d’État, œuvre exposée lors du Salon de la même année.

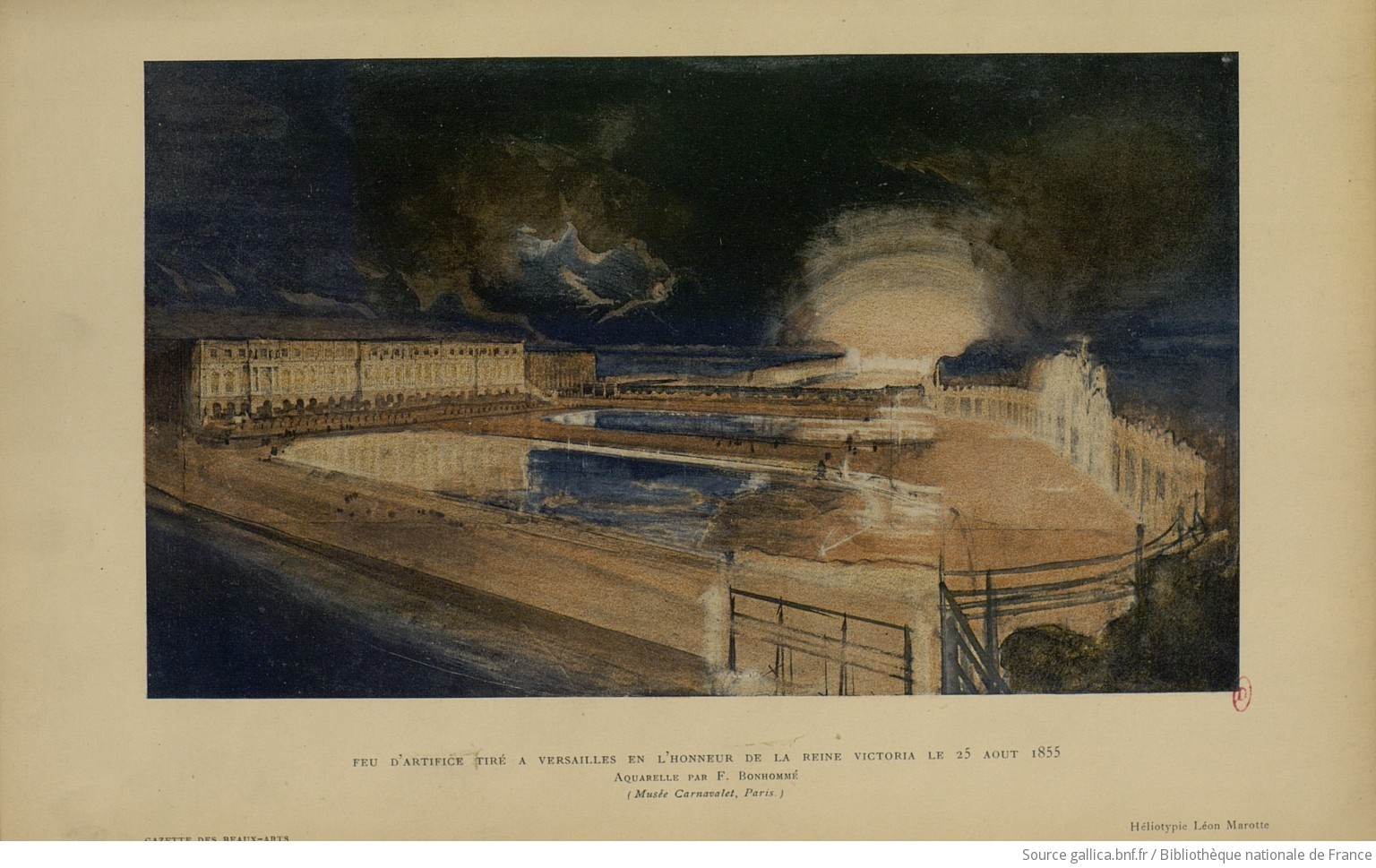
Ignace-François Bonhommé, Feu d'artifice devant le château de Versailles en l'honneur de la Reine Victoria, 1855, aquarelle, Bibliothéque Nationale de France, Paris

Quelques années plus tard, une seconde commande d’État peu habituelle de son répertoire lui est demandée. En 1850, il doit donc produire une copie de la Descente de croix de Rubens en remplacement de son œuvre refusée par l'administration qui devait s'inspirer de sa lithographie révolutionnaire 15 mai 1848, l’envahissement de l’Assemblée nationale par les radicaux. Cette copie ne verra cependant jamais le jour car le tableau original de Rubens était en restauration.
Enfin, durant le Second Empire, période où l’artiste se consacre tout particulièrement au monde industriel, une exception apparaît. Il répond à une commande de l’Empereur Napoléon III qui a pour but de célébrer la venue de la Reine Victoria à Paris en 1855 avec cette aquarelle: Feu d’artifice à Versailles en l’honneur de la Reine Victoria le 25 août 1855. Elle était destinée à orner l’album de dessins offert par l’empereur à la reine d'Angleterre.
Mise à part cela, la carrière de François Ignace Bonhommé est exclusivement tournée vers l’industrie et le monde ouvrier.

### Les dernières années (1871-1881)

#### Bonhommé, professeur de dessin à la Manufacture de Sèvres
François Bonhommé, qui n’a jamais été riche, est presque ruiné lorsque son atelier est détruit par un incendie lors du siège de Paris, en 1871. Deux ans après cet incendie, il expose à nouveau au Salon de 1873, dans la section «peinture et dessin», avec un dessin intitulé Les Gueules noëres [sic]: manœuvre du marteau pilon, méthode moderne. Il participe également au Salon de 1875, avec une aquarelle, La bibliothèque du Maire de Sèvres pendant l'hiver de 1870-71, et, dans la section «gravure», une Coulée du fer fondu. Malgré ses participations au Salon, des œuvres vendues à des amateurs et quelques commandes pour des travaux d’illustrations pour des ouvrages techniques, les années suivant l’incendie de son atelier sont financièrement difficiles pour le peintre.
En plus de sa situation économiquement éprouvante, Ignace-François Bonhommé perd sa fille, Émilie Denois née Bonhommé, qui décède à l'âge de 42 ans au matin du 20 juin 1879 .
En 1879, Ignace-François Bonhommé obtient, grâce au soutien d’amis, le poste de professeur de dessin de première classe à la Manufacture de Sèvres. Le peintre habitait déjà la ville de Sèvres depuis 1867. Sa situation financière s’améliore alors perceptiblement; son salaire, originellement fixé à 250 francs par an augmente, grâce à une proposition du directeur de l’Enseignement, Albert-Ernest Carrier-Belleuse, d’abord à 750 francs, puis à 1200 francs. Il enseigne aussi de manière bénévole à l’École municipale de dessin ouverte à la Manufacture, sous l’auspice du ministère de l’Instruction Publique et des Beaux-Arts.
Bonhommé dispose d’un atelier au sein de la Manufacture, lieu dans lequel ses amis viennent régulièrement lui rendre visite: l'écrivain et critique d’art Champfleury, «le romancier populiste Léon Cladel, le peintre et graveur Félix Bracquemond, Decherac, écrivain et inspecteur général de l'Assistance Publique, Paul Avisse», ornemaniste à la Manufacture de Sèvres, «et son voisin, le dessinateur et graveur Rodolphe Bresdin». Certains de ses amis collectionnent ses œuvres, comme Champfleury, fervent défenseur du réalisme, et grand admirateur du travail de Bonhommé.
Le peintre continue d’exposer au Salon jusqu'à sa mort. Pour le Salon de 1879, il expose dans la section «dessin» des oeuvres appartenant alors à son ami, Félix Bracquemond. Au Salon de 1880, il expose à nouveau dans la section «dessin» ainsi que dans la section «lithographie», avec l'une de ses œuvres les plus connues, l’Envahissement de l'Assemblée nationale le 15 mai 1848. Il participe au Salon en 1881, année de sa mort, avec une œuvre sobrement intitulée Une lithographie. Il aurait dû exposer, en 1882, un tableau représentant les Fonderies d’Indret,.

#### Mort d’Ignace-François Bonhommé
En septembre 1881, l’artiste est obligé de poser sa démission auprès de la Manufacture de Sèvres. Il est atteint d’une «maladie ayant causé un dérangement cérébral». Grâce au soutien du directeur de la Manufacture de Sèvres, Charles Lauth, et à son statut d’employé de manufacture nationale, il obtient le droit d’être admis à l’Asile de Sainte-Anne à Paris, bien qu’il n’habite plus la capitale.
Ignace-François Bonhommé s’éteint le 1er octobre 1881, à l’âge de 72 ans. Il est enterré au cimetière de Montmartre à Paris.
De nombreux journaux, comme Gil Blas, La Petite République Française, Le Petit Caporal, ou encore La Patrie publient de courtes notices nécrologiques, dans la semaine suivant son décès. Le Figaro en publie deux, une très courte le 6 octobre et une autre, plus développée, le 7 octobre. Sa mort ne passe donc pas complètement inaperçue, mais elle reste discrète. Les notices mettent en avant l'originalité de sa carrière de peintre de scènes industrielles et tous les auteurs indiquent que l'artiste a eu son «heure de célébrité»,, mais que celle-ci est depuis longtemps consommée. Quelques événements marquants de sa carrière sont détaillés, principalement sa participation à l'Exposition universelle de 1855 et la médaille de troisième classe qu'il y avait reçue. Certains mentionnent le Salon de 1859 et ses dessins préparatoires pour l'École des Mines. Plusieurs journaux précisent que Bonhommé n'exposait plus ses œuvres, ce qui est faux. L'artiste a régulièrement exposé au Salon jusqu'à sa mort, mais cela illustre bien l'indifférence du public pour son œuvre durant les dernières années de sa vie.

## Postérité

### Disparition partielle de l'œuvre de Bonhommé
Un grand nombre des œuvres de Bonhommé sont aujourd'hui perdues, qu'elles soient détruites ou simplement non localisées. L'incendie de son atelier en 1871a éliminé une partie de ses œuvres, mais il existe d'autres raisons derrière ces disparitions. Quelques mois après la mort du peintre, son gendre, Étienne-Claude Denois, fait vendre par commissaire priseur, le 21 janvier 1882, les quelques œuvres encore présentes dans son atelier. Selon l'historienne Marie-Laure Griffaton, parmi ces œuvres « deux tableaux », appartenant en 1914 à Monsieur Schneider, ainsi que « quelques cartons» contenant des dessins et des aquarelles sont sauvés par Ernest S. Auscher. Auscher était un ingénieur céramiste et ancien collègue de François Bonhommé au sein de la Manufacture de Sèvres. C'est en grande partie grâce à lui que le travail de Bonhommé a pu être partiellement conservé.

L'ensemble pictural le plus important de la production artistique de François Bonhommé a été délibérément détruit en 1904. Il s'agit du décor mural, commandé par l'État pour décorer la salle d'étude du dessin de l'École Impériale des Mines, et exécuté entre 1854 et 1859. Le directeur de l'École des Mines les jugeaient «obsolètes». Selon Jacques-Félix Schnerb, qui avait visité l'École des Mines en 1901, les toiles étaient déjà dans un piteux état avant leur destruction. Selon lui: «la moitié [des toiles] pourrissait, roulée dans les caves de l'École; ce n'était point encore le vandalisme, mais déjà l'incurie». Il exprime, dans son article, une grande admiration pour les panneaux qu'il avait pu voir, ainsi qu'une grande colère envers celui qui a ordonné leur destruction. Il écrit:
«Ces décorations, commandées par l'État, payées par l'État une dizaine de mille francs, devenues propriété nationale, ont été détruites volontairement par un des directeurs de l'École des Mines à qui elles avaient été confiées. [...] De grands cadres étaient accrochés dans une salle de cours; un jour, le directeur remarque ces objets encombrants. Il y a des yeux qui ne sauraient voir la peinture et des cerveaux qui ne sauraient comprendre ce que font des œuvres d'art dans une École des Mines. [...] Les cadres et les châssis firent du feu; pour les toiles, on fut obligé de les débiter en petits morceaux; mais, enfin, les murs furent nets.»

Jacques-Félix Schnerb «François Bonhommé», Gazette des Beaux-Arts, janvier 1913, p.22-23

### Tentatives de préservations et de remises en lumière
Les amis et collectionneurs du peintre ont œuvré pour que sa production artistique ne sombre pas dans l'oubli. Certains d'entre eux confient une partie de leur collection à des musées, comme Félix Bracquemond, peintre et ami de Bonhommé, qui donne au Musée du Louvre un portrait peint représentant Jean Aubertot, ancien régisseur puis propriétaire de la forge de Vierzon de 1799 à 1844, doyen des Maîtres de forges en 1847. Bracquemond donne également l'autorisation à Jacques-Félix Schnerb, qui organise au Salon d'Automne de 1913 la première exposition rétrospective sur Bonhommé, de déposer en son nom des aquarelles et une lithographie au Musée Carnavalet. De nombreux collectionneurs prêtent des œuvres lors des expositions rétrospectives. Ernest S. Auscher est particulièrement actif dans le travail de préservation de l'œuvre de son ancien ami et collègue.

#### Les Exposition universelle de Paris (1889 & 1900)
L'Exposition universelle de 1889 est la quatrième organisée à Paris. À cette occasion, une exposition centennale de l'art français retraçant l'histoire artistique du pays de 1789 à 1889 a été organisée. Plusieurs oeuvres de Bonhommé sont exposées, dont un dessin à l'aquarelle et au pastel, intitulé Le Creusot [sic] et appartenant à son ami, l'écrivain Champfleury, l'un de ses fidèles collectionneurs et admirateurs,. Certaines de ses lithographies les plus connues sont également présentes. Selon le catalogue officiel de l'exposition centennale, les visiteurs pouvaient par y voir une Érection de l'obélisque, 25 octobre 1836, midi, une Érection de l'obélisque, trois heures, sa célèbre lithographie sur l'Envahissement de l'Assemblée nationale le 15 mai 1848 ainsi qu'une lithographie portant le nom Mineurs dans une galerie. Cette dernière appartient alors au peintre Félix Bracquemond, ami de Bonhommé et collectionneur de ses œuvres.
L'Exposition universelle de 1900, la cinquième à avoir été organisée à Paris, va renouveler l'expérience de l'exposition centennale, avec une exposition cette fois-ci consacrée à l'évolution de l'art français de 1800 à 1889. Elle inaugure le Grand Palais. Une toile de François Bonhommé y est exposée; il s'agit de La Nouvelle Fonderie à l'arsenal de Toulon  qui, selon le catalogue officiel de l'exposition Centennale, appartenait alors à Ernest S. Auscher,. Le catalogue général mentionne aussi deux lithographies; un Intérieur de forges appartenant à M. A. Rouart, ainsi que Mineurs allemands, Vieille Montagne, appartenant à M. G. Hediard. De nombreux dessins de Bonhommé sont également exposés, listés dans le catalogue. La plupart appartiennent à E. S. Auscher.
Ces expositions n'ont pas remis le nom de Bonhommé dans la conscience collective. Jacques-Félix Schnerb, écrit à ce propos que «Bonhommé, bien représenté et judicieusement placé à la Centennale de 1900, n'a pourtant été remarqué que par un petit nombre de connaisseurs».

#### Jacques-Félix Schnerb et le Salon d'Automne (1913)

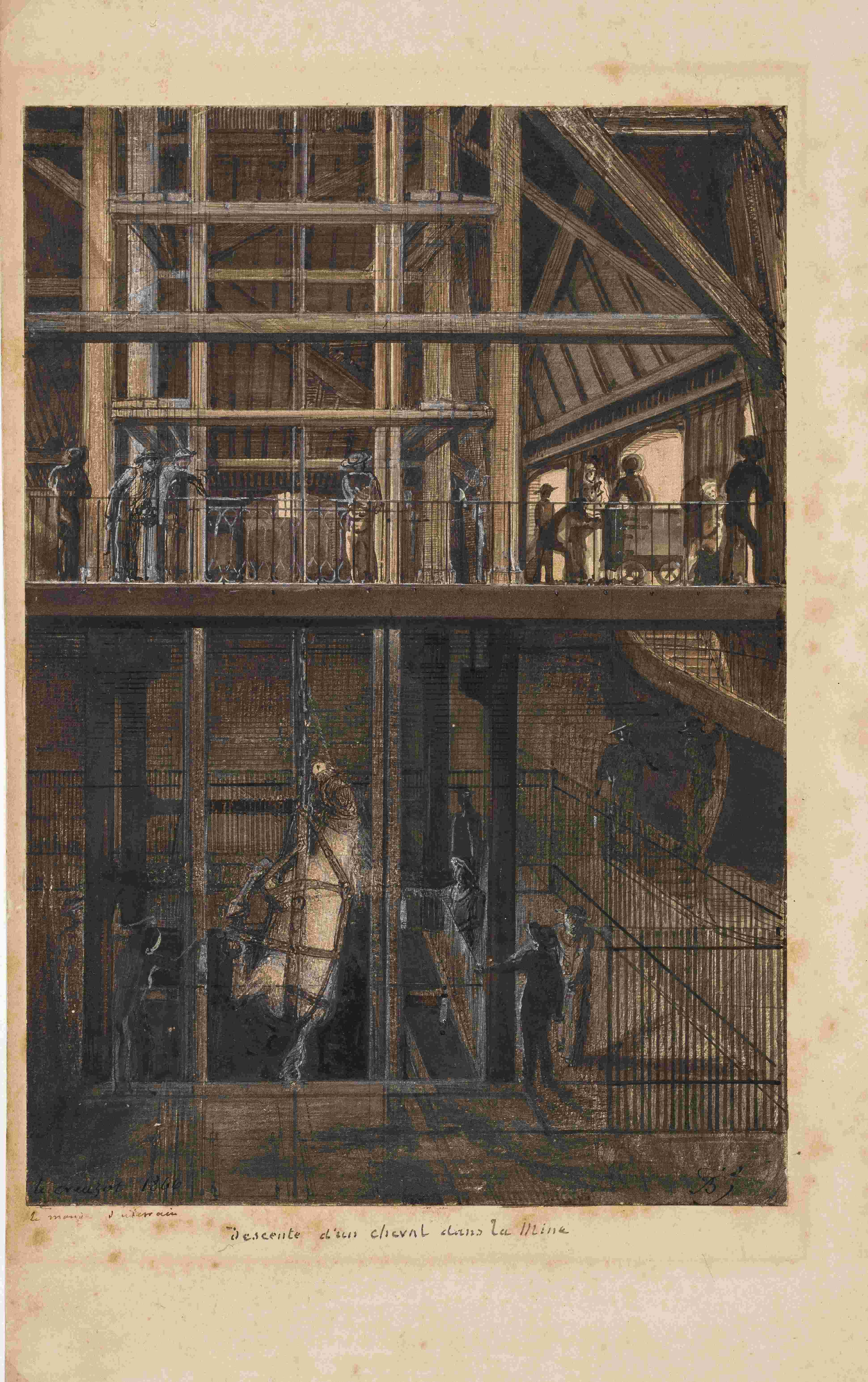
Ignace-François Bonhommé, Le monde souterrain - Descente d'un cheval dans la mine, 1866, dessin, Féru des Sciences, Jarville. Ce dessin est présenté à l'exposition rétrospective du Salon d'Automne

Jacques-Félix Schnerb est le premier biographe de Bonhommé et il est également le premier à organiser une exposition rétrospective sur le peintre. En janvier et février 1913, il publie deux articles dans la Gazette des Beaux-Arts qui retrace la vie et l'œuvre de l'artiste. Les articles expriment une véritable admiration à la fois pour Bonhommé et son œuvre; Schnerb parle de «tableaux presque ignorés, et pourtant riches en beautés singulières, d'un sombre éclat de diamants noirs» et expose sa volonté de «réparer une injustice» en parlant de cet «artiste méconnu».
Ces articles sont écrits en quelques mois avant l'exposition rétrospective organisée par Schnerb pour le Salon d'Automne de 1913, qui se tient du 15 novembre 1913 au 5 janvier 1914 au Grand Palais. La salle VIII du Salon est entièrement consacrée à cette rétrospective. Il s'agit d'une exposition d'arts graphiques, principalement de dessins, accompagnés de quelques aquarelles, gravures sur bois ou au burin et lithographies. Quelques photographies des toiles peintes pour l'École des Mines, détruites en 1905, sont également présentes.
Les critiques commentant l'exposition sont réceptifs à l'art de François Bonhommé. Selon le journal Le Parisien les dessins de Bonhommé sont «de rares et précieux documents que demain peut-être les amateurs s’arracheront à prix d’or». Cette prophétie ne s'est pas vraiment réalisée. La Gazette des Beaux-Arts recommande chaudement l'exposition et en profite pour renvoyer leurs lecteurs aux «excellents articles» que Schnerb avait écrits quelques mois plus tôt pour le journal.

## La place de la forge et des ouvriers dans l’œuvre de François Bonhommé

### La représentation des forges
Aux XIXe et XXe siècles, le motif de la forge suscite un grand engouement en Europe. Ce sujet est véhiculé par la mythologie à travers la figure de Vulcain, comme en témoigne, par exemple, le tableau Vénus dans la forge de Vulcain de Louis Le Nain du musée du Louvre ou La Forge de Vulcain du peintre espagnol Vélasquez, conservé au musée du Prado de Madrid. La forge est cependant dépeinte en dehors de la mythologie. À titre d’exemple également, le peintre anglais Joseph Wright of Derby s’intéresse à l’industrie et réalise de nombreuses toiles figurant des forges entre 1772 et 1773. C’est dans cette veine que le travail de François Bonhommé s’inscrit. Ainsi, « le forgeron » fait de la représentation de l’industrie et des travailleurs une spécialité et une vocation.
Si son passage à l’École des Beaux-Arts et sa participation au prix de Rome en deux occasions mènent le peintre à dépeindre des sujets littéraires ou issus de la mythologie dans ses premières années, dès 1836, il commence à explorer les scènes de l’industrie. Le train est le premier motif figuré par le peintre dans une gravure. Alexandre Dumas père rapporte qu’il découvre cet intérêt lors d’un voyage en Belgique lorsqu’il rentre dans les forges de Philippeville,. Il explique :« Dès lors, […] il fit des voyages en Prusse, en France, en Allemagne, toujours attiré vers les forges et les mines. »

Il aurait également profité de l’engouement suscité par l’industrialisation naissante auprès du public aux environs de 1830. Son goût pour le processus de fabrication du fer et son souhait de le faire connaître semblent aussi motiver son choix de dépeindre les forges. Il souligne ainsi :

« Mais les puissants procédés de ces travailleurs rudes et méritants pour transformer les métaux et forcer les fleuves à leur venir en aide, nul ne nous les a transmis, et nous les ignorerons probablement à tout jamais. »
Enfin, la représentation des forges est également un prétexte pour travailler les effets de clair-obscur. Le peintre se montre sensible aux variations de lumière et le métal incandescent devient un moyen plastique pour représenter cette lueur comme, par exemple, dans sa Vue intérieure de la Forge de Fourchambault. « Si la forge a parfois préoccupé les artistes, ce n’est que par ses côtés pittoresques, par ses effets de lumière. », regrettait-il. Sa toile figurant l’intérieur des forges d’Abainville, mêle une lumière rougeoyante à une bleue, zénithale. Le peintre joue également sur la couleur claire des ouvriers pour éclairer davantage le tableau.

#### Les forges d’Abainville

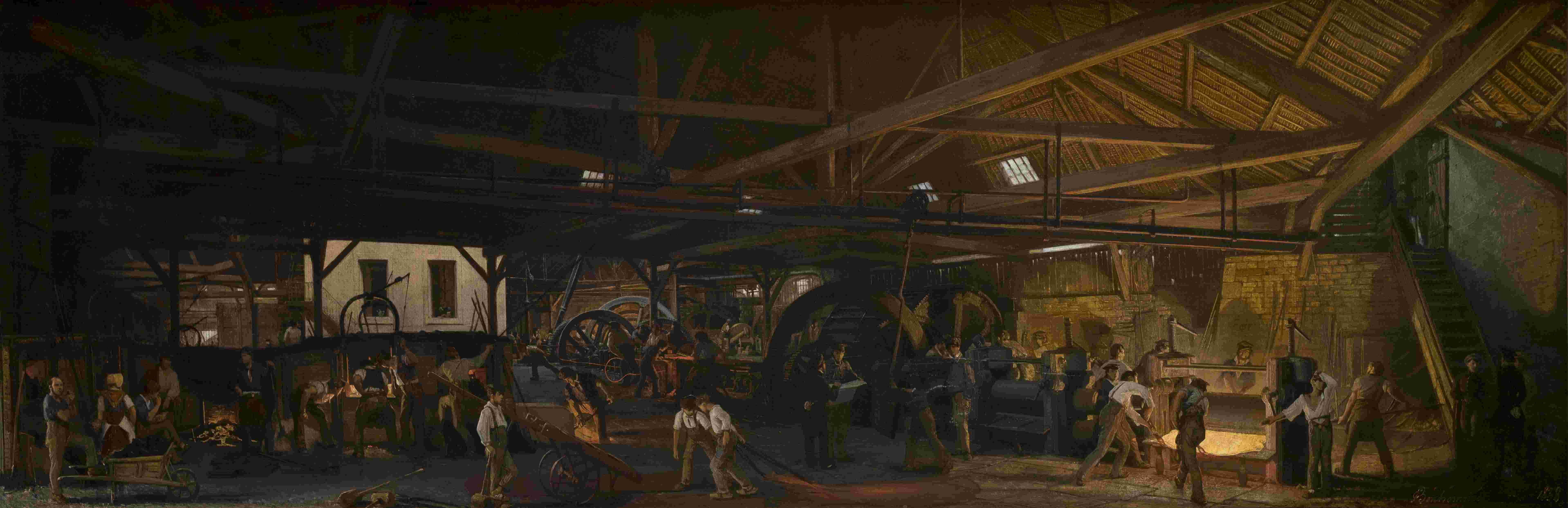
Ignace-François Bonhommé, Tôlerie des forges d'Abainville, 1838, huile sur toile, Féru des Sciences, Jarville

En 1836, Édouard Muel-Doublat, propriétaire des forges d’Abainville dans la Meuse, porte son attention sur une aquarelle du peintre intitulée Vieille forge belge, marteau frontal à drome, ancien procédé du fer affiné au charbon de bois. Doublat l’autorise ensuite à effectuer un reportage graphique sur son établissement. À cette occasion, François Bonhommé réalise soixante-seize dessins, qui lui permettent de constituer un répertoire conséquent pour sa première toile : Tôlerie des Forges d’Abainville. C’est notamment la vue intérieure de la nouvelle forge abritant la tréfilerie et la tôlerie que le peintre prend comme modèles. Bonhommé souhaite figurer tout le processus industriel et, outre le paysage et les bâtiments, ses croquis préparatoires vont jusqu’à dépeindre la préparation du bois. À droite de la toile, le travail au laminoir figure au centre de la composition tandis qu’à gauche sont montrés les fours à réchauffer les fers. Ceux-ci figuraient déjà dans un dessin préparatoire, ci-dessous, datant de 1837. À l'arrière-plan le balancier de la machine à vapeur de cent chevaux a été représenté.

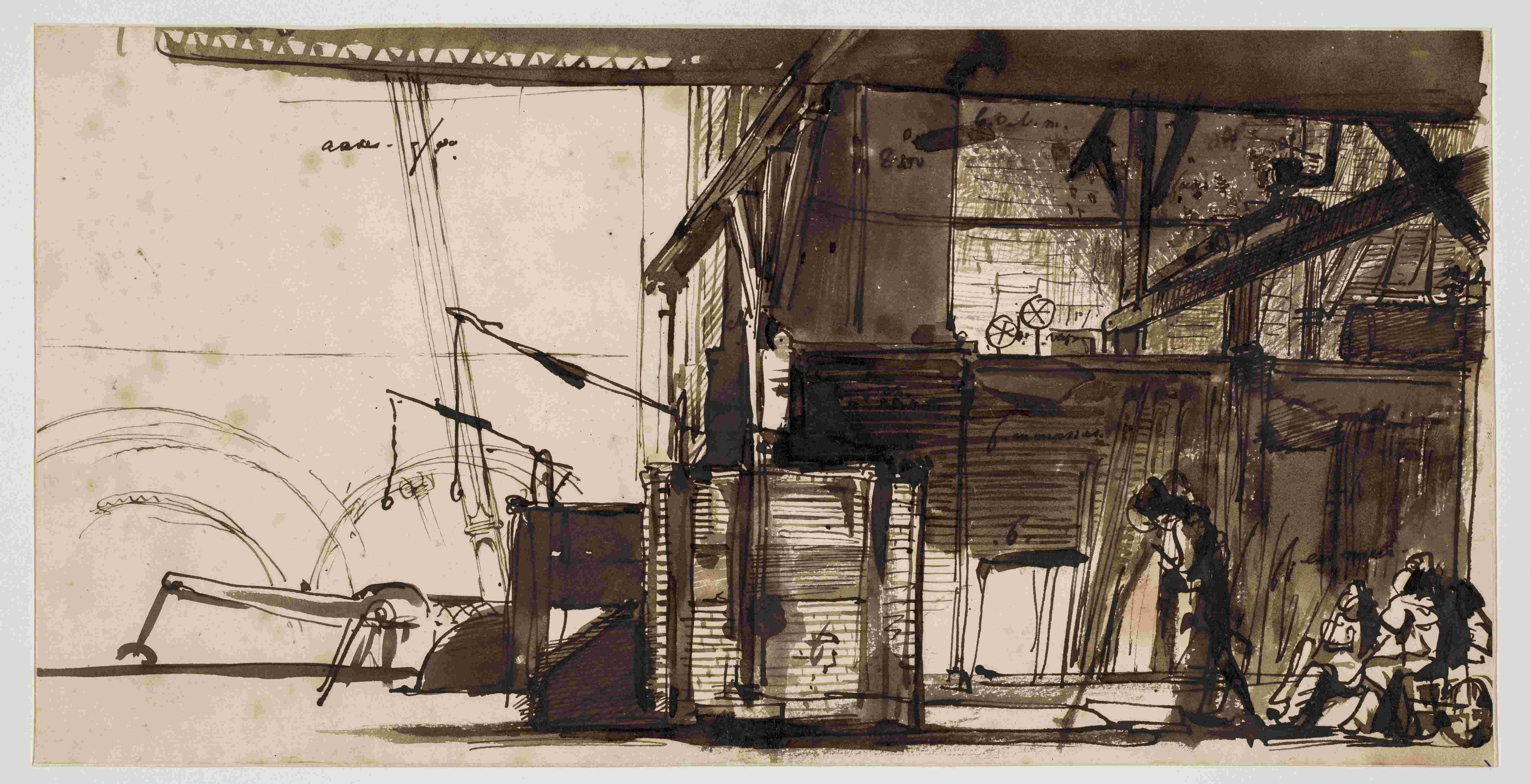
Ignace-François Bonhommé, Fours à réchauffer les fers à Abainville, 1837, dessin préparatoire, Féru des Sciences, Jarville

C'est Doublat qui introduit dans la Meuse le procédé de la forge à l’anglaise : des fours à puddler remplacent les foyers d’affinerie et les marteaux d’étirage laissent place aux laminoirs. Bonhommé prend soin de représenter cette technicité dans la toile finale en dessinant, à gauche du tableau, la machine à vapeur de cent chevaux qu’Eugène Flachat installe en 1837. C'est aussi l’occasion de diffuser les transformations de l’usine, tel que le souhaite le commanditaire. En effet, le cabinet d’ingénieurs de Flachat est chargé de moderniser les forges d’Abainville dès 1823. L’insuffisance des cours d’eau existants obligent à avoir recours à des machines à vapeur. À cette période, les forges d’Abainville sont considérées comme étant les secondes de France, après le Creusot.
Enfin, sur la toile finale, il emploie la méthode du « travelling latéral » en disposant une scène après l’autre, en succession, et en insistant ainsi sur le caractère pédagogique de l’œuvre. Les personnages représentés sont saisis en mouvement, affairés à leur travail à un instant précis. Édouard Muel-Doublat et son fils sont figurés aux côtés d’un ingénieur et d’un contremaître. Eugène Flachat est montré en discussion avec un fondeur. Il s’est fait représenter après être devenu propriétaire du tableau.

#### Les forges de Fourchambault

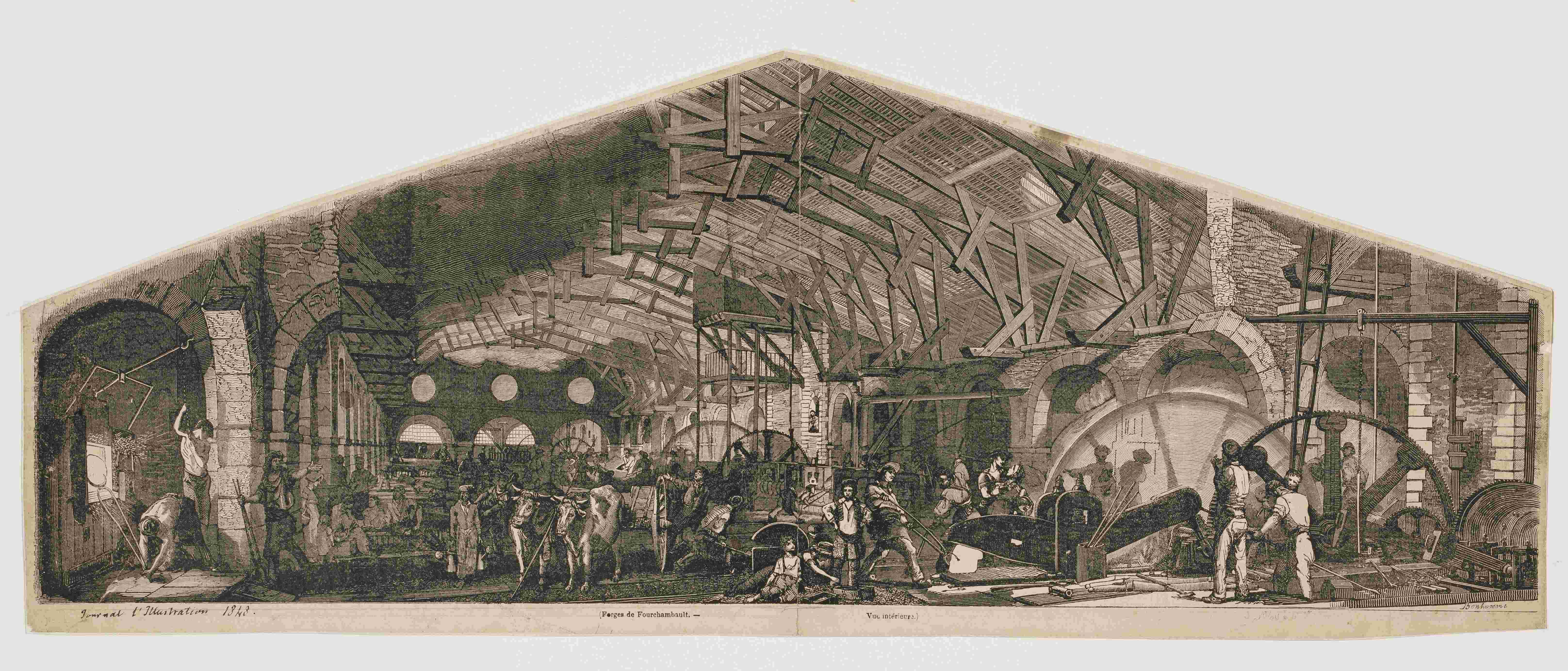
Ignace-François Bonhommé, Vue intérieure des forges de Fourchambault, 1845, gravure sur bois, Féru des Sciences, Jarville

Lorsque Georges Dufaud, directeur des forges, cherche un peintre pour exécuter une vue de son établissement, Paul Delaroche propose Bonhommé. Il l'immortalise en toile en 1840. Déjà en 1836, Théodore Chassériau s’était intéressé à ce lieu. La commande est passée par la famille Boigues, propriétaire de l’usine, et Georges Dufaud suit de près sa réalisation puisque le tableau lui est destiné. La Vue intérieure de la Forge de Fourchambault documente l’ensemble de la halle de travail à travers une coupe de son architecture. À l’intérieur, les machines modernes (laminoirs, fours à puddler, …) et les sections de travail sont données à voir. À droite, Dufaud consulte les plans d’extension de l’usine, entouré de plusieurs personnages dont Louis Boigues et Achille Dufaud. Par ce fait, Georges Dufaud désire souligner sa participation au projet. Deux versions existent de cette toile : une connue grâce à la lithographie et une autre offerte à Dufaud par la famille Boigues le 23 mai 1840. Le tableau fut installé dans la chapelle Saint-Jos de l’église Saint-Louis de Fourchambault, financée par la famille Boigues, et béni le 16 mars 1956. Il est classé au titre d'objet le 14 novembre 1974.

La toute nouvelle forge de Fourchambault réalisée par Georges Dufaud intègre dès le départ la méthode anglaise et fait venir un grand nombre d’ouvriers anglais. Dans sa quête de précision, François Bonhommé se rend sur les lieux à plusieurs reprises pour effectuer des dessins préparatoires, comme pour Puddleur anglais, Puddleur gallois ou Employé aux cisailles.

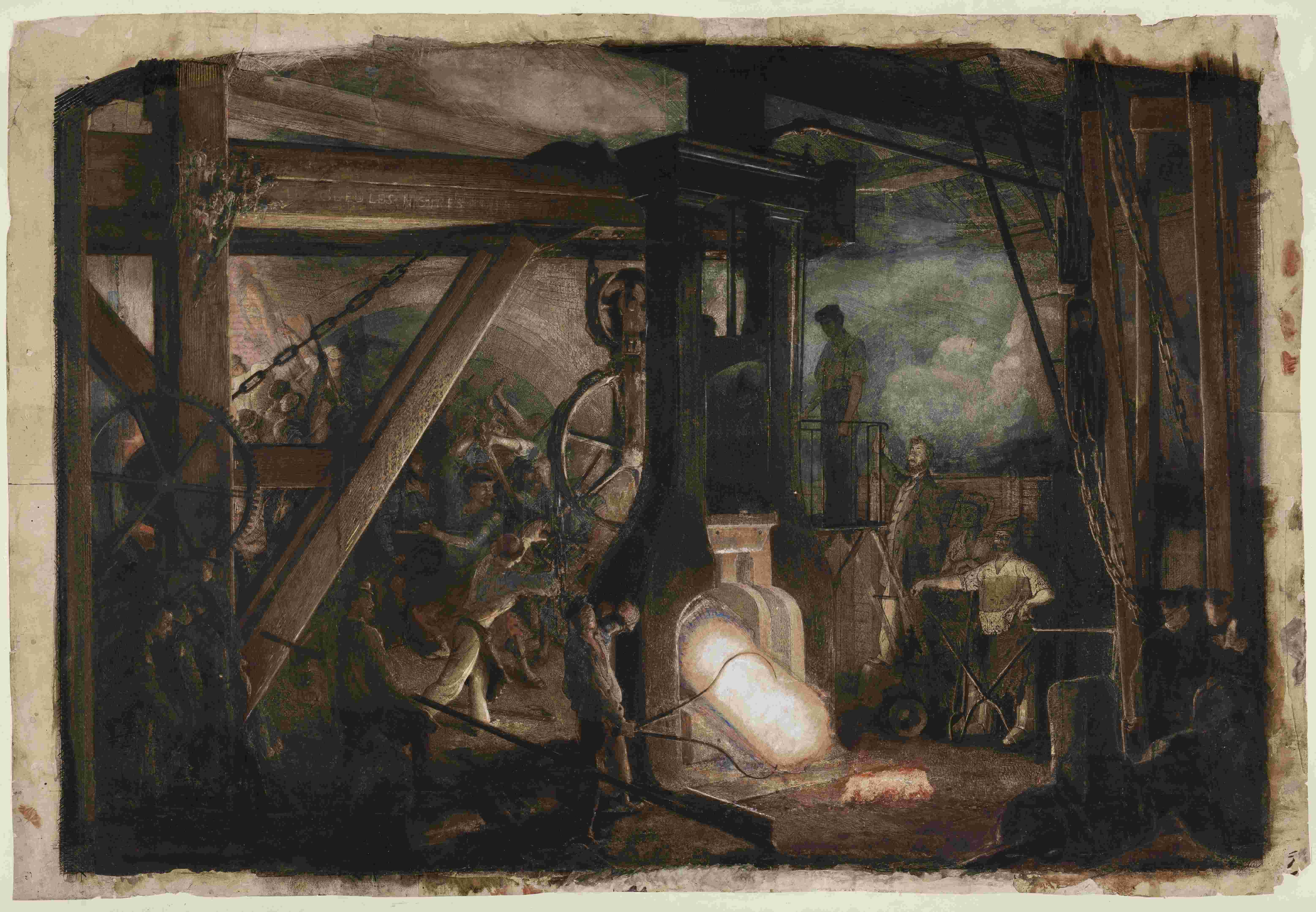
Ignace-François Bonhommé, Les Gueules noires, manœuvre du marteau-pilon, 1862, dessin, Féru des Sciences, Jarville

François Bonhommé ne se contente pas de représenter Abainville et Fourchambault, et il s’intéresse aussi au site du Creusot, le plus grand centre métallurgique français de l’époque. Ainsi, en 1862, dans le dessin Les Gueules noires, l'artiste dépeint la manœuvre du marteau-pilon, une scène de travail qu'il y a observée. Nous reconnaissons des personnages figurant sur d'autres dessins et gravures d'après Bonhommé comme, par exemple, le forgeron-pilonnier issu du projet de couverture des Soldats de l'industrie. Nous observons aussi le maître-forgeron au marteau-pilon de la forge de grosses œuvres mais également le contre-maître forgeron. Figurent aussi le contre-maître au marteau-pilon de la forge à l'anglaise ainsi qu'Adam Ainé, chef-lamineur à Fourchambault.
Enfin, en 1863, le peintre est autorisé à rentrer dans les forges d’Indret pour réaliser des « esquisses relatives à son art. ». Il y aurait travaillé pendant plusieurs mois, comme en témoignent également les dessins et portraits du fonds du Féru des Sciences.

### Les ouvriers dans le travail de François Bonhommé
Si pour Bonhommé la représentation technique de la sidérurgie est primordiale, les travailleurs faisant avancer cette industrie possèdent aussi une place prépondérante dans son œuvre. La réalité des hommes, des femmes et des enfants est véhiculée à travers ses lithographies, tableaux et dessins.

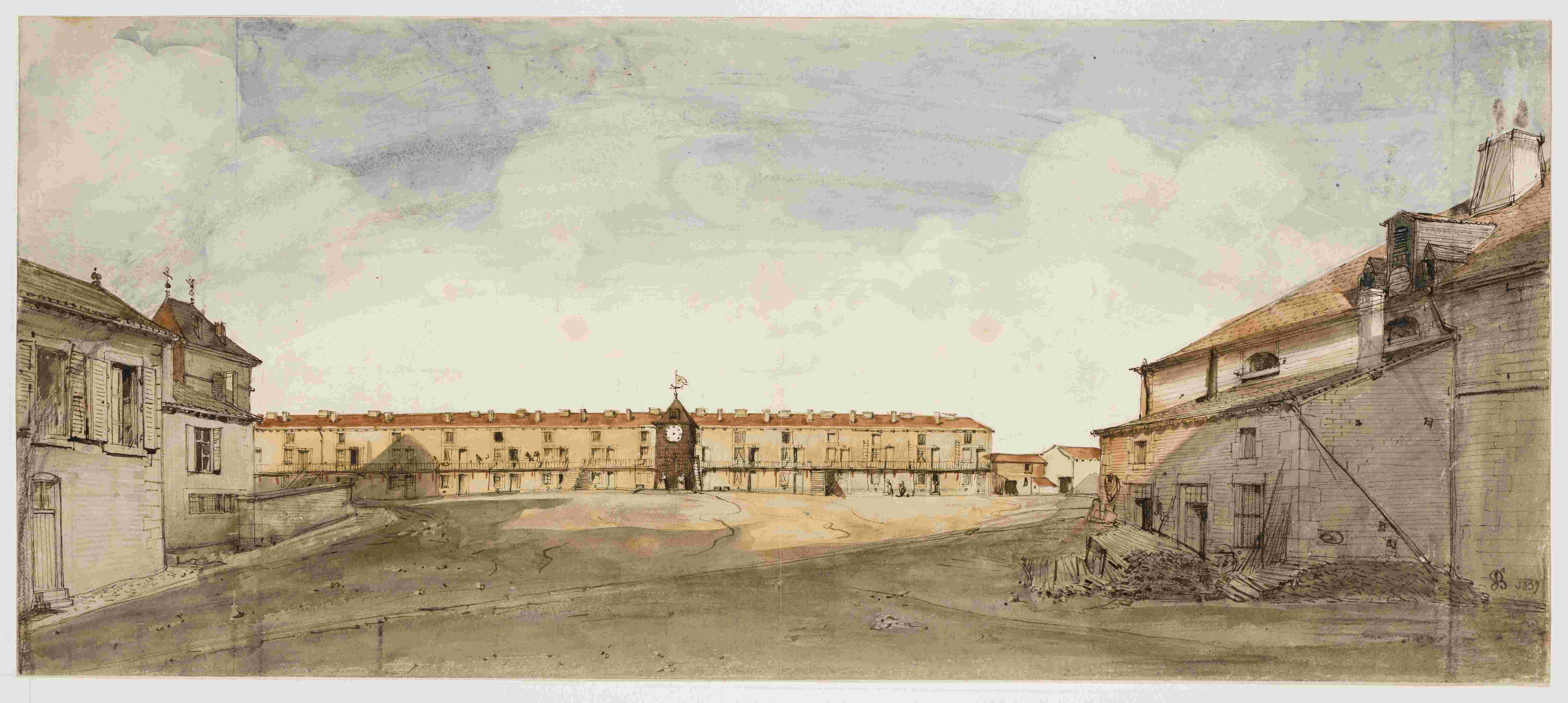
Ignace-François Bonhommé, Cour de l'usine d'Abainville, 1837, dessin, Féru des Sciences, Jarville

À Abainville, par exemple, il représente l'école du site et s’intéresse aussi aux quarante-sept logements de la « caserne ouvrière » qui accueillent le personnel sur place, suivant le modèle anglais. Au fond de la cour, le bâtiment se dresse dans l'un des dessins du peintre. En effet, son attachement pour la figuration de toutes classes de travailleurs se manifeste dans le grand nombre d’esquisses qu’il réalise pour son tableau Tôlerie des Forges d’Abainville. Attelés à leurs tâches quotidiennes, ouvriers, commis au bois, lamineurs, puddleurs, ingénieurs ou maçons, entre autres, dressent un panorama réaliste des divers corps de métiers existant au sein de la forge. Dans certains dessins, il insiste sur la pénibilité du travail des lamineurs, au détriment de la représentation des outils, lesquels sont simplement esquissés. Il prend également soin de peindre le personnel d’encadrement dont Eugène Flachat, agent associé des forges. Ces soixante-seize dessins préparatoires sont conservés au Féru des sciences.

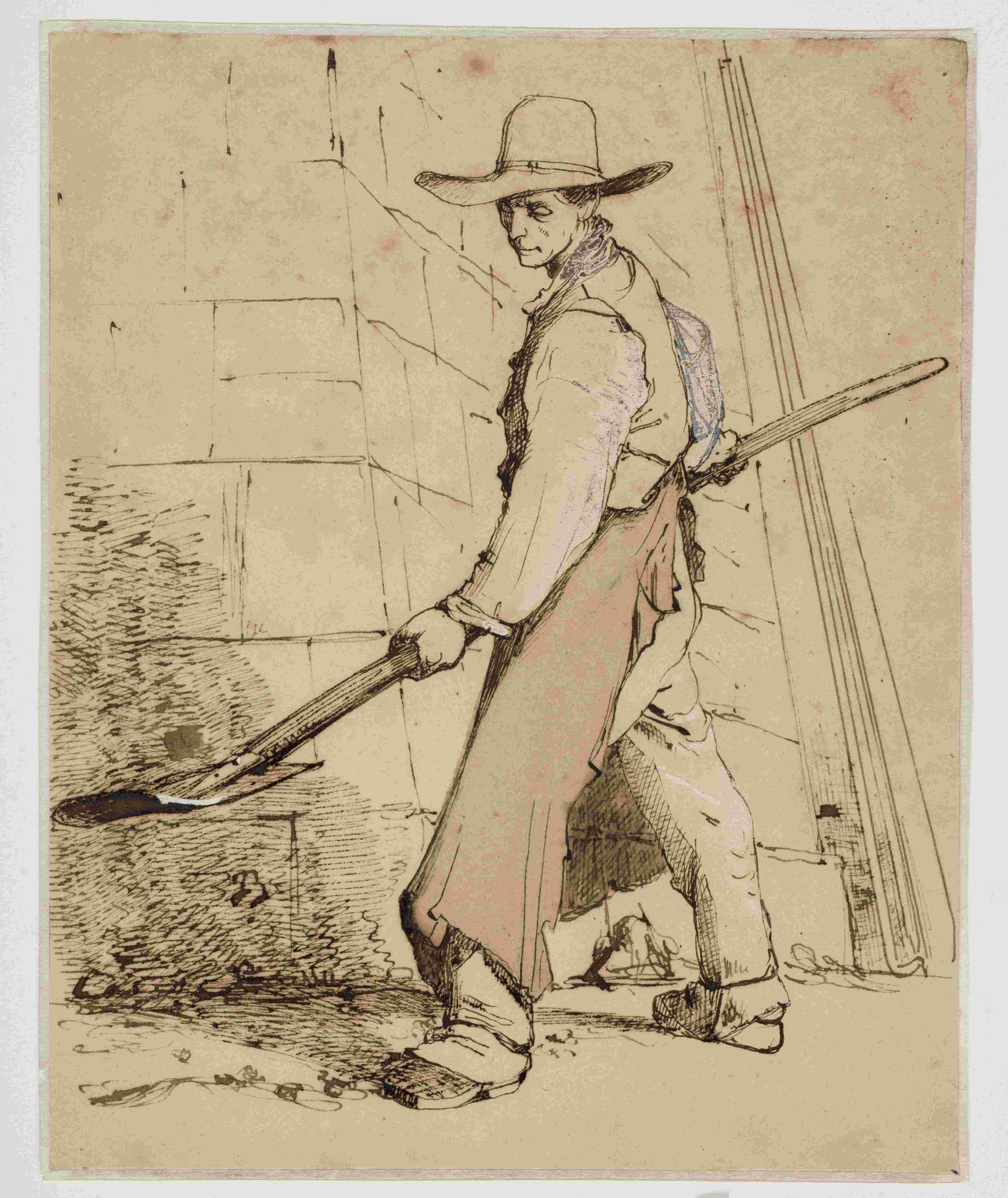
Ignace-François Bonhommé, Aide fondeur, 1837
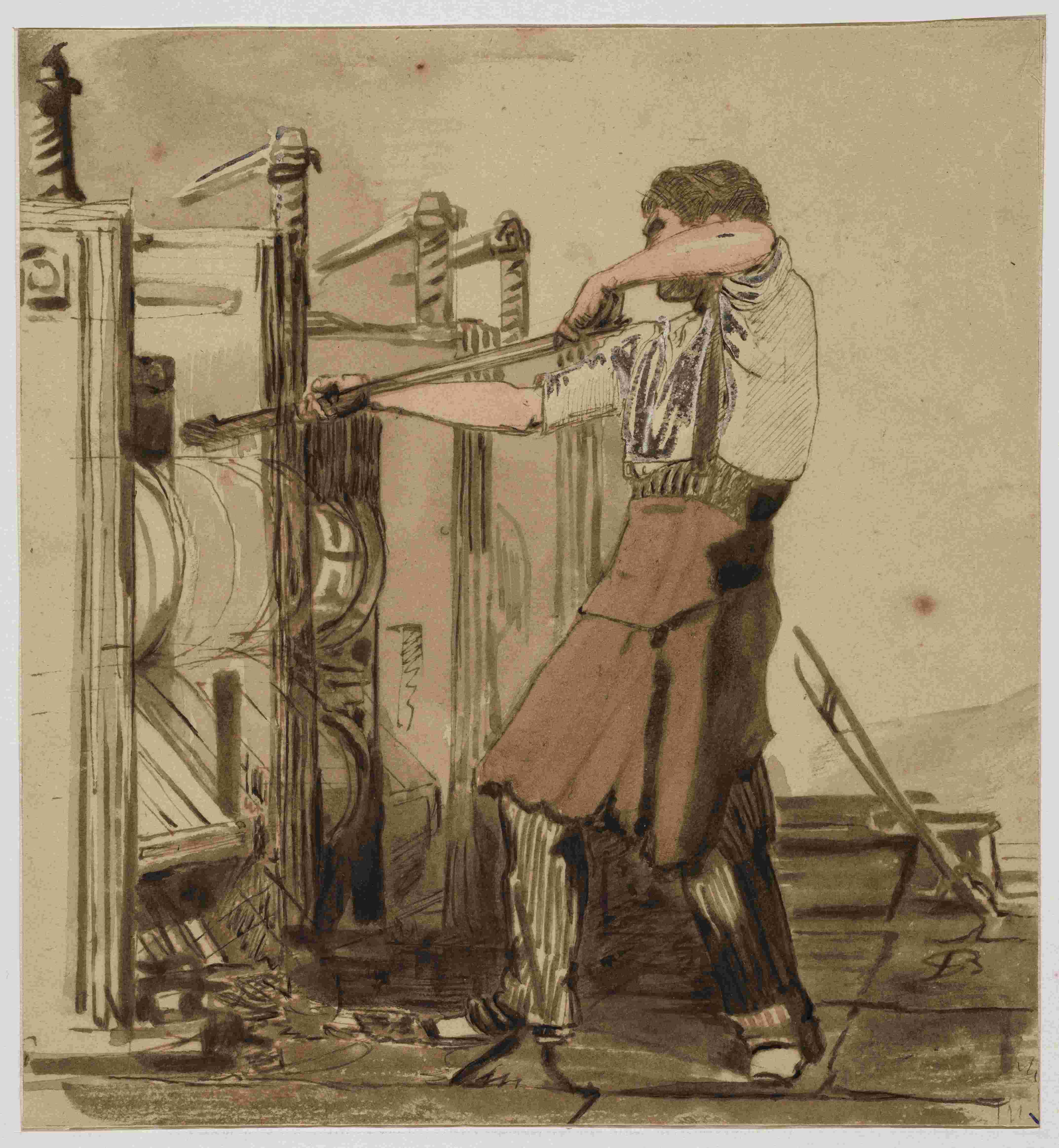
Ignace-François Bonhommé, Lamineur-rattrapeur, 1837
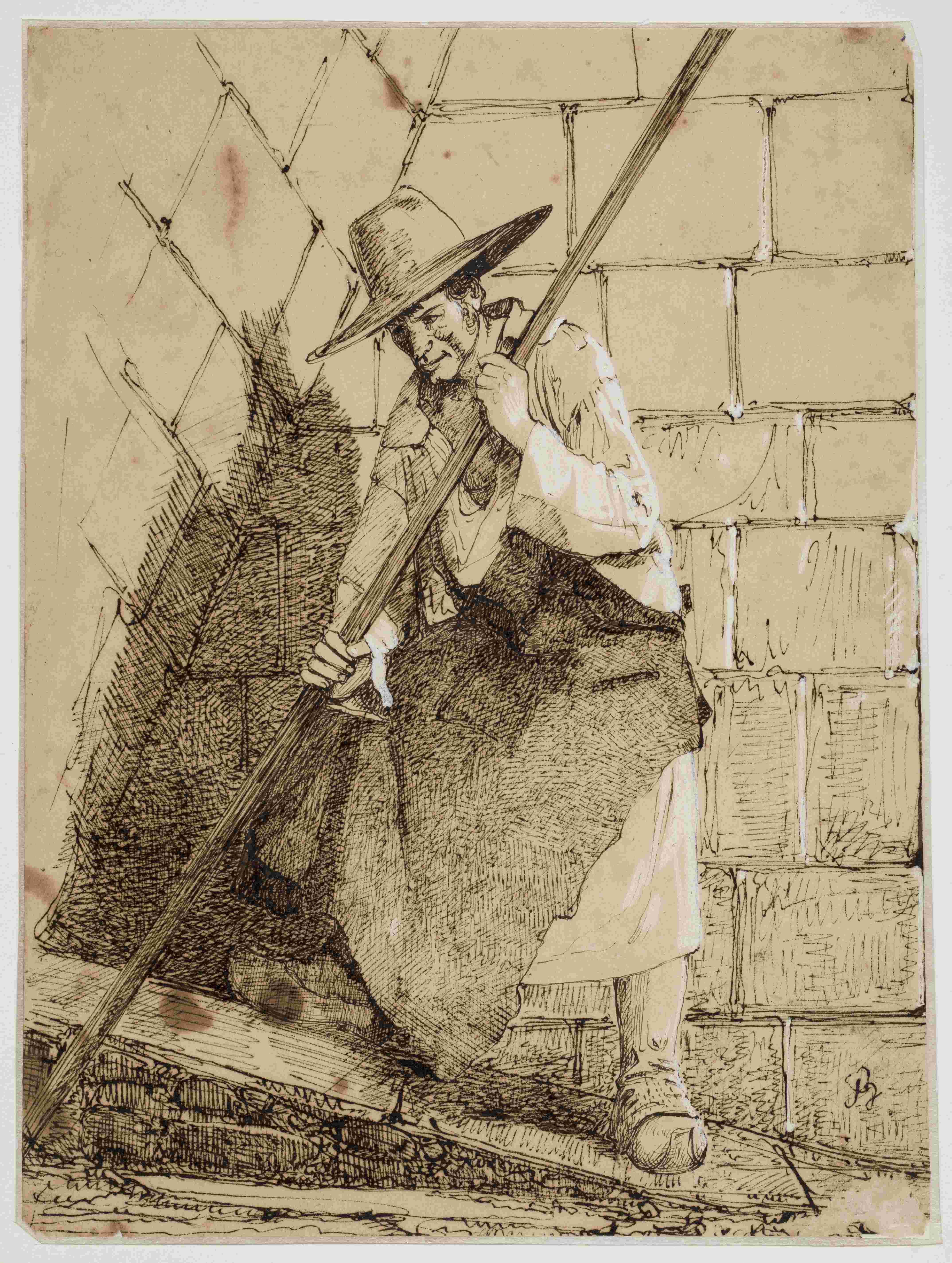
Ignace-François Bonhommé, Maître fondeur, 1837
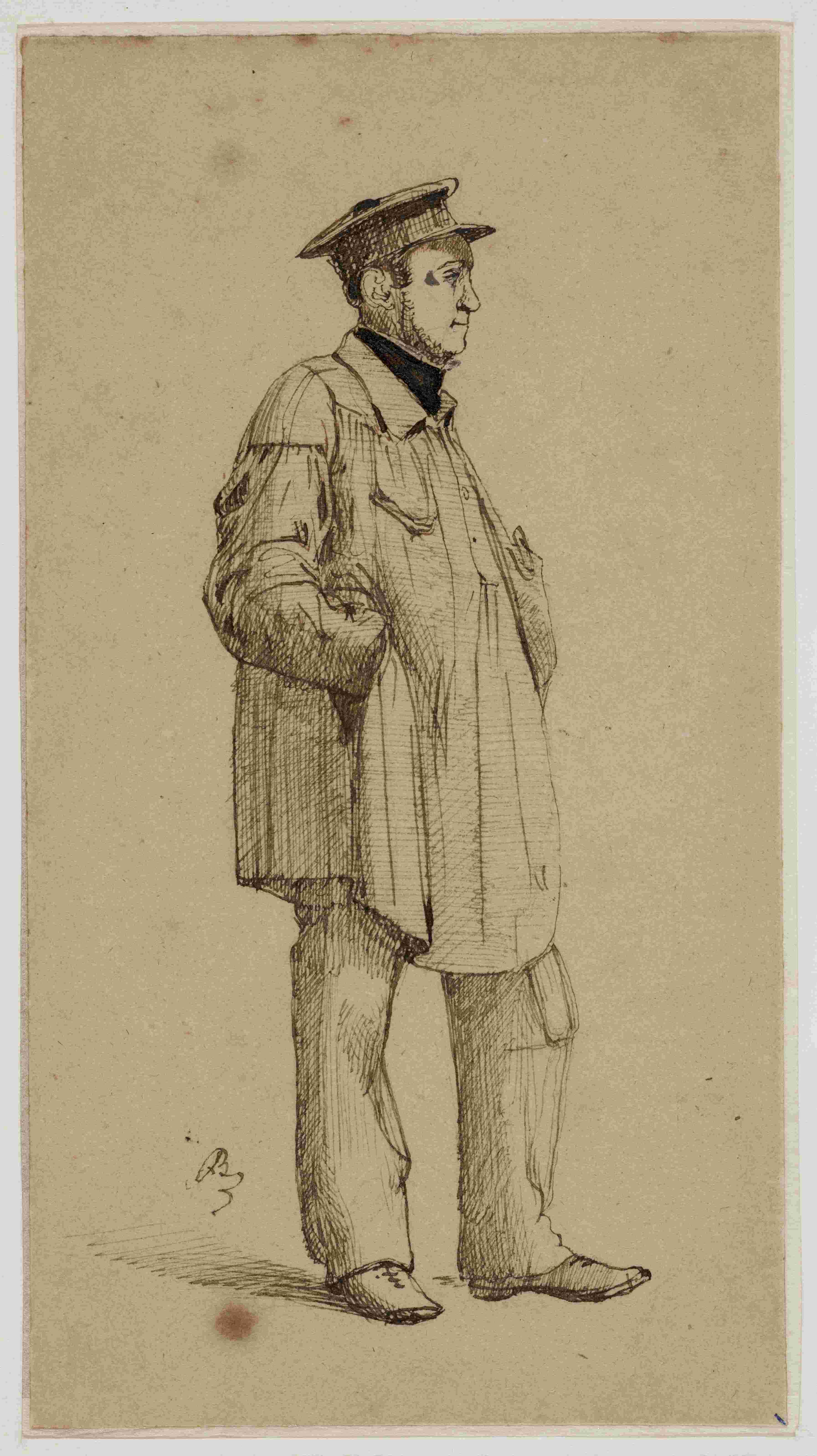
Ignace-François Bonhommé, Contremaître, 1837
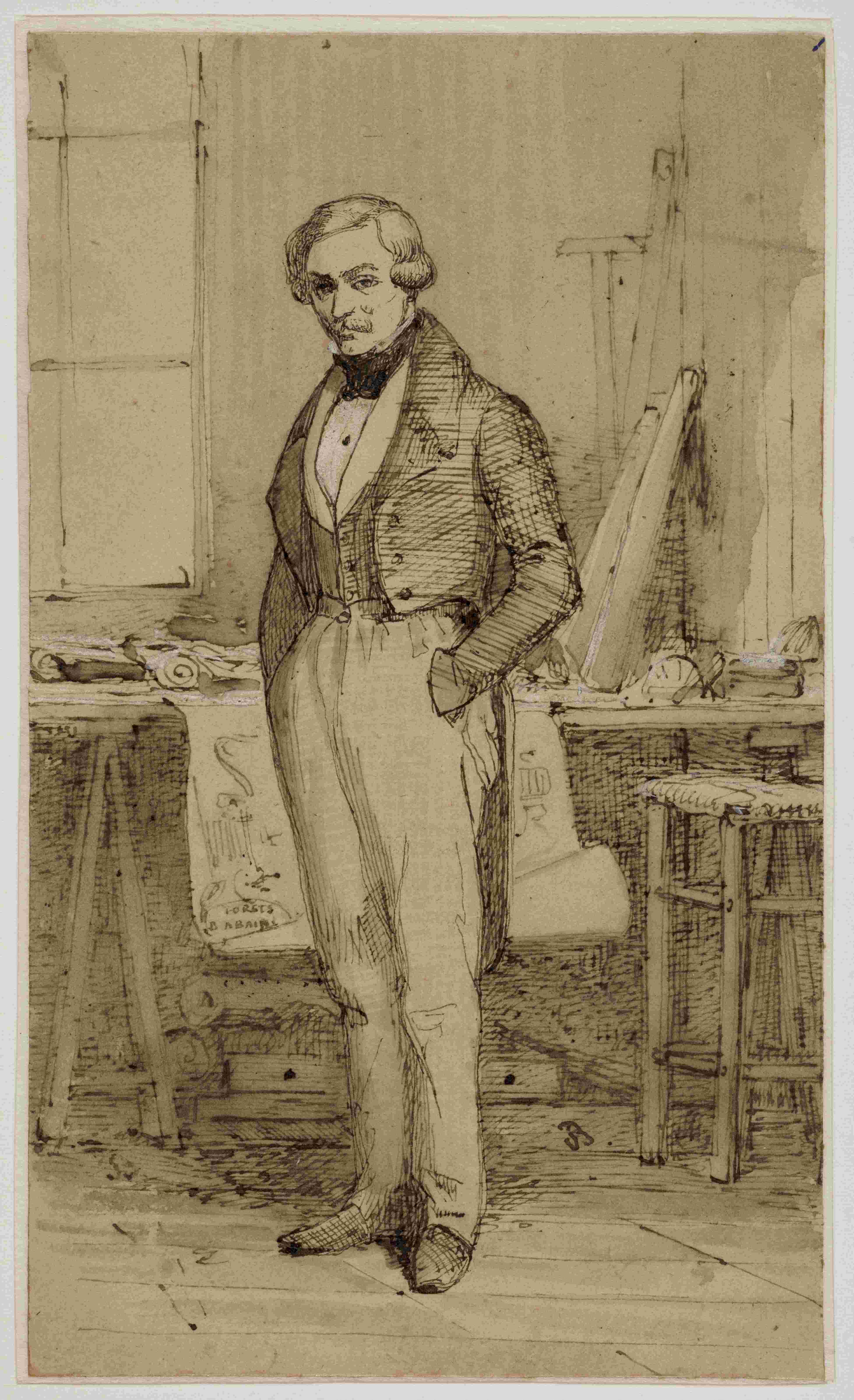
Ignace-François Bonhommé, Portrait de l'ingénieur Eugène Flachat, 1837

#### Illustrer le monde des travailleurs

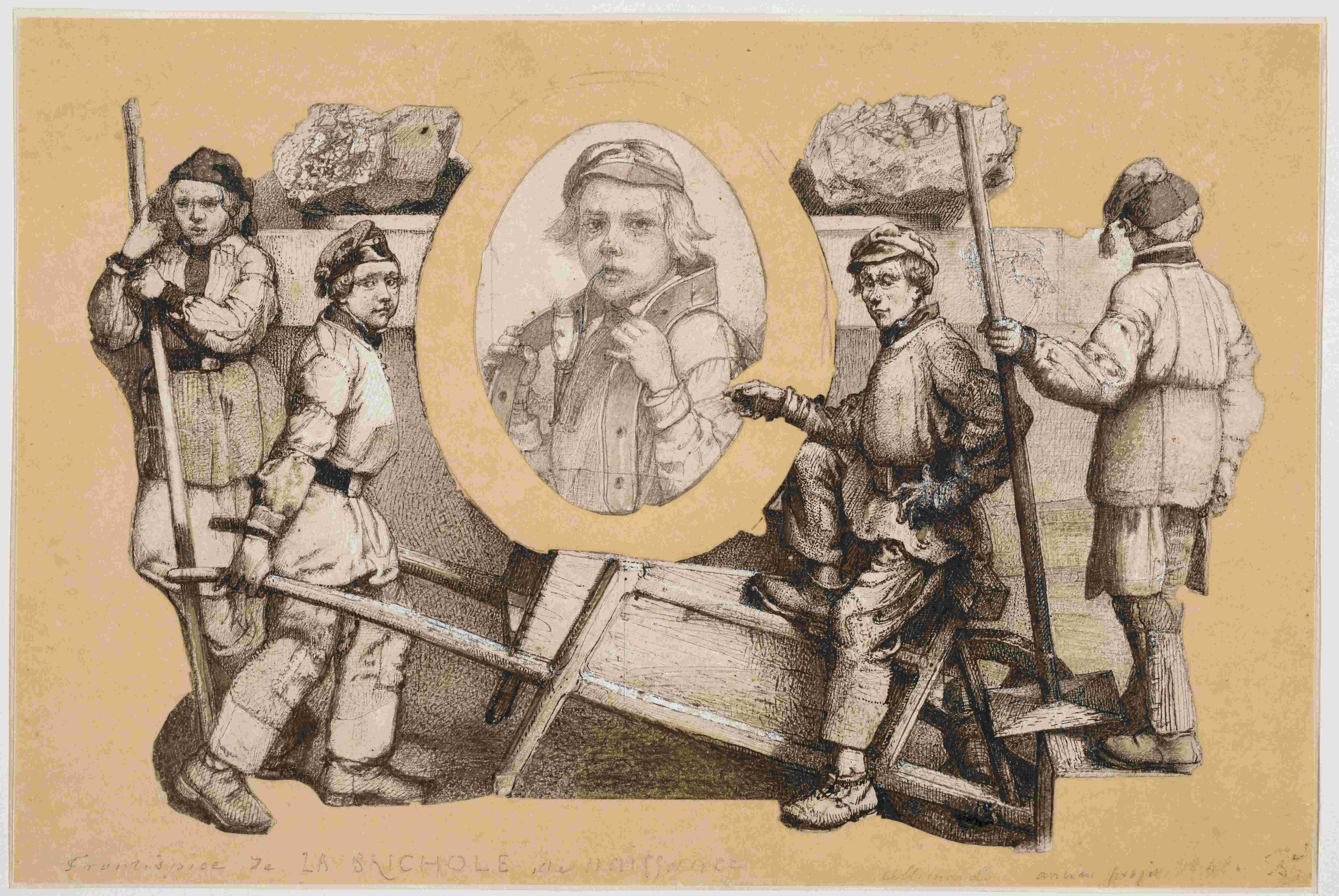
Ignace-François Bonhommé, Frontispice de La Brichole de naissance, 1848, dessin, Féru des Sciences, Jarville

En 1848, Bonhommé dessine pour des ouvrages portant sur le monde ouvrier. Il travaille ainsi à la couverture d’un livre sur le travail des enfants intitulé La Brichole de naissance, en référence à la courroie de cuir utilisée par les porteurs mineurs. Sur le médaillon central, l’enfant fume la pipe et porte cette brichole autour du cou. Quatre autres garçons et leurs outils de travail sont figurés autour. Par ailleurs, le peintre souhaite dédier un ouvrage aux ouvriers devant s’intituler Les Soldats de l’Industrie. Le projet de couverture pour la première partie est connu. Il y présente un mineur charbonnier, un forgeron pilonnier et, au centre, Jean Aubertot, doyen des forgerons de France. Un texte signé du peintre accompagne ce dessin de 1848. En allusion aux travailleurs du fer, il y souligne : « […] Le mouvement des forces et les effets de main-d’œuvre qu'ils dirigent contre la matière métallique pour l'extraire, la révolter, la vaincre et la livrer au monde. » Le premier volet aurait été dédié aux Gueules Noires,. Ce projet reste inachevé même si le peintre lui consacre plusieurs années de sa vie. Plusieurs ouvrages s’y réfèrent, ce qui rend probable son édition. 

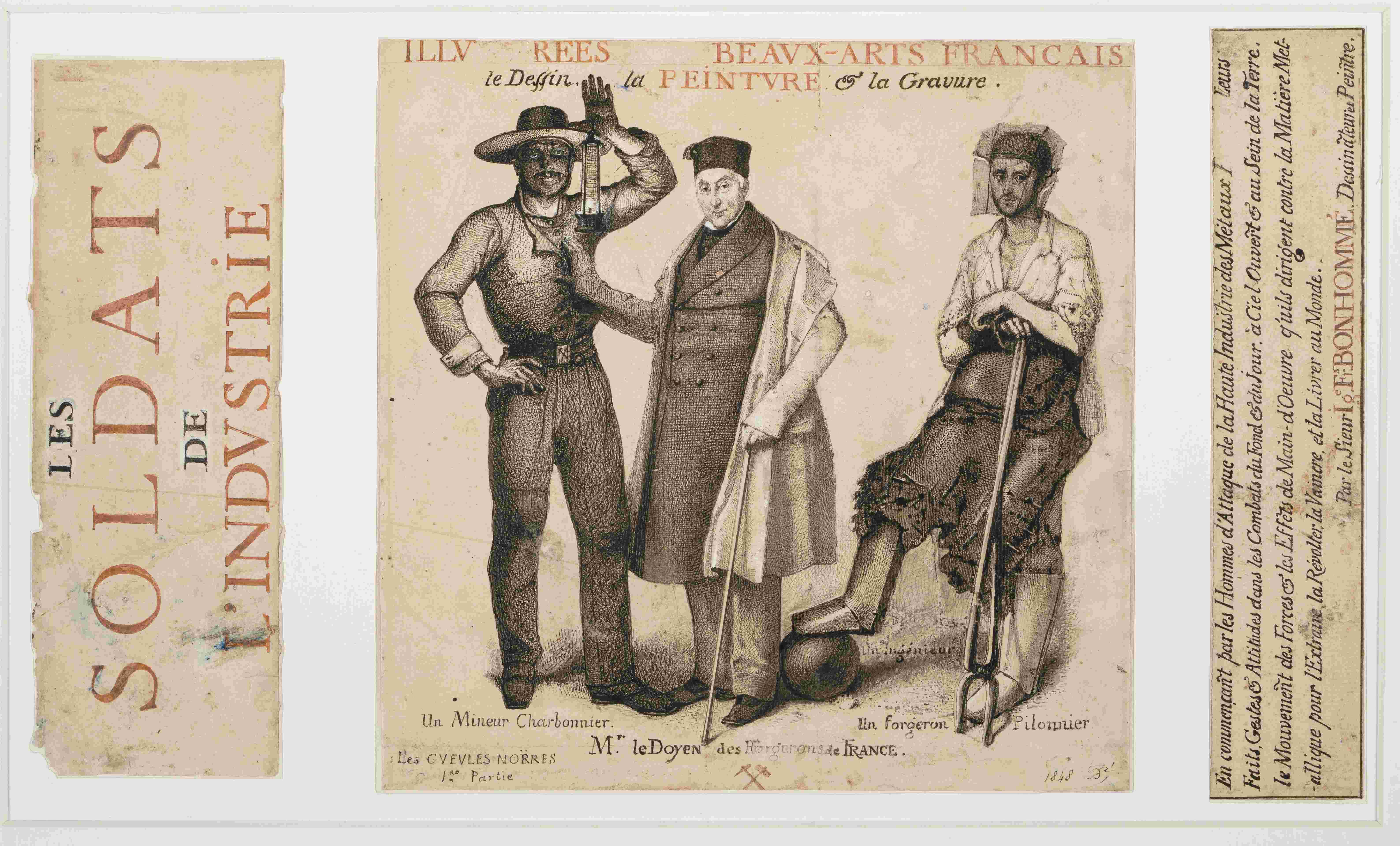
Ignace-François Bonhommé, Projet de couverture pour Les Soldats de l'Industrie, 1848, dessin, Féru des Sciences, Jarville

Cet album devait assurément intégrer son manuscrit sur l’Histoire pittoresque de la métallurgie rédigé vers 1850, ouvrage éducatif auquel il travaille pendant de nombreuses années. Ici, l’artiste déplore le traitement inégal par les artistes de la métallurgie par rapport à l’agriculture.  Il défend alors les ouvriers : « Ils sont les soldats de l’industrie, des conquêtes pacifiques. […] Ils nous nourrissent, ils meurent pour nous. Qu’attendons-nous donc même, artistes et poètes, pour leur dédier nos livres et nos tableaux ? »,. Ceci témoigne du grand égard du peintre envers ces ouvriers industriels, qu’il ne cesse de représenter.
À Fourchambault, où le peintre réalise de nombreux déplacements en 1839, la forge construite dès 1821 est l’une des premières à intégrer la méthode « à l’anglaise ». Les puddleurs et lamineurs anglais spécialisés qui y sont embauchés sont représentés par Bonhommé. En effet, au XIXe siècle, les Anglais ont formé des travailleurs de la sidérurgie dans toute l’Europe. Les divers déplacements au sein des forges lui permettent de rassembler un grand nombre de croquis de personnages qu’il utilise ultérieurement dans ses œuvres.

De la même manière, le travail des mineurs est évoqué par lui de la sorte : « Toutes les utiles merveilles accomplies sous terre, patiemment, silencieusement, stoïquement, par les hommes qui creusaient la mine à d’effrayantes profondeurs […] ».

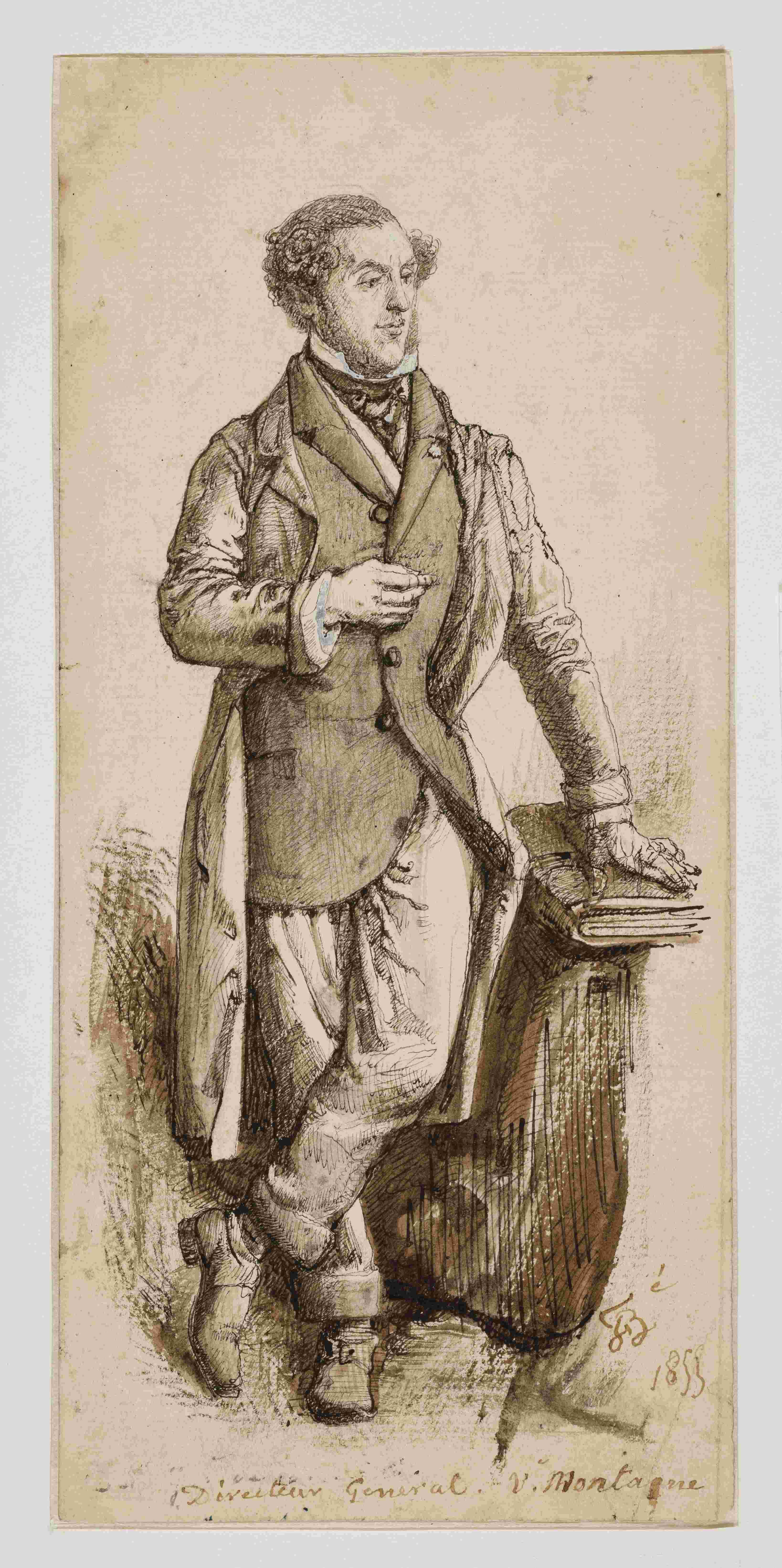
Ignace-François Bonhommé, Directeur général de l'usine de la Vieille-Montagne, sujet entourant le panneau Laverie de calamine de l'École des Mines, 1855, dessin préparatoire, Féru des Sciences, Jarville

Dès 1854, dans l’un des panneaux réalisés pour le décor mural de l’École Impériale des Mines, Vue intérieure d’une halle de traitement de minerai, le peintre aborde les diverses étapes du travail et s’intéresse également aux gestes des travailleurs. Au centre de la composition, il fait figurer un ouvrier baissant la tête pour se protéger du foyer. Pour cette commande d’État, il réalise divers ensembles comportant chacun trois panneaux. Il encadre chaque ensemble avec les portraits de membres du personnel de chaque établissement dépeint : directeur, ingénieurs, contremaîtres et ouvriers y figurent. En effet, s’il s’attache avec minutie à la représentation des étapes des processus et des machines, il ne néglige pas l’aspect anthropique inhérent à chaque métier. Ses esquisses doivent néanmoins être soumises à l’approbation de la direction de l’École et du ministre d’État.
Ces « soldats de l’industrie » sont particulièrement présents dans son œuvre et, dans ses compositions, les hommes accompagnent les machines. Souvent, le peintre fait allusion à cet aspect dans la description qu’il apporte à ses tableaux. À titre d’exemple, il évoque le travail des femmes et des enfants figurés sur le panneau Laverie de calamine de l’École des Mines. Les personnages sont ici inhabituellement immobiles et regardent le peintre. Or, d’une manière générale, l’artiste préfère les montrer en mouvement et rendre visible leur action.
Son œuvre s’inscrit dans un courant réaliste très présent autour de 1831-1848. En ce sens, le peintre connaît Champfleury, qui a pu observer son tableau dédié aux forges d’Abainville dans l’Exposition universelle de Paris de 1849 et qui publie son œuvre Du Réalisme en 1857. La même année, le peintre explique : « C’est le public seulement qui s’intéresse à cette peinture, à ces ouvriers. »

## Aspect politique de son œuvre
Le saint-simonisme et les convictions républicaines, qui se rejoignent dans une même aspiration à un progrès social, sont indissociables de l'œuvre de l'artiste.

### Une conviction républicaine
Ignace-François Bonhommé est d’abord un républicain convaincu et adhère aux idées révolutionnaires de 1848, et ses idéaux de justice sociale et de fraternité.
Les hommes de 1848, et Bonhommé fut des leurs, voyaient tout différemment.
Moins pacifiques que celles de l'industrie, d'autres “conquêtes”, passionnèrent le fils du peintre en voiture. Les journées révolutionnaires de 48 l’eurent comme spectateur, même comme combattant, puisqu'il reçut la médaille commémorative
Bonhommé est à la fois acteur et spectateur des journées révolutionnaires de 1848, ce qui se ressent dans ses œuvres. Il est l'un des rares artistes engagés et progressistes de son époque à être soutenu par le gouvernement républicain. Ainsi, il reçoit de la part de l'État, la commande de plusieurs lithographies destinées à perpétuer le souvenir des acteurs et événements clés de cette révolution. Une circulaire destinée aux conseillers généraux et aux préfets, rappelle que cette commande, patronnée par l’Assemblée, avait la vocation suivante: «dans un moment de crise pénible, d’attacher plus de travailleurs à notre œuvre et d’apporter à un plus grand nombre d’entre eux [les graveurs] l’occupation et le profit qui leur manque.»

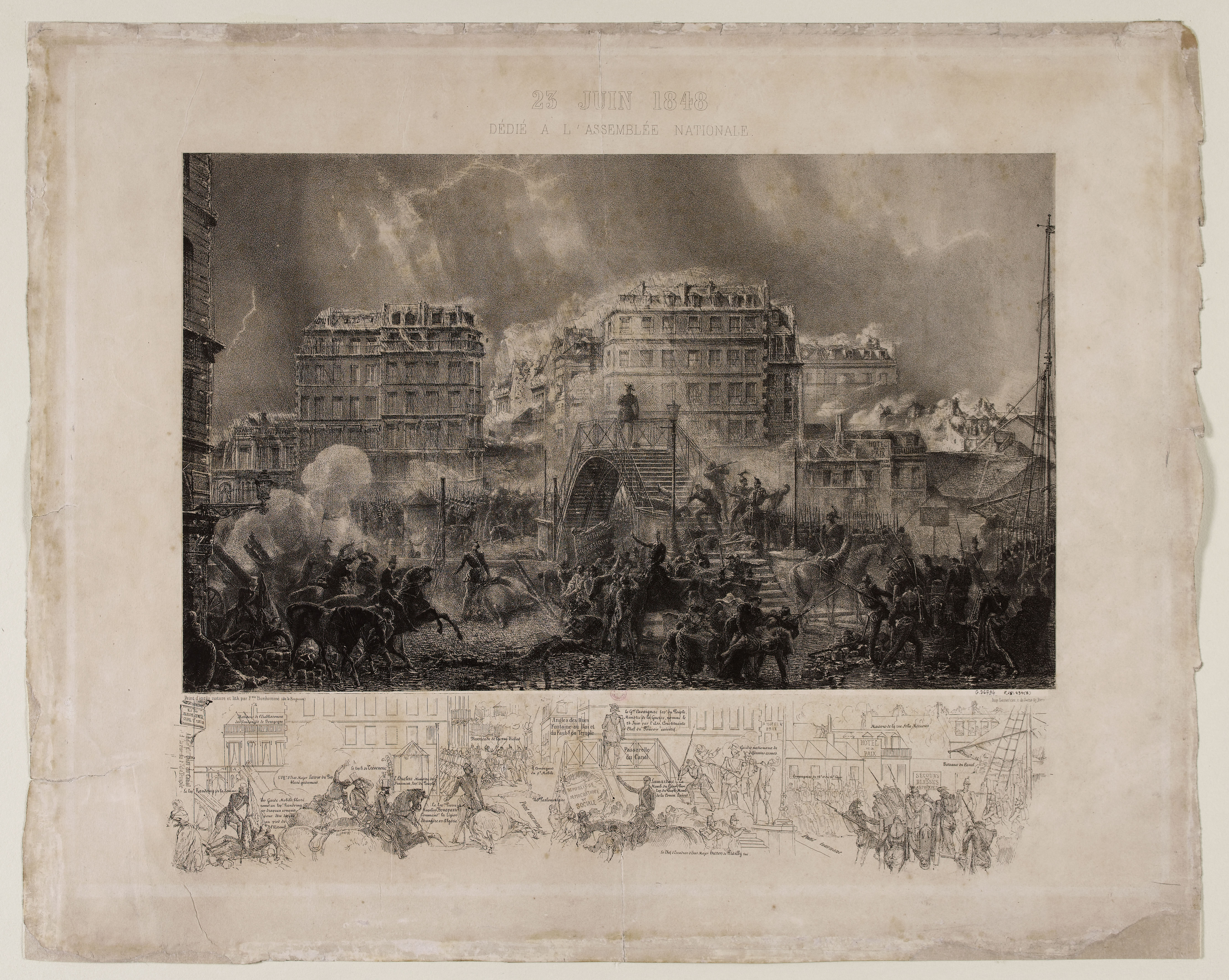
Journée du 25 juin 1848, illustrant l'action du général Cavaignac au Canal Saint-Martin à Paris. Œuvre réalisée par Ignace-François Bonhommé, dédiée à l'Assemblée Nationale, Musée Carnavalet, Paris

Désireux de représenter tous les représentants du peuple, sa production est toutefois interrompue par le coup d’État de 1851. Finalement, seuls les portraits de Hannoye, Delespaul, Boulanger, Desmontiers, Pureur, Serlooten, Bonte-Pollet, Muré, Lemaire et Aubry, ont pu paraître ainsi que deux lithographies : L'Assemblée envahie le 15 mai 1848 et La Barricade du Canal Saint Martin, le 23 juin 1848. La première de ces lithographies représente l'assemblée envahie, le 15 mai 1848, illustrant par ailleurs parfaitement le récit qu'en fait l’écrivain Victor Hugo, dans les Choses Vues. La seconde, dépeint l’action du général Eugène Cavaignac, chargé par l’Assemblée de rétablir l’ordre. La lithographie donne à voir deux parties: la scène lithographiée en tant que telle, dans la partie supérieure, ainsi qu'une sorte de dessin préparatoire légendé dans la partie inférieure. Ces légendes permettent de situer l'action, avec la mention, par exemple, du «Bâtiment de l'établissement des Vendanges de Bourgogne», dans la partie sénestre, ou «Angle des Rues Fontaine-au-Roi et du Faubg du Temple», au centre de la composition. On peut également lire les noms et le rang des principaux protagonistes de cet évènement comme, au premier plan, Pierre-Napoléon Bonaparte «Le Rept Pierre Napoléon Bonaparte, commandant la Légion Etrangère en Algérie», Lamartine, à cheval au premier plan (Lamartine, Ex memb. du Gouvt. Prov. rep. du Peuple. Memb. de la Comm. Exécut.) ou encore Eugène Cavaignac, sur la passerelle du Canal («Le Gal Cavaignac rep. du Peuple, Ministre de la Guerre, nommé le 24 juin par l'ass. Constituante Chef du Pouvoir exécutif»)
Bonhommé crut même en la figure de Louis-Napoléon Bonaparte et à l’espoir d’une union sociale sous son autorité. Dans son ouvrage L'extinction du paupérisme, publié en 1844, le futur Napoléon III concevait en effet une société prenant appui sur le forgeron, l'ouvrier, le « mineur sortant de la terre ». Cependant, son coup d’État du 2 décembre 1851, qui mit fin à la Deuxième République et instaura le Second Empire, a brutalement interrompu ce mouvement.

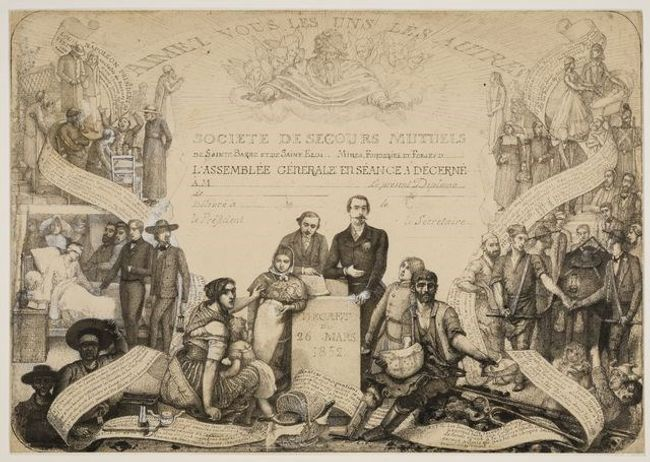
Ignace-François Bonhommé, Diplôme pour la Société de Secours mutuels de Sainte-Barbe des Mines de Montchanin, 1852, Féru des Sciences, Jarville. Le Prince-Président au centre, entouré d'ouvriers, de veuves et autres bénéficiaires de la pension.

Les idées qui inspiraient Bonhommé n'avaient pas longtemps occupé les esprits: le mouvement auquel la révolution de 48 avait abouti s'était brusquement arrêté au 2 décembre. Le citoyen dû souffrir autant que l'artiste, car Bonhommé avait adopté avec enthousiasme les idées de 48, et même il avait cru au Prince Président, comme le montre le diplôme qu'il dessina pour une Société de secours mutuel où se voient, autour du buste du prince Napoléon, des groupes symbolisant la réconciliation des classes, entourés de la devise: « Aimez-vous les uns les autres »

Dans une seconde version de ce diplôme, dessinée après le coup d'état de 1852, l'un des pensionnaires de la caisse de retraites, tourne le dos ostensiblement au buste de l'Empereur. Bonhommé symbolise sa désapprobation et son détournement de l'homme qui a bafoué sa confiance.

### Les conséquences de cet engagement lors du Second Empire
Pour plus d’informations sur la destruction de l’œuvre de Bonhommé voir
§ Disparition partielle de l'œuvre de Bonhommé
Cet engagement politique qui l’avait soutenu, finit par le desservir tant personnellement que professionnellement. Quoique non directement aidé financièrement, Bonhommé bénéficia de l’appui moral et intellectuel du cercle républicain qui l'aida à obtenir certaines commandes comme, par exemple, la commémoration des journées révolutionnaires de 1848, commande de l’Assemblée Nationale ou une commande de peintures destinées à l’École des Mines. Le changement de régime eut des conséquences sur sa carrière. Bien qu’il put continuer de peindre, il fut marginalisé, et n’obtint plus que quelques commandes officielles au prix d’efforts considérables. Parmi ces commandes, l'aquarelle Feu d’artifices à Versailles en l’honneur de la Reine Victoria le 25 août 1855.
Jusqu'au coup d'état, le « Forgeron » avait été, sinon aidé matériellement, du moins encouragé dans sa tâche par le milieu républicain, où il avait des amis. On verra même que l'Assemblée nationale l'avait chargée de commémorer les journées révolutionnaires. Si le gouvernement impérial lui permet de continuer son œuvre, si l'obtint de lui quelques commandes, ce fut au prix de combien de démarches ! [...] Mais pour intéresser les hauts fonctionnaires, détenteur des crédits, il fallait une éloquence, un style que le pauvre Bonhommé ne rencontrait pas facilement [...] et parfois même le peintre aller chez l'écrivain voisin, chez Champfleury, qui l’aidait, et tous deux rédigeait les lettres où l'on demandait la permission de rappeler à monsieur le Ministre qu' «il avait bien voulu laisser espérer ... » Quelques commandes furent donc ainsi arrachées.
Nous l’aurons compris, le changement de régime opéra une marginalisation de Bonhommé et de son œuvre, qu’il dût combattre à grand-peine, expliquant en partie son oubli aujourd’hui. Cet oubli conduisit même certains commanditaires à détruire les œuvres de Bonhommé, destructions dénoncées par le critique Jacques-Félix Schnerb dans son article de 1913. Il pointe notamment du doigt la plus importante d'entre elle, la destruction de la commande murale commandée à des fins pédagogiques par l'État, perpétrée par l’un des directeurs de l’École des Mines. Schnerb, révolté par ce traitement, souligne à quel point cette destruction relève d'un acte de vandalisme.
Si d'autres ne furent pas détruites, elles furent conservées dans des conditions absolument désastreuses :
Quelques panneaux étaient accrochés si haut qu'il fallait, pour les voir un peu, monter sur les tables des élèves. Mais toutes les toiles n'étaient pas là : la moitié pourrissait, roulées dans les caves de l'école ; ce n'était pas encore le vandalisme mais déjà l'incurie.

### Bonhommé et le saint-simonisme
Le saint-simonisme d'Ignace-François Bonhommé est étroitement lié à ses convictions républicaines. 
François Bonhommé aimait le peuple avec passion. Ses convictions républicaines étaient profondes et sincères ; il les avait manifestées en prenant, dans sa jeunesse, rang parmi les combattants de juillet, plus tard en étudiant avec une curiosité ardente les travaux des ateliers de construction, des forges, des mines, en reproduisant avec une exactitude fidèle les scènes les plus variées de ces pénibles métiers dont ses toiles devaient à son sens perpétuer la grandeur en même temps que les dangers et les souffrances.

Les œuvres de Bonhommé deviennent le vecteur de son idéologie. Son travail vient véritablement enfermer ses convictions.
Ces toiles, ces dessins, où Bonhommé avait mis toute sa foi [...]

#### Rencontre avec le saint-simonisme
Le travail de Ignace-François Bonhommé est profondément imprégné de saint-simonisme, une influente doctrine sociale et politique du XIXe siècle, prônant la vision d’un monde réorganisé autour du progrès industriel et scientifique. En effet, à travers ses œuvres, il explore les thématiques chères à ce courant de pensée et incarne pleinement les idéaux défendus par les saint-simoniens, témoignant de son engagement personnel en leur faveur.
C’est auprès d'hommes comme Georges Dufaud, Eugène Flachat, ingénieur qui modernisa les forges du Creusot et grand défenseur du chemin de fer, et Édouard Charton, qui fait appel à lui à de nombreuses reprises pour illustrer les publications qu'il dirige, qu'Ignace-François Bonhommé rencontre la pensée saint-simonienne qui devient prépondérante dans son travail.

##### L'importance de chacun
Face au constat d'un désenchantement du monde, l'un des fondements du saint-simonisme est de prôner l'égalité entre tous les hommes, ainsi qu'entre les hommes et les femmes, et l'importance du travail de chacun. Ignace-François Bonhommé représente ainsi tous les métiers de l'industrie, ne dressant aucune hiérarchie d'ordre sociale ou financière entre les métiers. Il place ainsi sur un pied d'égalité tous les protagonistes : les directeurs, les ingénieurs, les ouvriers et les ouvrières, tous au premier plan de ses compositions.
Soucieux de montrer tous les métiers : maître de forge, mettre fondeur, lamineur, comptable, commis aux écritures, ingénieur, les ouvriers assurant l'entretien des équipements
L'effort est collectif et harmonieux. La forge, la mine apparaissent comme des exemples de ce que devrait être le reste de la société car tout y fonctionne en symbiose : le travailleur nécessite l'intervention préalable des nettoyeurs des fours et a également besoin des femmes, chargées du ravitaillement. Tous doivent agir en harmonie et non en lutte les uns avec les autres.
[...] autour des chefs, chaque homme est à son poste, comme les marins au branle-bas de combat ; les mouvements se combinent, les forces disciplinées s'unissent harmonieusement.
Chaque fonction, dans une société, a sa noblesse, pensait-il : le développement de l’industrie accroît chaque jour l’importance du travail métallurgique et de ceux qu’il occupe.
Tous ceux qui concourent aux combinaisons industrielles sont en réalité tous collaborateurs, tous associés depuis le plus simple manœuvre jusqu'au manufacturier le plus opulent et l'ingénieur le plus éclairé.

##### Un prolétariat digne
Pour Bonhommé, en accord avec le saint-simonisme, cette reconnaissance de l'individu, considéré pour son labeur, pour son importance économique à l'échelle de la nation, et non plus seulement en fonction de son rang social, lui fait acquérir une véritable dignité au sein de la société. Dans un chapitre consacré aux «Gueules Noires», tiré de son ouvrage Les Soldats de l'Industrie, ces ouvriers sont valorisés par pléthore d'adjectifs qualificatifs positifs.
Ils sont les soldats de l'industrie des conquêtes pacifiques. Vainqueurs ou vaincus, les hommes de la poudre et du fer, les mineurs, les charbonniers, les forgerons, les fondeurs, les verriers ont droit à notre admiration. Ils nous nourrissent, ils meurent pour nous. Qu'attendons-nous donc nous mêmes, artistes et poètes, pour leur dédier nos livres et nos tableaux?
Défendre le prolétariat signifie pour Bonhommé souligner son savoir-faire technique, véritable combat contre la matière, mais aussi s'insurger contre ses rudes conditions de travail et notamment celles des jeunes mineurs, comme le montre La brichole de naissance. De même, dans la vue Laverie de calamine, les jeunes enfants et les femmes fixent le spectateur, semblant l'interpeller pour lui faire prendre conscience que leur place n'est pas ici. Il n'hésite pas non plus à montrer des scènes d'éboulement dans la Vue de la mine de la Vieille Montagne ou encore un blessé dans le tableau d'Indret.
[...] Heureusement que cela est, que le pauvre mineur, que le soldat de l'industrie enfin aux prises avec la matière inerte ou révoltée a sa prière prête au moment où il succombe.

##### L'importance de l'art comme moyen d'éducation
Les idées saint-simoniennes prônent également l'importance de l'art en tant que moyen d'éducation. En collaboration avec Édouard Charton, les dessins de Bonhommé, notamment ceux des forges d'Abainville, viennent ainsi illustrer un reportage décrivant la fabrication du fer dans la revue que dirige Édouard Charton, le Magasin pittoresque, qui remporte à l'époque un grand succès. Les œuvres de Bonhommé, reconnues par l'acuité de son observation et le nombre très importants de dessins préparatoires, comme étant éminemment pédagogiques, apparaissent ainsi dans nombre de revues de vulgarisation scientifique et technique. A noter toutefois qu'il s'agit parfois de dessins inspirés de l'œuvre de Bonhommé, recopiés de manière plus ou moins fidèle, remaniés, avec quelques suppressions de détails jugés inutiles. La précision de ses observations permet en fait à d'autres artistes de ne pas se rendre sur site comme il l'a fait. En 1867, par exemple, quinze gravures directement inspirées des dessins de Bonhommé complètent des articles de l'ingénieur Louis Simonin. En d'autres termes, comme le souligne Marie-Laure Griffaton, Bonhommé «est à l'origine d'une part très significative de l'iconographie industrielle française de la fin du XIXe siècle»

##### La modernité
Enfin, le saint-simonisme repose sur le constat et l'exaltation du progrès technique, loué comme progrès pour l'humanité et que les artistes, se devant d'être à l'avant-garde la société, se doivent de représenter. 
Les artistes sont des producteurs en tant qu'auteurs d'une activité essentiellement utile à la vie du corps social. Ils sont donc au même titre que les savants et les industriels les soutiens du corps social.
C'est pourquoi les sujets de Bonhommé sont éminemment modernes et célèbrent, par exemple, le chemin de fer (deux gravures en 1836), dont Eugène Flachat est un ardent défenseur. Dans la Vue des puits Saint-Pierre et Saint-Paul du Creusot (1866), Bonhommé intègre une scène de départ de la première locomotive Great Eastern Railway pour l'Angleterre, évènement décisif pour l'industrie française qui fit l'objet d'une communication à la chambre des députés. Il représente également le traité de libre-échange avec l'Angleterre (deux vues du Creusot en 1856 et 1857) ou encore les travaux du Canal de Suez, travaux publics largement soutenus par les Saint-Simoniens, pour lequel Bonhommé sollicite une commande. De la même manière, la série de dessins consacrée en 1861 au forage du puits artésien Passy correspond à une autre préoccupation récurrente des saint-simoniens : l'hygiénisme.
Enfin, la modernité d'Ignace-François Bonhommé ne se limite pas au choix des sujets, qui témoignent d'une sensibilité contemporaine, mais s'étend également à la conception même de l'image. Ainsi, pour son œuvre L'Intérieur de la grande forge de Fourchambault, conservée dans la chapelle Saint-Jos de l’église Saint-Louis de Fourchambault, le cadre du tableau simule une vue en coupe du bâtiment dans une perspective illusionniste entre toile, sujet de la toile et cadre. En d'autres termes, la forme agit comme soutien du fond. D'ailleurs, la dorure de ce cadre transforme l'œuvre en une sorte «d'icône saint-simonienne».

## Style et techniques artistiques

### Les méthodes de travail

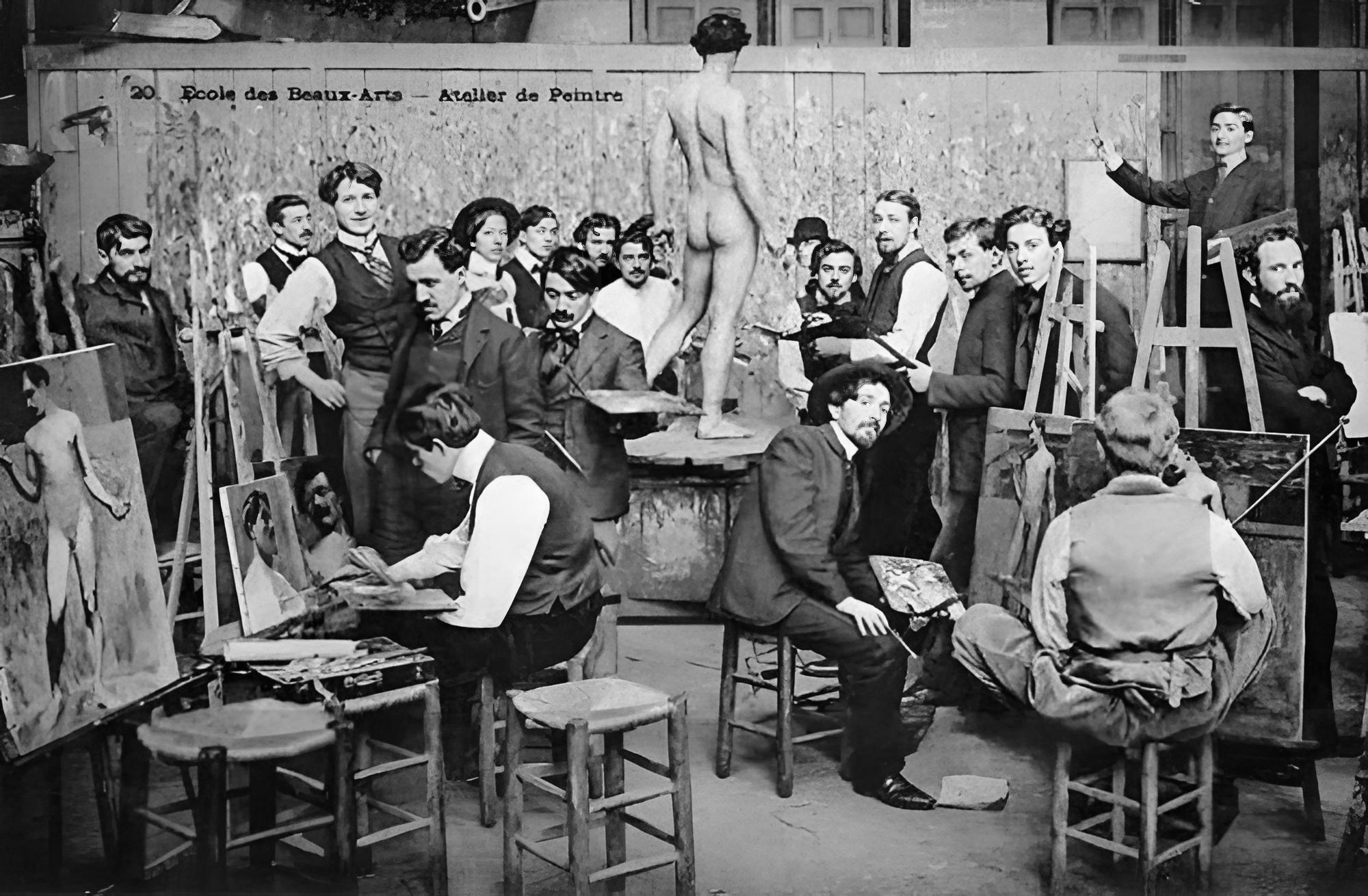
Séance de pose du modèle vivant aux Beaux-Arts dans l'atelier de peinture, photographe inconnu.

Malgré son rejet de l'académisme incarné par ses maîtres Paul Delaroche et Horace Vernet, Bohommé tire de son apprentissage un sens très affûté de l'observation mais aussi une véritable maîtrise de la ligne. Cette virtuosité découle des enseignements dispensés à l'École Nationale Supérieure des Beaux-Arts où les jeunes peintres s'entraînent devant les moulages des sculptures antiques mais s'adonnent également à l'exercice du modèle vivant. Chez les peintres académiques le dessin est la pratique prédominante c'est pourquoi Bonhommé maîtrise particulièrement bien cette discipline. Bien qu'il délaisse progressivement la recherche d'idéalisation, il conservera toujours sa grande rigueur.
Ignace François Bonhommé afin de parvenir au degré de précision dont ses œuvres témoignent, avait l'habitude de se rendre sur le terrain où il réalisait ses esquisses préparatoires. Ses correspondances attestent de ses nombreux déplacements, notamment ses lettres des années 1850, dans lesquelles il explique se rendre en Belgique afin d’y entreprendre des études sur le traitement du zinc en prévision du décor qu’il devait parachever pour l’École Impériale des Mines. Toutefois, la preuve la plus éloquente de cette technique de travail est à identifier à travers la présence de l’artiste lui-même au sein de ses compositions. Il y a fort à parier que Bonhommé se soit fait figurer dans plusieurs de ses travaux à l’instar de sa peinture Exploitation du gîte nord de la Vieille-Montagne, dans laquelle nous reconnaissons son autoportrait juste à côté de la signature, comme s’il avait souhaité la redoubler. Ce procédé est à nouveau convoqué dans son aquarelle Houillères et carrières d’argile de Montchanin.
Pour obtenir l’autorisation de dessiner d’après nature, François Bonhommé devait passer un accord avec le maître des forges. Il n’était donc pas complètement libre de sa composition et devait répondre à un certain nombre de critères afin de satisfaire la demande de ses collaborateurs. Ces derniers avaient un droit de regard sur ses travaux et pouvaient lui demander de les modifier en fonction de leurs attentes. Cependant, cette entente avec les dirigeants d’usine, lui permet de retourner à plusieurs reprises sur place et de multiplier les esquisses ou bien de les perfectionner. Il renouvelle ainsi ses déplacements dans la Nièvre où il visite régulièrement les forges de Fourchambault. Il en tire les dessins préparatoires suivants: Ingénieur mécanicien anglais, Puddleur anglais, Puddleur gallois, Lamineur, Employé aux cisailles, indispensables pour l’exécution du tableau Vue intérieure de la forge de Fourchambault.

« J’ai été ce matin à l’usine avec mon fils et Monsieur Bonhommé. Nous sommes convenus de la manière dont sera fait le tableau [...] [il] m’a montré son croquis en m’expliquant les motifs de sa composition, je crois qu’il y a encore à revoir. » témoigne le dirigeant de la forge Georges Dufaud dans ses récits.

Dessins préparatoires d'ouvriers
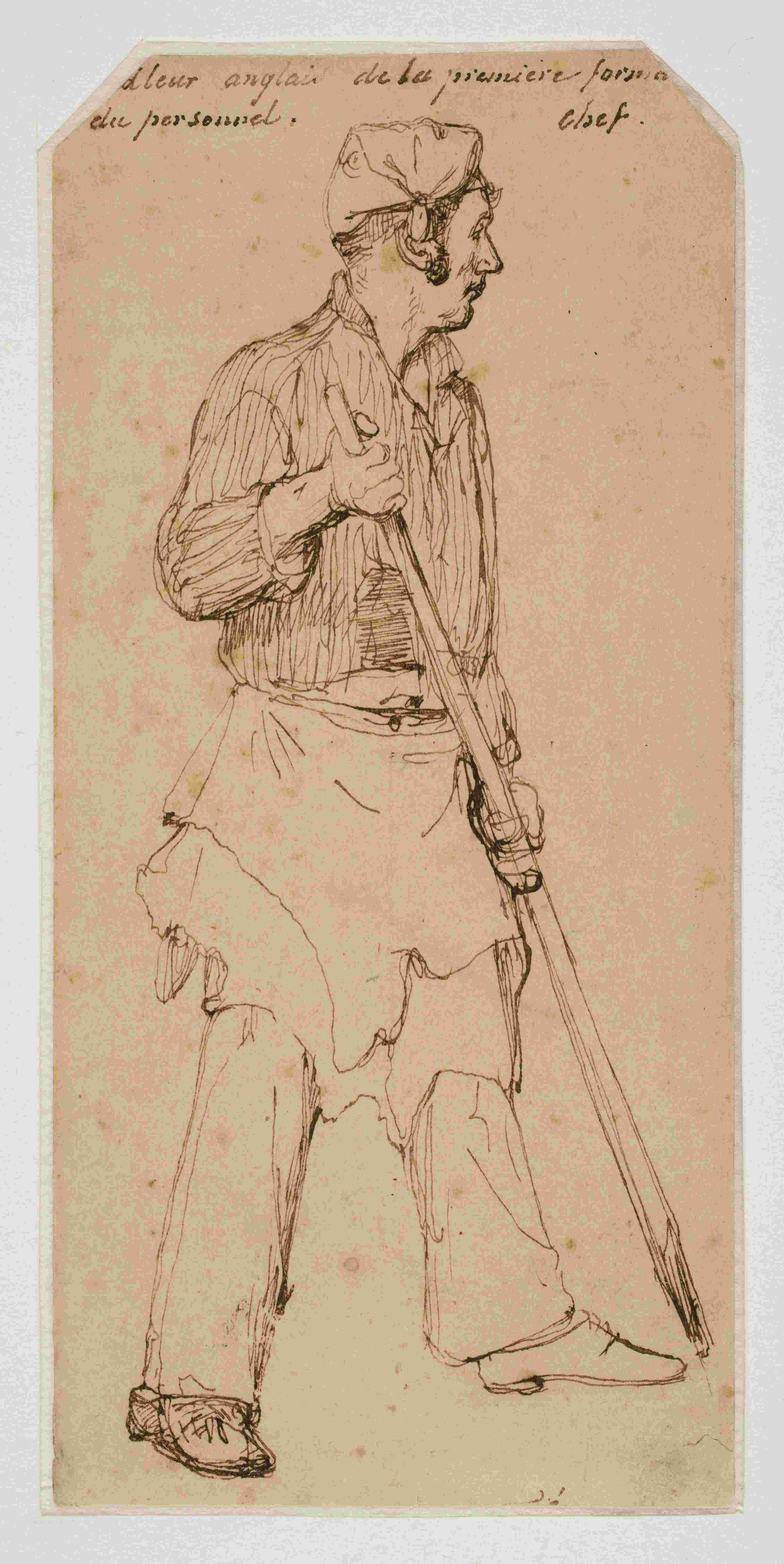
Dessin d'un puddleur anglais en chef, d'après l'oeuvre de Ignace-François Bonhommé.
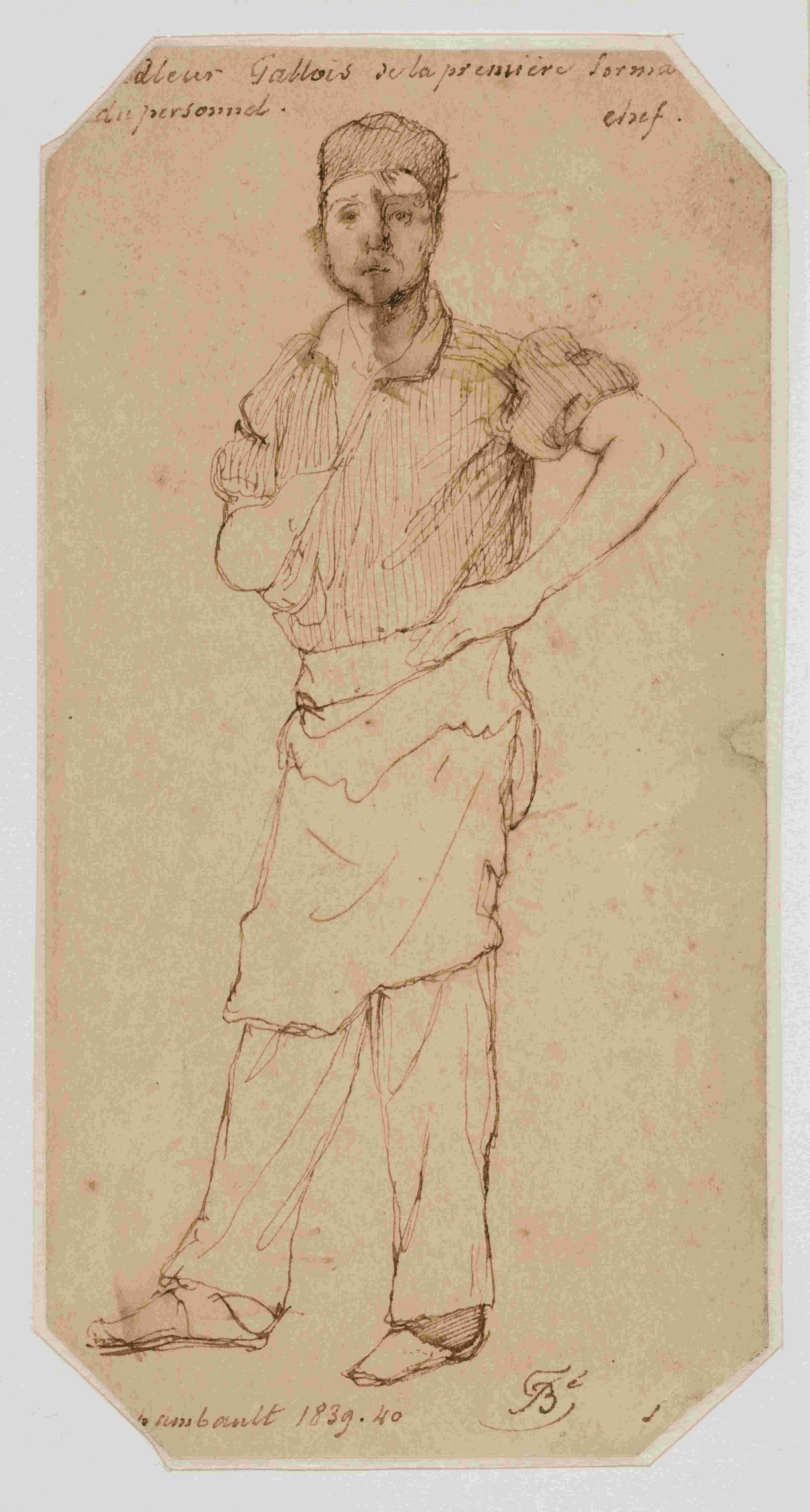
Dessin de puddleur gallois en chef d'après l'oeuvre de Ignace-François Bonhommé.
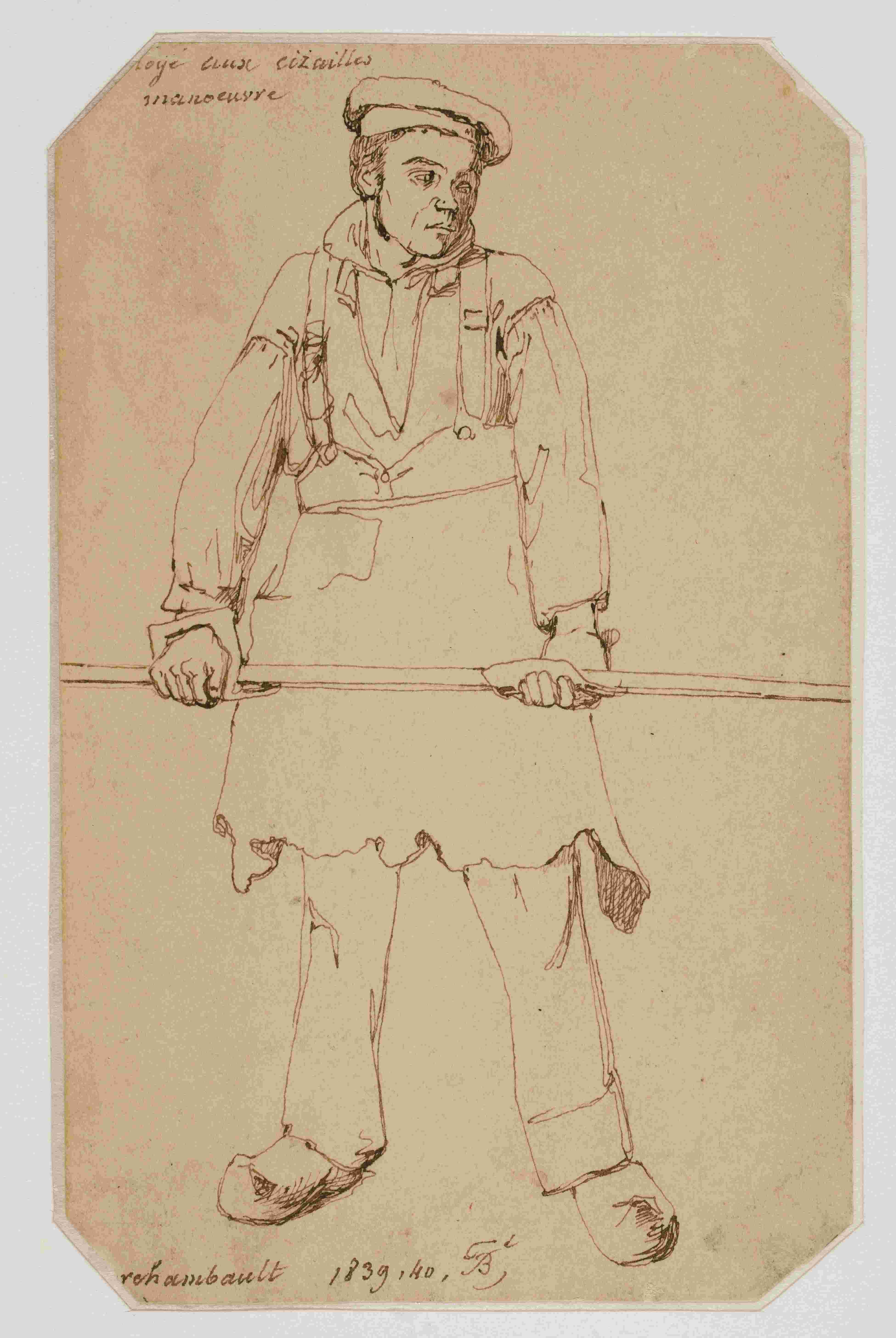
Dessin d'un employé aux cisailles à Fourchambault d'après l'oeuvre de Ignace-François Bonhommé.

François Bonhommé par la récurrence de ses esquisses, se constitue petit à petit une galerie de portraits, sorte de «Comédie Humaine» à la manière d’Honoré de Balzac. Il réalise ainsi une véritable fresque sociale avec les différentes figures de travailleurs dont il est un témoin privilégié. Ce dernier recherche à la fois la justesse et l’exhaustivité représentant aussi bien les patrons, les commis, les ingénieurs que les ouvriers. De cette manière il se sert de ses dessins comme d’un répertoire de formes, n’hésitant pas à réemployer des portraits similaires d’une œuvre à l’autre. Un des exemples de ce procédé peut être mis en lumière pour l’entourage des deux panneaux du décor de l’École Impériale des Mines. Pour ce faire, il se sert de croquis datés de quelques années avant l’exécution de cette œuvre telle qu’une étude d’un maître forgeron réalisée en 1848 au Creusot. Il reprend également le visage d’un homme barbu déjà visible dans une scène de visite au malade du Diplôme pour la Société de secours mutuels. Nous reconnaissons également les mêmes personnages que dans sa lithographie Mineurs français du Creusot, puisque les deux œuvres sont contemporaines.

### Le traitement des compositions
Le traitement de ses sujets par François Ignace Bonhommé peut varier selon les personnes auxquelles ses créations sont destinées. En effet, ses travaux peuvent être classés en fonction de leur typologie, ce qui nous permet de mettre en avant des différences stylistiques intentionnellement employées par l’auteur.

#### Les publications de vulgarisation technique

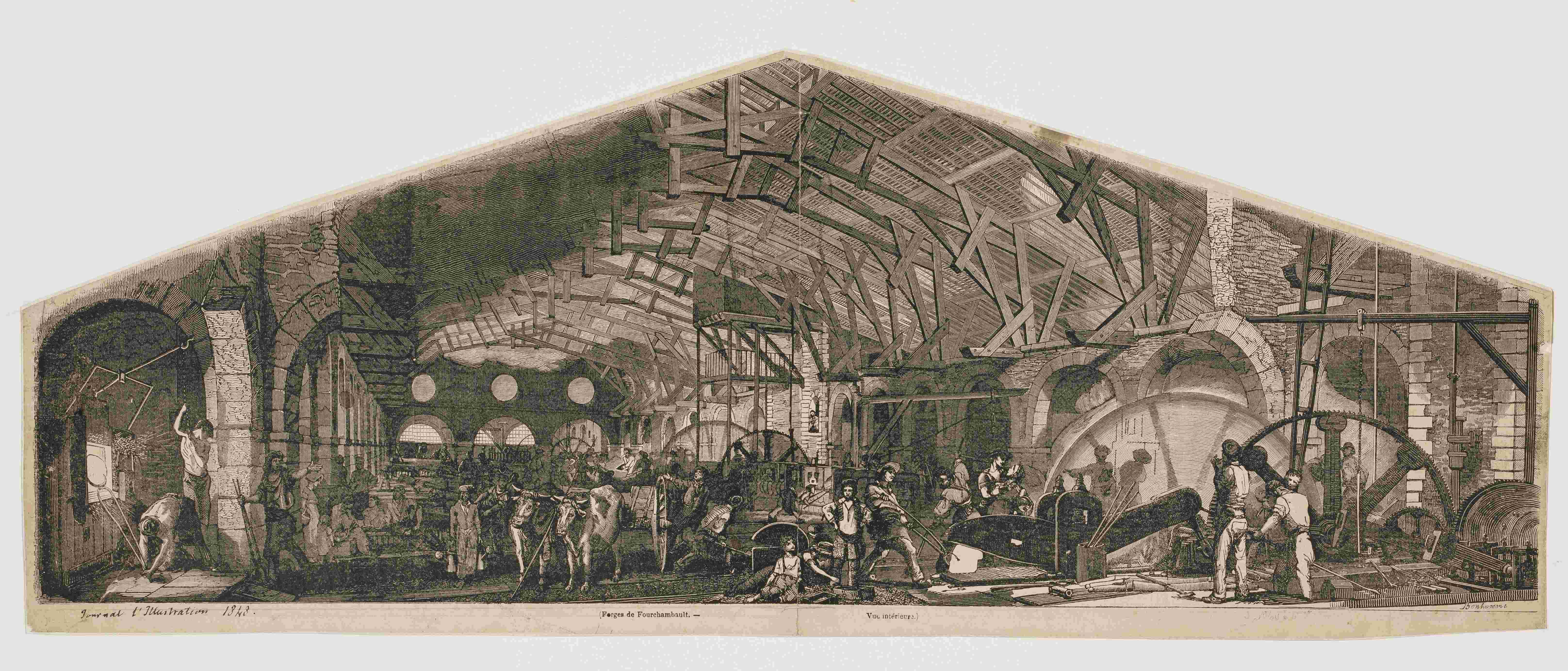
Gravure sur bois datée de 1845 réalisée par Ignace-François Bonhommé donnant à voir une vue intérieure de la forge de Fourchambault. Dans une même scène différents ouvriers s'affairent à des tâches différentes offrant une impression de décomposition du mouvement. La coupe transversale facilite la lecture.

La grande exactitude des dessins de Bonhommé l’a conduit à produire des publications de vulgarisation technique. Dedans, l’artiste s’évertue à faciliter la lecture puisque ces ouvrages s’adressent à des néophytes. Par exemple, Bonhommé synthétise en un même espace les différentes étapes du travail d’un ouvrier, procédant en une décomposition du mouvement. Il en résulte un document unique résumant plus simplement un processus technique donné. C’est ce qu’illustre sa gravure Fabrications des rails, vue prises à l’ancienne forge du Creusot : il y présente le processus de laminage du métal incandescent à l’aide d’un laminoir d’ébauchage ainsi que d'un un laminoir de finissage. Il décrit ensuite la confection du rail, d’abord frappé à coup de marteaux de bois, puis sectionné à l’aide d’une scie circulaire. Bonhommé a supprimé certains éléments tel que le poteau central dont il offre une vue tronquée afin de permettre une meilleure vision d’ensemble.

#### Les paysages et compositions d’ensemble
Bien que la justesse et la précision demeurent un leitmotiv dans l'œuvre de Bonhommé, il existe une différence majeure dans ses peintures de paysages et ses grandes compositions d’ensemble: il s’agit de la recherche esthétique. En effet, lorsqu’il entreprend des projets aussi ambitieux que Vue générale de Montceau-les-Mines, mines de houille de Blanzy (1857), il répond aux demandes des dirigeants de l’établissement qu’il dépeint. Aussi doit-il procéder à certains embellissements tout en conservant une grande véracité dans sa démarche. Ici, Bonhommé propose une description extrêmement détaillée, en énumérant toutes les activités de l’industrie et de ses environs:
« [...] un grand établissement de charbonnage comprenant les industries réunies de l’extraction (les puits), du wagonnage, de la calcination du coke, de l’expédition des charbons par canal, la construction et la répartition des machines, les canaux, le village, les habitations ouvrière, l’église, l’école et les bâtiments de l’administration ».

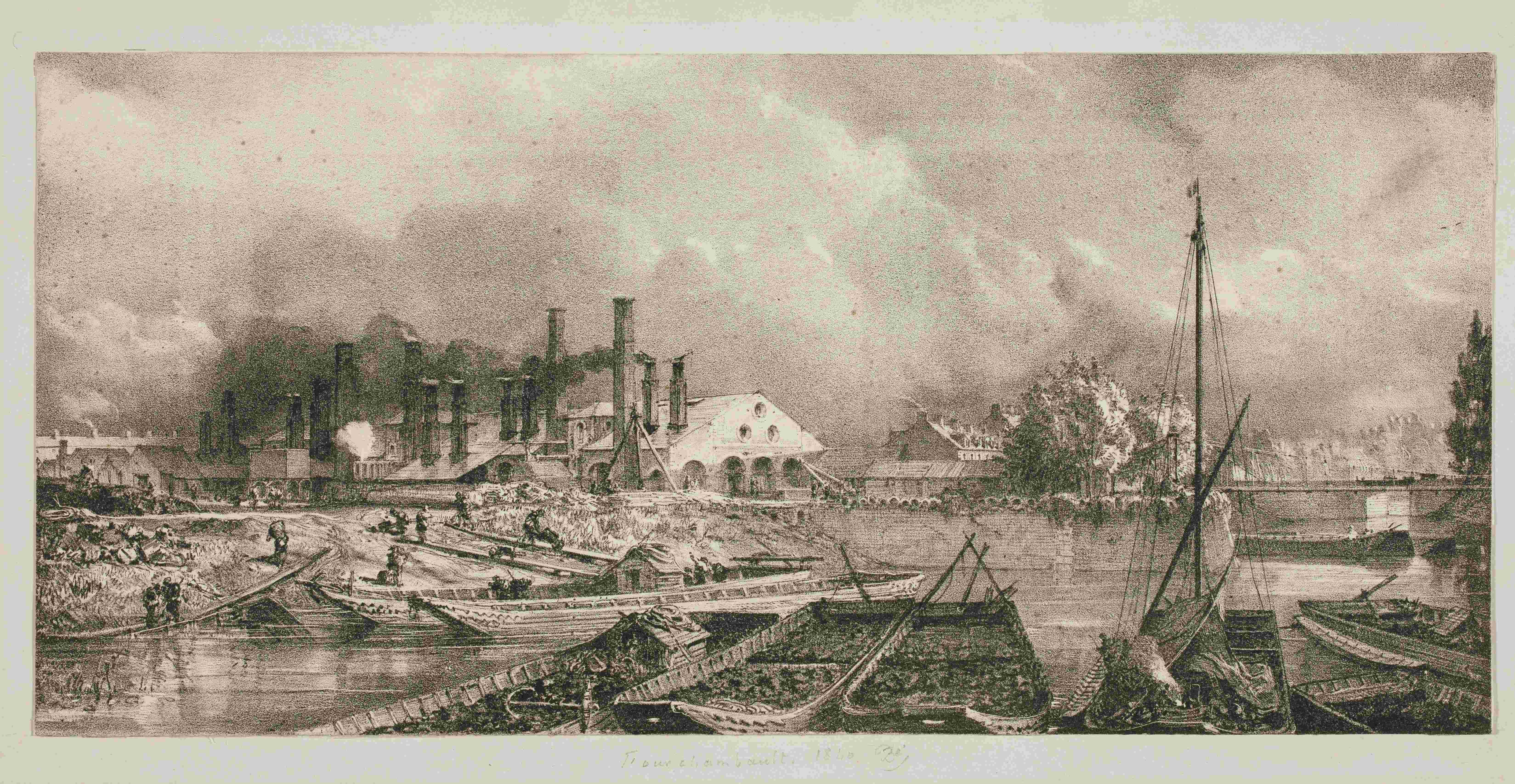
Lithographie de Ignace-François Bonhommé, datée de 1840, représentant un paysage industriel à Fourchambault. Le degré de précision confère sa qualité de document historique à l'estampe.

Cependant, dans Vue générale de Montceau-les-Mines, mines de houille de Blanzy, le peintre bien qu’il ait réalisé plusieurs esquisses d’après nature, en se rendant sur les lieux, a été contraint de modifier certains éléments. En effet, nous constatons qu’il y a fait figurer une église par anticipation, alors qu’elle a été édifiée ultérieurement à cette aquarelle, entre 1857 et 1861. Il ajoute également un porche monumental et des grilles qui n’ont en vérité jamais été construits. Lorsque nous confrontons cette création de Bonhommé avec d’autres de ses travaux ainsi que des documents d'époque, nous remarquons cependant qu’il est resté dans l’ensemble, très fidèle à la réalité.
Ses descriptions sont si précises que nous serions tentés de qualifier par anachronisme, les peintures de Bonhommé, d’anthropologie de l’espace et du monde ouvrier. Il va en effet au-delà de l'harmonie picturale en proposant de véritables fragments d’histoire. Ses travaux permettent en effet de fournir des renseignements précieux.
Certains critiques, à l'instar de Jean-François Schnerb, ont même déclaré, pour qualifier les procédés techniques de l’artiste, qu’il peignait comme un scientifique : « quand il peint une machine, Bonhommé est un peu ingénieur; s’il reproduit un paysage minier il est un peu géologue ». Le réalisme de l’artiste est tel qu’il reçoit les félicitations d’Henri Dupuy de Lôme, constructeur de l’usine de Toulon, pour l’un de ses dessins de l’établissement dont il relève le caractère : « pittoresque et technique ».
Parfois, l’artiste offre même des renseignements sur la temporalité des scènes capturées lorsqu’il dépeint des ouvriers au travail. Par exemple, il indique sur le dessin “manœuvre rapide” afin d’illustrer la furtivité de la fixation de la scène sur le papier.
Une des preuves de la portée didactique de ses travaux est la présentation de deux de ses oeuvres à l’Exposition Universelle de 1867 : Vue extérieure de l’usine d’Indret et Vue intérieure de la fonderie de Toulon après la coulée dans la section “Instruction publique” au lieu de celle consacrée aux Beaux-Arts.
Ce haut degré de précision, presque documentaire, Ignace François Bonhommé en est pleinement conscient. Et pour cause, il craignait que cet aspect de son travail n’occulte le sentiment de vie et de mouvement inhérent aux œuvres d’art. En effet, l’artiste accorde une place prépondérante à l’homme dans ses représentations, bien plus qu’aux machines, aux côtés desquelles il prend toujours soin de faire figurer des personnages. De cette manière le peintre nous rappelle que sans l’homme, l’industrie ne fonctionnerait pas, et que c’est donc lui qui est au cœur de l’action.

#### Les jeux de lumières permis par la forge
Son goût pour les intérieurs de forges tient aussi aux effets pittoresques des clairs obscurs. Un véritable rythme est créé par les différentes sources lumineuses: métal en fusion, foyer, poches, cubilots… Toutes ces techniques industrielles offrent à Bonhommé un laboratoire de formes et de lumières propices à alimenter ses compositions. Coulée de fonte dans les ateliers du Creusot témoigne de cet intérêt. De même, Vue intérieure de la forge de Fourchambault est structurée par les tâches lumineuses.
Il est si attentif à la lumière qu’il va jusqu'à décrire les effets par des annotations :« effet de lampe » ou encore « effet d’orage », notamment dans l’aquarelle Mines de Blanzy.
Toutefois, Bonhommé avait conscience de ne pas être le seul artiste à avoir été séduit par ces effets favorables. En effet, dans son manuscrit consacré à l’histoire du fer, il déplore : « Si la forge a parfois préoccupé les artistes, ce n’est que par ses côtés pittoresques, par ses effets de lumière ».
Dans ce même registre, nous pouvons penser à l'oeuvre du peintre allemand Adolph Von Menzel qui peint La Forge entre 1872 et 1875. Pour ce faire, l'artiste s'était également rendu sur place dans le bâtiment de l'usine de l'Oberschlesische Königshütte, une forge de voies ferrées située en Haute Silésie. L'artiste en tire plus de 100 études préliminaires aujourd'hui conservées au Kupferstichkabinett de Berlin.

#### Une oeuvre «proto-réaliste»: une analogie de Bonhommé à Gustave Courbet

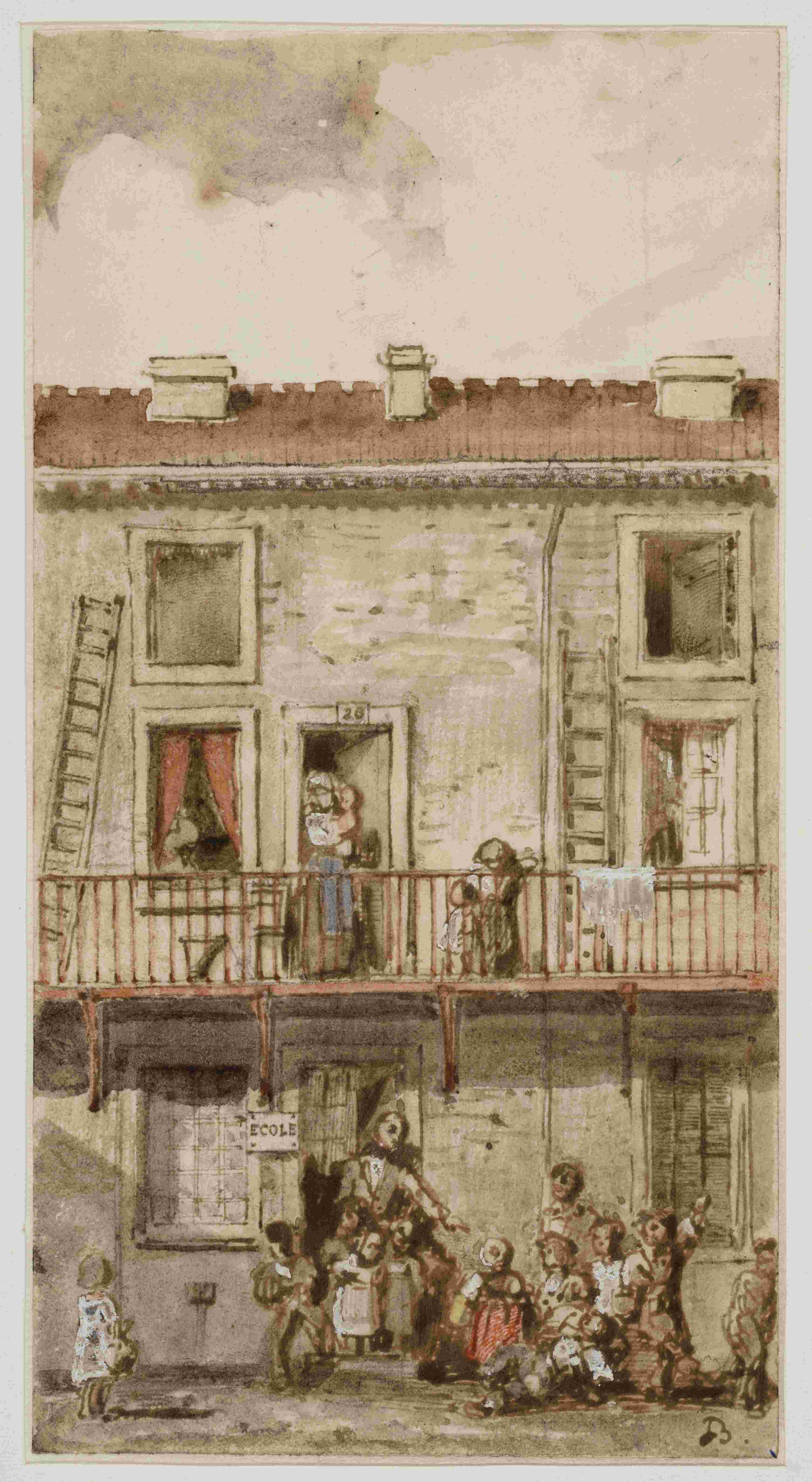
Ignace François Bonhommé, Abainville, L'école, 1837, dessin, Féru des Sciences, Jarville

La volonté profonde de François Ignace Bonhommé n’a jamais été de mettre au point une série de scènes de genre mais une véritable histoire picturale de l’industrie moderne. Bien qu’élève chez le peintre académique Paul Delaroche, qui a entre autres, formé Jean-Léon Gérôme ou Jean-François Millet, il se détache très vite (en 1830) des préceptes de la peinture classique et du grand genre de la peinture d’histoire. Ce dernier préfère documenter le présent à travers les usines et les travailleurs.
Aussi, l’objectif du peintre n’était-il pas de prétendre à une quelconque institutionnalisation ou muséification de ses projets artistiques mais plutôt de les voir accéder aux écoles publiques afin de remplir leur fonction initiale. Pour ce faire, il reçoit le soutien de Champfleury en 1851 afin d’adresser sa requête au Ministère de l’intérieur dirigé à l’époque par Ledru Rollins. Celle-ci est aussitôt acceptée, puisque Bonhommé se voit attribuer la commande d’un cycle de peintures pour l’École des Mines. Celle-ci doit être constituée de six scènes différentes réparties en trois compartiments, chacune représentant un champ spécifique de l’industrie.
Pour chaque nouveau projet entrepris, Bonhommé procède de manière simple, additive, et descriptive. Il fait preuve d’une grande justesse dans son traitement des détails et tente de décrire au mieux les habitudes de travail. Son rejet des normes académiques est à la fois motivé par des convictions personnelles, politiques, et esthétiques. Il adopte ainsi une démarche éminemment documentaire, représentant ce qu’il a observé sans artifices ni concessions. Ainsi, naissent sur sa toile de grands groupes humains et de machines que nous pouvons qualifier de « portraits d’usines » pourvus de quelques arrangements esthétiques délibérés.

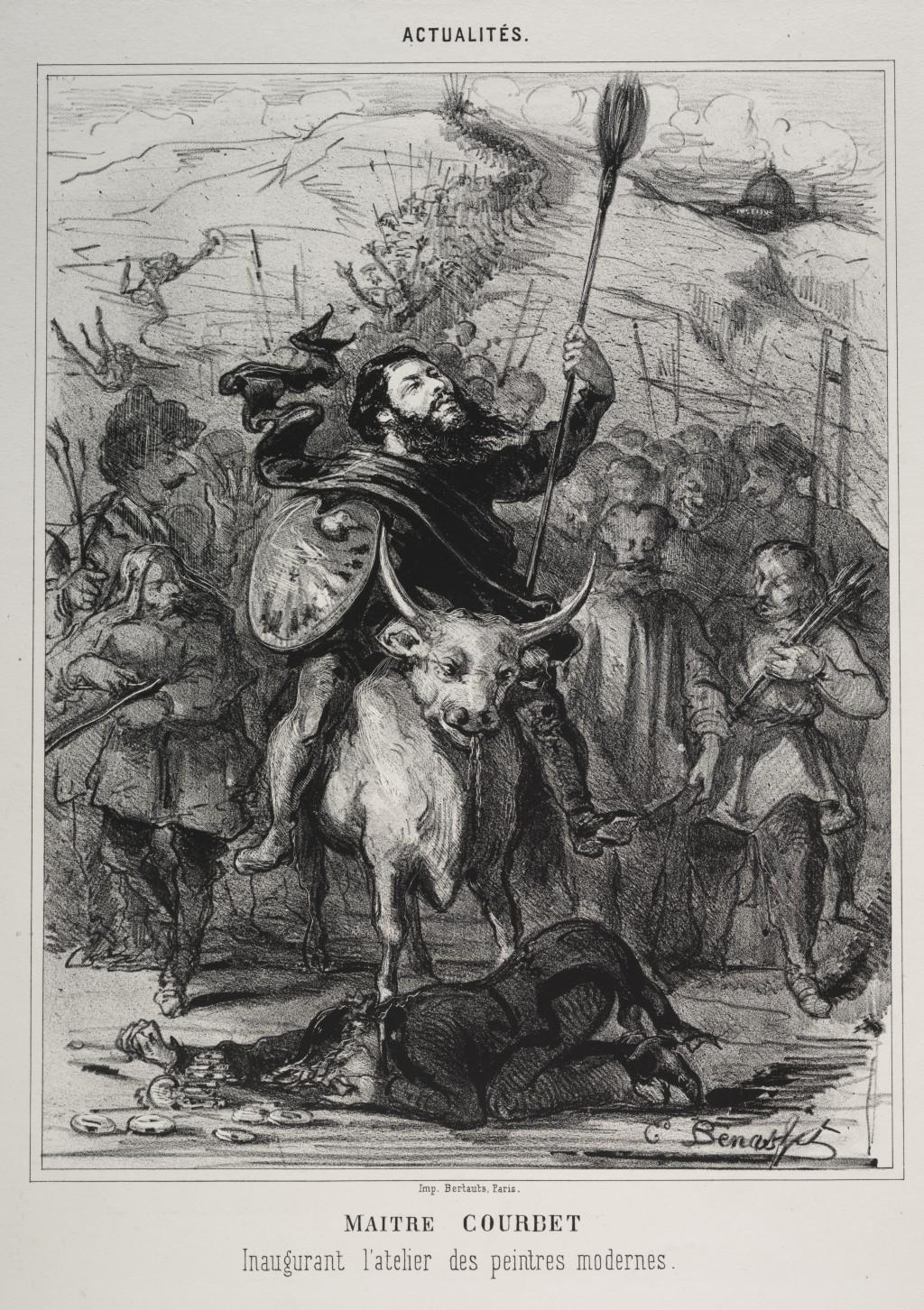
Caricature de Louis-Emile Benassit représentant Gustave Courbet inaugurant l'atelier des peintres modernes, 1861, lithographie, Cleveland Museum of Art, Cleveland

Bien qu’il rencontre un grand succès aux salons de 1838 et 1840, Bonhommé connaît une fin de vie misérable: il meurt démuni, ruiné et méconnu. Aussi pouvons nous faire le parallèle entre la carrière de Gustave Courbet et celle de Bonhommé à bien des égards. L’un comme l’autre partagent une œuvre d’une même nature sociologique, un goût pour les sujets contemporains, et une manière « peu conventionnelle et peu orthodoxe » de peindre. Les deux artistes proposent une peinture qui résonne avec leurs origines sociales et leurs orientations politiques de gauche. En témoigne la parenté entre les croquis de travailleurs du « Forgeron » et les toiles de Courbet telles que Les Casseurs de pierres (1849), Les Paysans de Flagey revenant de la foire (1850), ou encore Les Cribleuses de blé (1854).

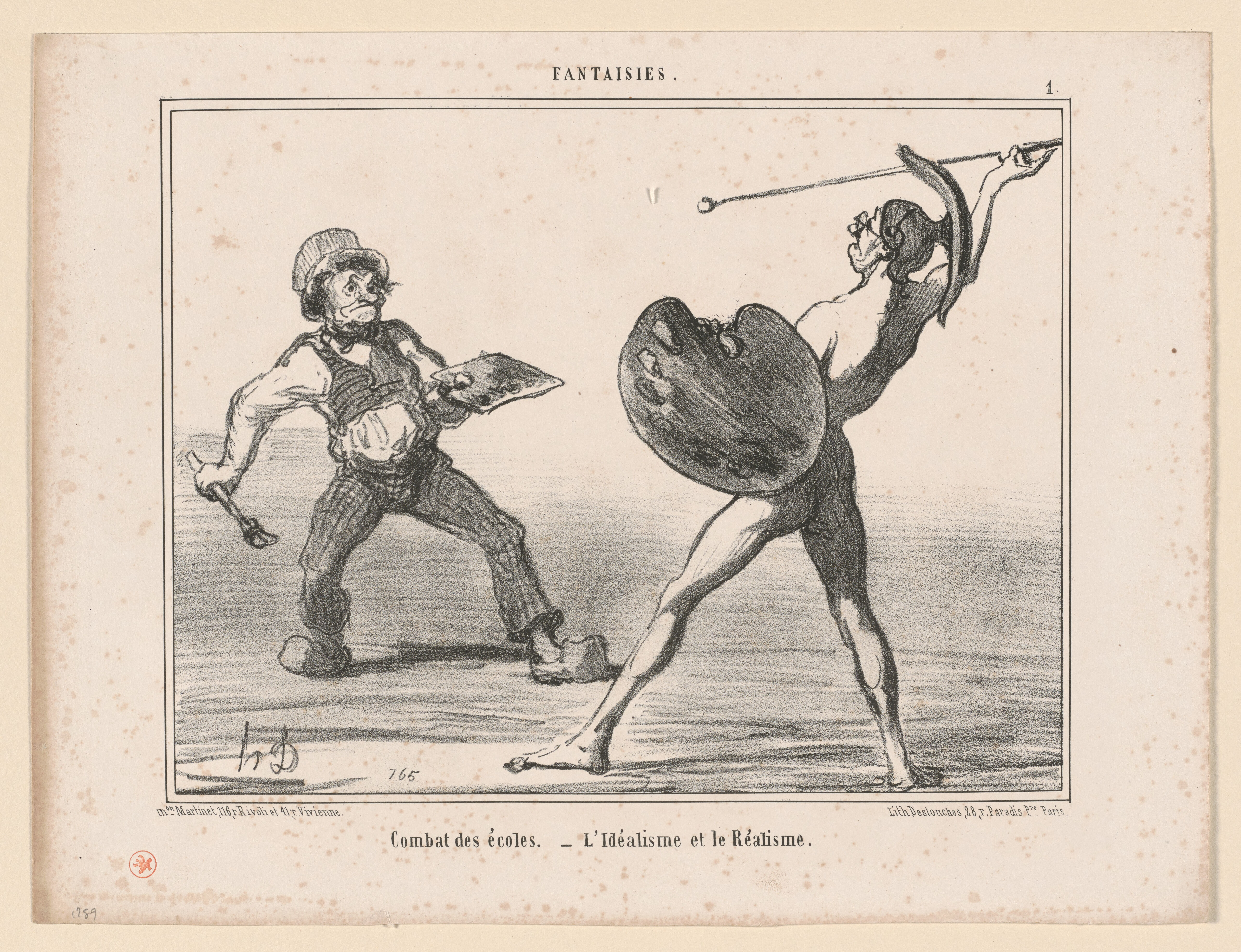
Illustration intitulée Combat des écoles. - L'idéalisme et le réalisme par Honoré Daumier, dans Le Charivari, le 24 avril 1855, Bibliothèque publique de Boston, Boston

Il faudrait également déceler une annonce du réalisme de Courbet dans l'œuvre de Bonhommé. Nous pourrions en effet parler d'une forme de proto-réalisme, un courant dans lequel s'inscriraient des artistes soucieux de représenter le réel tel qu'il est. Au cœur de cette ambition se placent, dès les années 1820, des artistes comme Honoré Daumier ou encore les peintres de l'École de Barbizon tels que Narcisse Díaz de la Peña, Théodore Rousseau, ou Charles François Daubigny. Dans cette quête, les deux « apôtres du laid » bénéficient du soutien du critique d'art Jules Champfleury, friand de l'imagerie populaire qu'il perçoit comme un art pourvu d'une grande «sincérité», n'occultant aucunement la réalité sous l'apparence des formes ou des idées. Courbet se lie rapidement d'amitié avec lui, en raison de leur recherche esthétique commune. Nous pouvons supposer que les trois hommes se sont croisés ou bien se fréquentaient lors des salons.
La distinction est cependant à trouver à travers la réception critique des travaux des deux artistes. En effet, Bonhommé fut adulé lors de ses expositions tandis que Courbet fait partie des peintres qui ont le plus essuyé de critiques de leur vivant.
«Être à même de traduire les mœurs, les idées, l’aspect de mon époque, selon mon appréciation, être non seulement un peintre, mais encore un homme, en un mot, faire de l’art vivant, tel est mon but.»

## La production lithographiée

### Une technique virtuose, propice à capturer le présent
Bien que nous connaissions Bonhommé pour ses peintures et aquarelles consacrées à l’industrie, il ne faudrait pas omettre que son œuvre ne s’y limite pas. En effet, l’estampe et plus spécifiquement la technique de la lithographie est un médium dans lequel l’artiste excelle, lui permettant de reproduire certaines de ses œuvres peintes avec virtuosité. II s'agit du pan de l'œuvre de Bonhommé le plus complet et sans doute le plus impressionnant d’un point de vue descriptif. Certains travaux tels que la Descente dans la Mine sont en effet qualifiés par la presse de « chef d'œuvre de la lithographie française ».
Dès 1833 il participe au Salon en présentant une aquatinte témoignant de son intérêt pour le médium. Sa technique est maîtrisée, il a toujours recours aux mêmes outils: pinceau, crayon, plume, encre et grattoir.
A travers ses estampes, Bonhommé parvient à faire ressentir plus que ce qu’il représente, dépassant la simple forme pour donner vie à ses représentations. Ainsi, il réussit à nous communiquer la sensation de l’air qui se raréfie dans les mines ou encore l’humidité tiède de l’atmosphère. Ses estampes et ses dessins peuvent être perçus comme les productions qui correspondent le mieux aux goûts modernes en raison de leur caractère documentaire et de leur grande justesse dans la figuration du travailleur. Dedans, la signature de Bonhommé est frappante: nous ressentons sa volonté de désigner et d'accentuer le caractère des êtres et des choses.
Il procède par reprises, traits repassés ou appuyés et nous offre les moindres détails des machineries. De fait ses travaux sont empreints d’une grande vérité et recèlent une beauté inédite pour l’époque. Il fait preuve de qualités de «vrai peintre» à travers ses lithographies, et c’est en cela que Bonhommé se démarque.

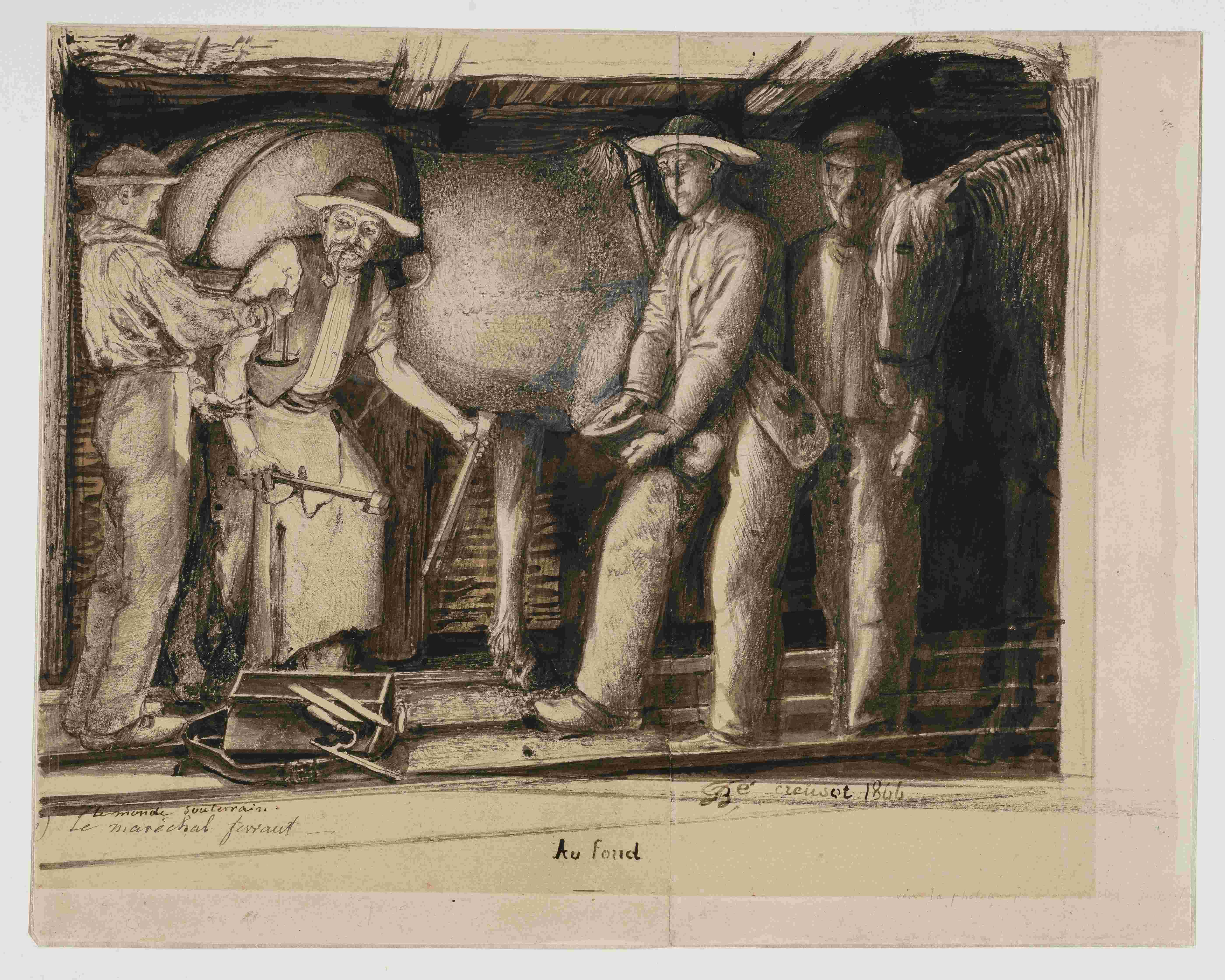
Ignace-François Bonhommé, Le monde souterrain. Au fond. Le maréchal-ferrand. Le Creusot, 1866, lithographie, Féru des Sciences, Jarville

Ses portraits d'ouvriers sont réalisés d’un trait concis et net, parfois un peu sec, donnant l’impression de l’ habitude de la tâche laborieuse, d’une forme d’accoutumance des ouvriers à la pénibilité du travail. Il s’attache à reproduire le pli profond du vêtement car une idée chère à l'artiste est que: « le vêtement suffit à révéler le travail, en effet, la manche d’un lamineur n’est pas celle d’un forgeron ».
Si nous connaissons si bien l'œuvre lithographiée de Bonhommé c’est aussi parce qu’elle a été sauvée de la dispersion par un certain Ernest-Simon Auscher (M. E.-S. Auscher). Ce dernier est un ingénieur céramiste. Il a été chef de fabrique à la Manufacture de Sèvres puis ingénieur céramiste expert à Versailles. Grâce à lui, des compositions complètes de Bonhommé ont pu être conservées. Parmi les cartons récupérés se trouvaient des œuvres achevées comme des tableaux, des vues d’intérieurs d’ateliers, ou encore des enchevêtrements d’agrès très complexes. Il y avait aussi des scènes de la mine, réalisées à la manière de bas-reliefs tels que Conseil dans la mine ou le Maréchal ferrant.

### La Révolution de 1848 à travers l’estampe

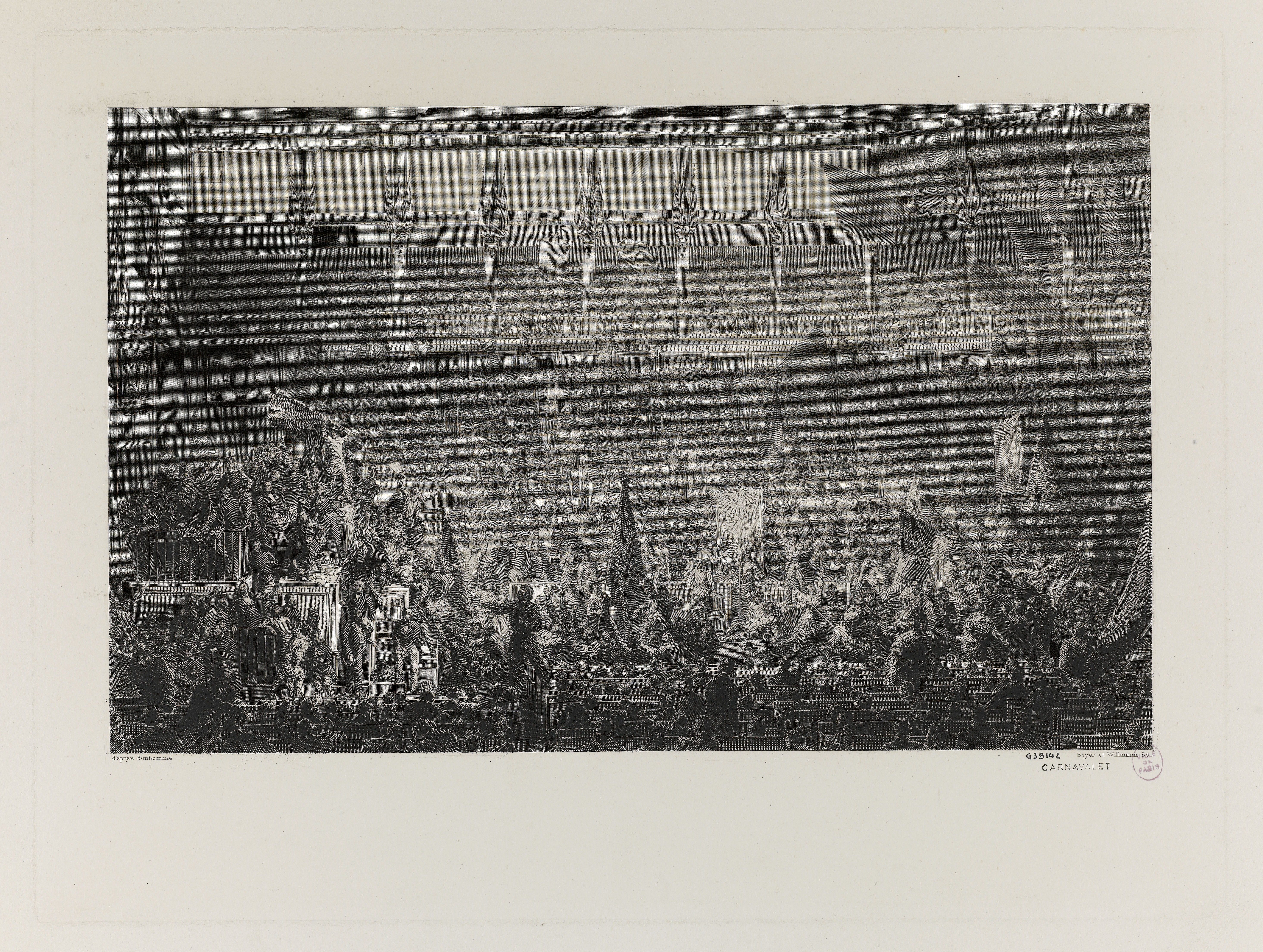
Estampe montrant lEnvahissement de l'Assemblée Nationale en 1848, lithographie de Beyer et Willmann d'après l'oeuvre originale de Bonhommé, musée Carnavalet, Paris

Certaines estampes de Bonhommé recèlent un caractère bien moins pacifique puisqu’elles traitent de l’épisode de la Révolution de 1848 tel qu'il la vécut.  
Républicain convaincu, il reçoit une commande de l'État pour représenter les évènements clés de cet évènement. Sa production est toutefois interrompue par le coup d’État de 1851. Finalement, seuls certains représentants du peuple apparaissant dans des portraits en pieds, dessinés d’après nature et gravés sur acier (selon la notice d’annonce du Palais de l’Assemblée Nationale), ainsi que deux épisodes révolutionnaire particulièrement poignants : L'Assemblée envahie le 15 mai 1848 et La Barricade du Canal Saint Martin, le 23 juin 1848.
Ces deux événements, parmi les plus poignants de la Révolution de 1848, se démarquent dans l'œuvre lithographiée de Bonhommé. En effet, si, selon Jacques-Félix Schnerb, les portraits ne sont pas fameux : «ils accusent un peu trop la sécheresse que devaient avoir les dessins, mais sont fortement individualisés», les épisodes lithographiés des journées d’émeutes sont eux «beaucoup plus attachants», «Il y assista, et nous y assistons avec lui».
Ils sont en effet si véridiques qu’ils donnent l’impression au spectateur d’y assister véritablement.

### Les scènes commémoratives
En 1836, Bonhommé se prend de passion pour le dessin commémoratif. Deux de ses planches lithographiées témoignent de cette appétence puisqu’elles documentent les différentes phases de l’érection de l’Obélisque de Louxor sur la place de la Concorde le 15 octobre 1836. La première donne à voir la scène à midi tandis que l’autre montre les avancements des travaux à trois heures de l’après-midi. Le monolithe est encore à moitié couché au milieu d’une foule compacte. Il est enveloppé dans un réseau de câbles qui permettent de le redresser et soutenu par des échafaudages. Le degré de précision de ces estampes annonçait déjà les futurs tableaux de Bonhommé et leurs jeux de clairs-obscurs.

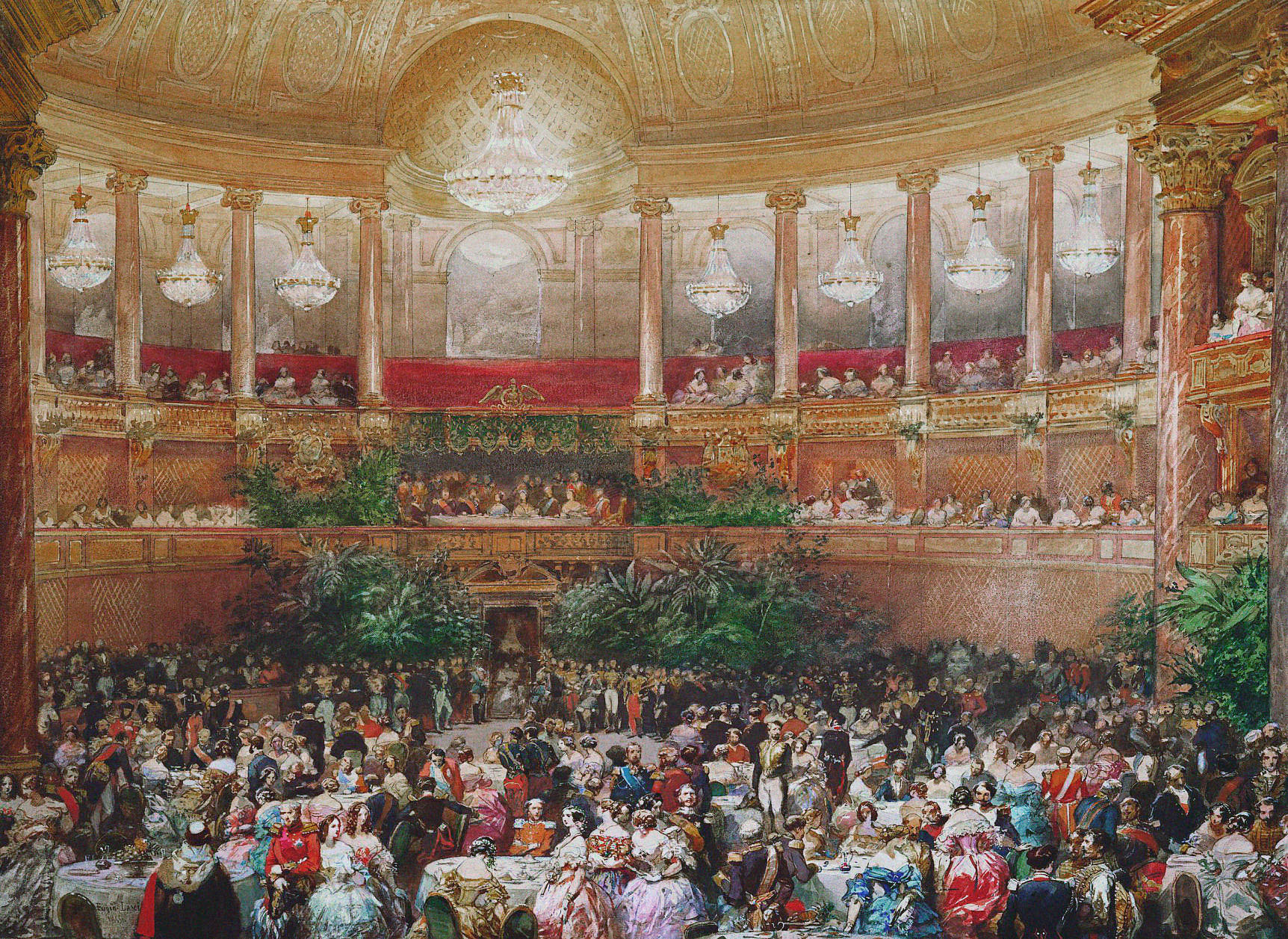
Eugène Lami, Visite de la reine Victoria à l'Opéra de Versailles, le 25 août 1855, 1855, aquarelle, Château de Versailles, Versailles

Dans un autre registre, Bonhommé s’était également vu commander des aquarelles lors de la visite de la reine d’Angleterre à Paris en 1855.
Enfin dans les années 1879, il enseigne le dessin à la Manufacture de Sèvres où il côtoie de grands noms dans l’art de la gravure tels que Félix Bracquemond, artiste faisant partie de la Société des aquafortistes fondée en 1862 par Alfred Cadart.

#### Une oeuvre plébiscitée par la critique d’art
Beraldi en 1885 déclarait au sujet des ses estampes qu’elle étaient: « de vraies lithographies de peintres, exemptes de la mièvrerie que prend le procédé dans la main des lithographes de métier »

## François Bonhommé vu par la critique de son temps
- J.J Arnoux dans La Patrie, le 1er septembre 1853 : « Comment se fait-il que le nom de M. François Bonhommé ne soit pas beaucoup plus connu qu'il ne l'est en effet ? Eh quoi! cet homme, depuis une quinzaine d'années, peint seul et avec une inconcevable aptitude les ateliers les plus nombreux, les usines les plus populeuses, les machines et les bâtiments les plus compliqués, la flamme des fourneaux, l'éclat des enclumes, le métal en ébullition et une foule d'accessoires et d'appareils industriels dont les noms ne sont connus que des gens du métier »
- J.J Arnoux dans La Patrie, le 1er septembre 1853 : «[il] nous a donné successivement avec une science sans rivale, de1838 à 1853, la tôlerie des forges d'Ablainville; la vue d'une grande forge à l'anglaise; une usine dans le département de la Meuse; une usine à fer, puddlage; une autre usine de cinglage, l'intérieur d'une forge à laminoirs, laminage des rails; cette année, enfin, un intérieur de fonderie de fer, où il nous fait assister à la coulée de grandes pièces d'industrie: dans tous ces travaux il montre un vrai mérite; il fait preuve d'un imperturbable aplomb dans tous ces tours de force auxquels seul il s'exerce: comment, pourquoi cet habile homme n'a-t-il pas encore été décidé ment remarqué? »
- J.J Arnoux dans La Patrie, le 1er septembre 1853 : « M. Bonhommé s'est ouvert avec bonheur une voie nouvelle, inconnue avant lui: qu'il l'a poursuive; le succès ne peut manquer de récompenser sa persévérance. Quant à moi, je ne laisserai échapper aucune occasion de lui rendre bonne et entière justice. »

- Emile Loudun, Salon de 1855: « Dieu nous garde de nous arrêter sur ces peintres que la Grèce désignait sous le nom de rhyparographes, peintres de la boue; ils ne représentent véritablement aucune des idées de ce temps, l’esprit n’a rien à voir là.»

- Le Journal de la Nièvre, Nevers, 1864: « Cet homme depuis une quinzaine d’années peint seul, et avec une inconcevable aptitude, les ateliers les plus nombreux, les usines les plus populeuses, les machines et les bâtiments les plus compliqués, la flamme des fourneaux, l’éclat des enclumes, le métal en ébullition [...] Dans tous ses travaux, il montre un vrai mérite. Il fait preuve d’un imperturbable aplomb dans tous ces tours de force auxquels seul il s’exerce.»

- Le Peuple, 1864: « Monsieur Bonhommé n’a pas eu besoin de pièces honorables, de fasces et de lambrequins pour nous donner un vrai chef-d’oeuvre, un poème en l’honneur du travail [...].»

- Xavier Aubriet, Le Temps: « Nous ne pouvons cependant pas ne pas nous arrêter devant l’exposition de M. Bonhommé.On ne saurait choisir un esprit plus novateur pour réconcilier sur les points les plus difficiles l’art et l’industrie [...].»

- Edmond Chazerain, Le Journal de la Nièvre, 30 mai 1854 :  « Honneur à lui qui, en dehors des sentiers battus et rebattus, a su se créer une route nouvelle [...] Bonhommé n’emprunte qu’à la nature ses inspirations, aussi ses tableaux ont un aspect entièrement neuf [...].»

- Philippe Burty, 1863, sur les aquarelles de la série Histoire pittoresque de la métallurgie présentée à l’Exposition des Beaux-Arts appliqués à l’industrie : « Si l’industrie moderne a déjà trouvé des romanciers pour la célébrer, des poètes pour la chanter, elle a rencontré dans M. Bonhommé un artiste dont le pinceau traduit avec un sentiment profond ses grands spectacles et ses vivants aspects [...].»

- Féru des Sciences, Jarville, Fonds Auscher: « En vain la foule a passé sans les comprendre auprès de ces études qui joignent une science consommée du détail au sentiment le plus sérieux de l’art, à une inspiration des plus poétiques.»

## Œuvres dans les collections publiques
Des œuvres de Bonhommé sont conservées à l'écomusée du Creusot-Montceau (Le Creusot), au département des estampes et de la photographie de la Bibliothèque nationale de France (Paris) et au  musée Féru des sciences (Nancy)

### Le musée de l'histoire du fer / Féru des Sciences
Le musée de l'Histoire du Fer de Jarville-la-Malgrange, maintenant Féru des Sciences, conserve un grand nombre des œuvres de Bonhommé. Le fonds Auscher, collecté par Ernest S. Auscher à la vente organisée par le gendre de Bonhommé après la mort du peintre, est acquis par le musée en 1972. À cette occasion, la première exposition rétrospective sur Ignace-François Bonhommé depuis 1913 est organisée en 1976. En 1994, le musée obtient une des rares peintures encore existantes, la Tôlerie des forges d'Abainville de 1837, maintenant une des œuvres phares de sa collection. Enfin en 1996, à l'occasion de l'obtention de  l’Album Abainville, qui contient des dessins et des esquisses, une deuxième exposition monographique est organisée. Elle est accompagnée d'un catalogue d'exposition qui comporte un catalogue raisonné recensant l'ensemble des œuvres du peintre.

Œuvres d'Ignace-François Bonhommé
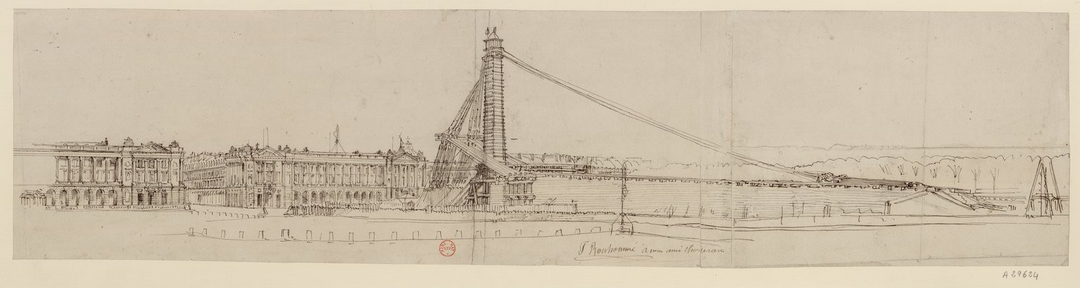
Appareil pour l'érection de l'Obélisque (1836), dessin, Paris, BnF.
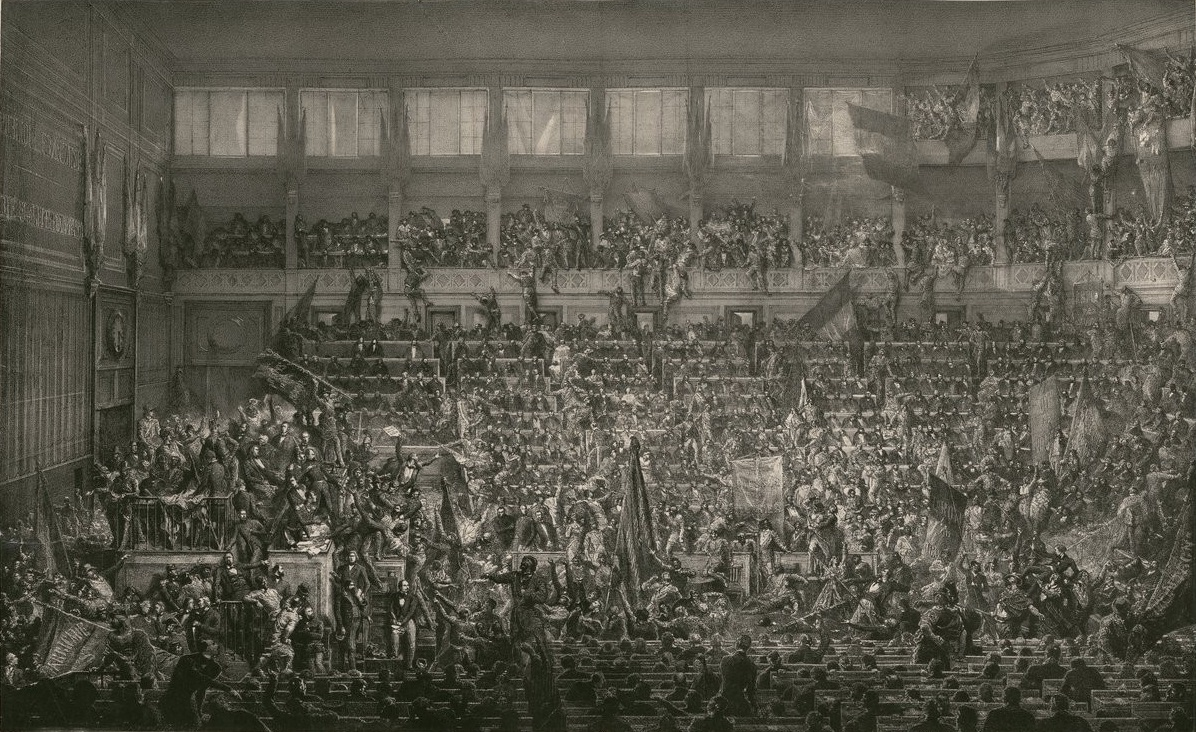
15 mai 1848. Dédié à l'Assemblée nationale (1848), lithographie, Paris, BnF.
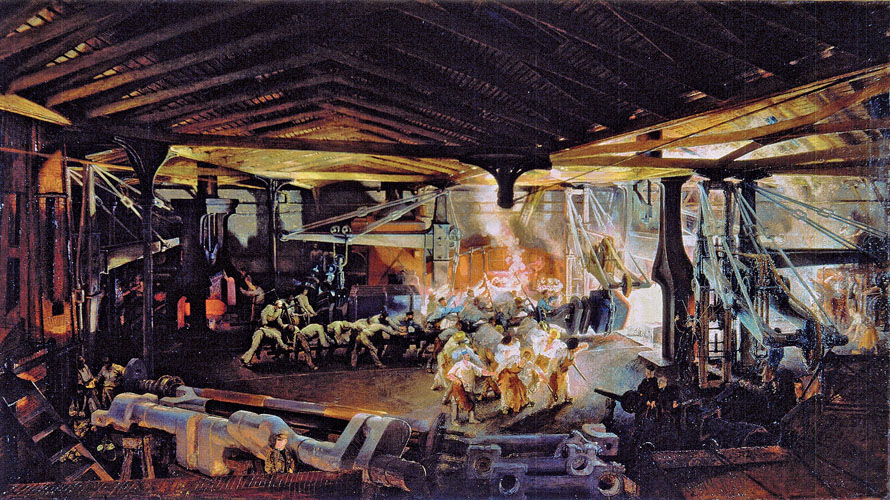
Forgeage au marteau-pilon dans les ateliers d’Indret de l’arbre coudé d’une frégate à hélice de 600 chevaux (1865), huile sur toile, Le Creusot, écomusée du Creusot-Montceau.